# Liste der Gerechten unter den Völkern aus Deutschland

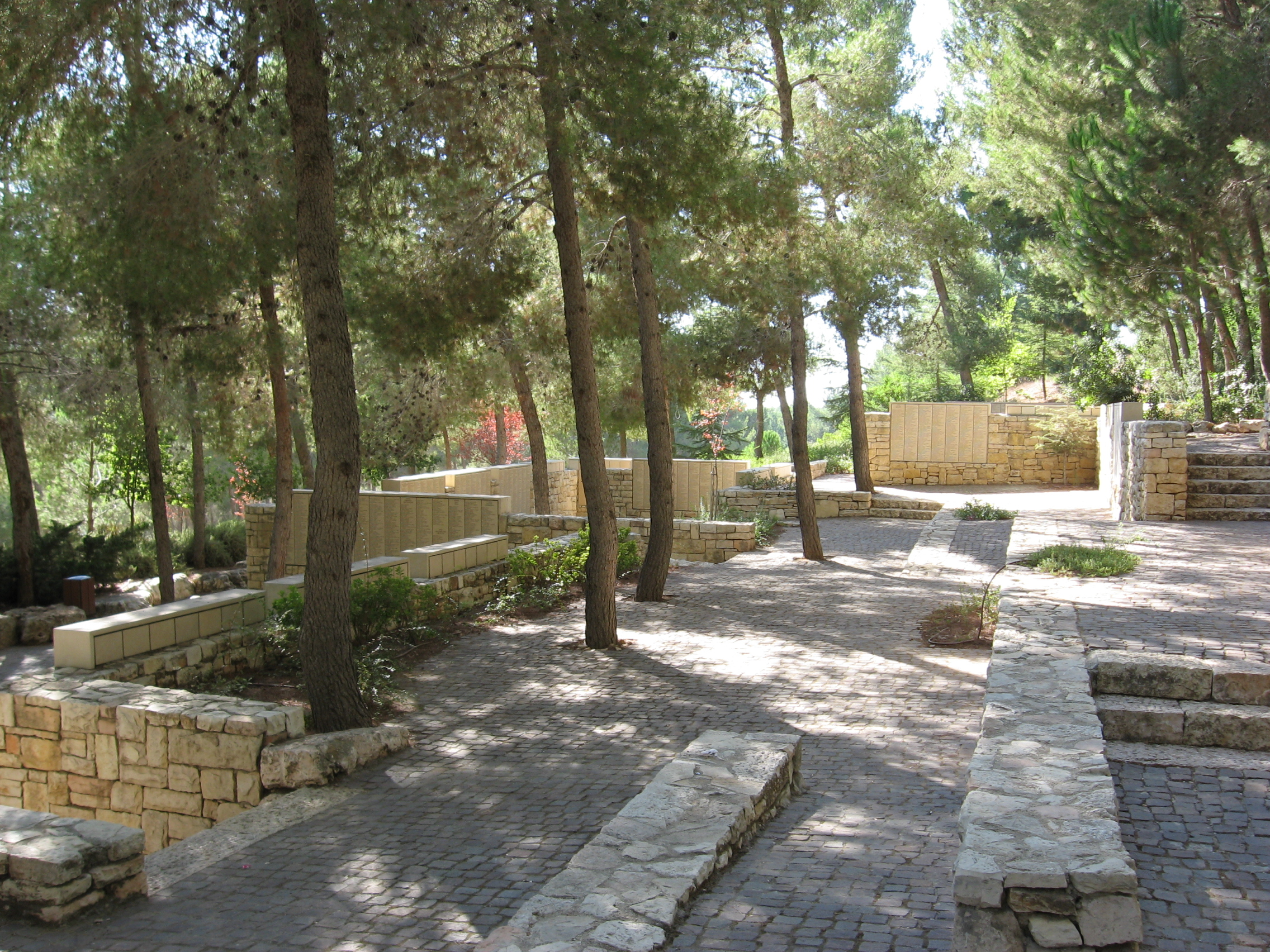
Der Garten der Gerechten unter den Völkern

Die Liste der Gerechten unter den Völkern aus Deutschland enthält Deutsche, die für die Rettung von Juden während der Zeit des Nationalsozialismus von der israelischen Gedenkstätte Yad Vashem als Gerechte unter den Völkern geehrt wurden.

## Hintergrund
Seit 1953 werden durch den Staat Israel Menschen als Gerechte unter den Völkern ausgezeichnet, die zwischen 1933 und 1945 große persönliche Risiken in Kauf nahmen und dabei ihr Leben in Gefahr brachten, um von der Deportation in Arbeits- oder Vernichtungslager bedrohte Juden zu schützen. In Yad Vashem wird im Garten der Gerechten unter den Völkern für jede Person eine Plakette angebracht, für die frühen Geehrten wurde zudem in der Allee der Gerechten unter den Völkern jeweils ein Baum gepflanzt, dies ist inzwischen jedoch aufgrund Platzmangels selten geworden. Zum 1. Januar 2022 betrug die Zahl der Gerechten insgesamt 28.217, darunter befinden sich 651 Deutsche. Aufgrund der großen Anzahl an Personen ist die Liste nach Nationalitäten aufgeteilt. Für andere Nationen siehe die Liste der Gerechten unter den Völkern.
Neben dem Namen sowie den Geburts- und Sterbedaten der jeweiligen Person enthält die Liste Spalten zum Ort, in dem die Rettungsaktionen schwerpunktmäßig stattfanden, eine kurze Beschreibung der Taten, für die die Person geehrt wurde, sowie das Jahr der Auszeichnung.

## Liste
| Name                                | Geboren                                         | Gestorben               | Ort der Rettung                     | Grund der Ehrung | Jahr |
| ----------------------------------- | ----------------------------------------------- | ----------------------- | ----------------------------------- | --- | ---- |
| Elisabeth Abegg                     | 3. März 1882                                    | 8. August 1974          | Berlin                              | Sie versteckte Verfolgte u. a. in ihrer Wohnung, organisierte Nahrung, Geld sowie gefälschte Papiere und unterrichtete heimlich Kinder und Jugendliche, die aufgrund der Nürnberger Gesetze nicht mehr unterrichtet werden durften. | 1967 |
| Richard Abel                        |                                                 |                         | Depienne, Tunesien                  | Abel verhalf als Soldat fünf gefangenen Juden zur Flucht, indem er sie mit Lebensmitteln und Karten ausstattete und die zuständigen Wachen unter einem Vorwand wegschickte. Als er am nächsten Morgen die Flucht „bemerkte“, schickte er die ihm unterstellten Soldaten zur Suche in die falsche Richtung. | 1969 |
| Frieda Adam                         | 4. Mai 1919                                     | 2. Oktober 2013         | Berlin                              | Frieda versteckte ihre ehemalige jüdische Arbeitskollegin Erna Puterman, als diese 1942 in Not an ihrer Wohnungstür klingelte, zweieinhalb Jahre lang in der eigenen Wohnung und versorgte sie mit ihren eigenen knappen Lebensmitteln. Als Friedas Mann 1944 von ihr verlangte, sich des Gastes zu entledigen, konnte sie mit Hilfe ihrer Schwester Frau Puterman in der Wohnung eines Nazigegners unterbringen. So überlebte Erna Puterman die Shoa. | 1992 |
| Willi Ahrem                         | 1902                                            | 20. Juni 1967           | Nemyriw                             | Als Kommandant eines Zwangsarbeitslagers der Organisation Todt warnte er wiederholt dort internierte Juden vor bevorstehenden Aktionen der SS und versteckte Personen während dieser Aktionen in seinem Haus. Schließlich schmuggelte er eine Familie aus dem Lager in ein Ghetto in rumänisch besetztem Gebiet und versorgte sie und andere dort mit Nahrung und Kleidung. | 1965 |
| Adolf Althoff                       | 25. Juni 1913                                   | 14. Oktober 1998        | Darmstadt                           | Als Direktor des Zirkus Althoff nahm er die Lebensgefährtin eines seiner Mitarbeiter und deren Familie bei sich auf und rettete so fünf Menschen vor der Deportation. Adolf Althoff wurde dafür gemeinsam mit seiner Frau Maria Althoff geehrt. | 1995 |
| Maria Althoff                       | 2. April 1908                                   |                         | Darmstadt                           | Sie war Ehefrau von Adolf Althoff, den sie durch engagiertes und einfallsreiches Tun bei der Rettungsaktion für diese jüdischen Menschen vorbehaltlos unterstützte. | 1995 |
| Ruth Andreas-Friedrich              | 23. September 1901                              | 17. September 1977      | Berlin-Steglitz                     | Sie war Gründerin der Widerstandsgruppe Onkel Emil. Sie versteckte Verfolgte, versorgte sie mit Nahrung und gefälschten Papieren. | 2002 |
| Aurelius Arkenau                    | 7. Januar 1900                                  | 19. Oktober 1991        | Leipzig                             | Als Dominikanerpater versteckte er mehr als 100 Menschen im Dachgeschoss des Klosters St. Albert in Leipzig oder besorgte ihnen Verstecke bei christlichen Familien. | 1998 |
| Hugo Armann                         | 11. August 1917                                 | 9. Mai 1989             | Baranawitschy                       | Armann war Hauptfeldwebel der Wehrmacht und rettete zwei jüdischen Menschen das Leben, indem er sie im September 1942 versteckte und anschließend ihr Untertauchen zu den Partisanen ermöglichte. | 1985 |
| Hildegard Arnold                    | 8. Februar 1915                                 | 2. Mai 1997             | Berlin                              | Arnold gehörte zum Unterstützerkreis von Elisabeth Abegg – siehe dort! | 2007 |
| Heinrich Aschoff                    | 9. August 1893                                  | 10. Dezember 1958       | Herbern                             | Der Landwirt versteckte auf dem Hof seiner Familie Marga Spiegel und deren Tochter Karin (* 1938). | 1969 |
| Fritz Aub                           | 26. Dezember 1890                               |                         | Berlin                              | Aub war Arzt in Berlin. Er versorgte untergetauchte Juden mit ärztlicher Hilfe, Lebensmitteln und Lebensmittelkarten und beschaffte Unterkünfte für sie. Bei seinen Rettungstätigkeiten unterstützte ihn seine Ehefrau Hedwig. | 1987 |
| Hedwig Aub                          |                                                 |                         | Berlin                              | Aub war Arzt in Berlin. Er versorgte untergetauchte Juden mit ärztlicher Hilfe, Lebensmitteln und Lebensmittelkarten und beschaffte Unterkünfte für sie. Bei seinen Rettungstätigkeiten unterstützte ihn seine Ehefrau Hedwig. | 1987 |
| Arno Bach                           |                                                 |                         | Niederschmiedeberg                  | Arno Bach hat mit seiner Ehefrau Margarete und unterstützt durch Alfred Griesmann, Luise Griesmann und Frieda Lissack, zwei Juden, die einem Todesmarsch per Eisenbahntransport im April 1945 entfliehen konnten, versteckt und damit gerettet. | 1987 |
| Margarete Bach                      |                                                 |                         | Niederschmiedeberg                  | Arno Bach hat mit seiner Ehefrau Margarete und unterstützt durch Alfred Griesmann, Luise Griesmann und Frieda Lissack, zwei Juden, die einem Todesmarsch per Eisenbahntransport im April 1945 entfliehen konnten, versteckt und damit gerettet. | 1987 |
| Leonard Bartlakowski                | 31. August 1916                                 | 1. Januar 1953          | Rawa Ruska                          | Leonard Bartlakowski versteckte zunächst zwei, später vier jüdische Bürger aus Rawa Ruska. Alle vier versteckten sich in der kleinen Wohnung bis zur Befreiung von Rawa Ruska am 27. Juli 1944. Das Versteck bestand aus einem etwa ein Kubikmeter großen Loch, das in die Erde unter dem Bett gegraben worden war. Die Beschaffung von Lebensmitteln war eine besonders heikle Angelegenheit, da Bartlakowski nicht die Mengen einkaufen konnte, die für fünf Personen ausreichte, ohne den Verdacht zu erregen. Er war daher gezwungen, von seinem Arbeitsplatz am Bahnhof zu stehlen. Gerüchte, er habe Juden versteckt, führten zu einer Hausdurchsuchung durch die Gestapo mit einem Hund, bei der die Versteckten jedoch nicht gefunden wurden. | 1979 |
| Cläre Barwitzky                     | 19. Juni 1913                                   | 10. März 1989           | Chamonix                            | Die Seelsorgehelferin betreute in einem Heim bei Chamonix ab 1943 etwa 30 jüdische Kinder, die so vor der Deportation bewahrt wurden. | 1991 |
| Albert Battel                       | 21. Januar 1891                                 | 17. März 1952           | Przemyśl                            | Er rettete im Sommer 1942 als Adjutant des örtlichen Militärkommandanten zusammen mit Max Liedtke Juden, die vor der drohenden Deportation aus dem Ghetto von Przemyśl geflohen waren, und verhinderte zeitweise die Räumung des Ghettos durch die SS. Später ließ er etwa 500 Insassen des Ghettos in eine Kaserne überführen; in deren Kellerräumen entgingen sie der Deportation in Vernichtungslager. | 1981 |
| Gitta Bauer                         | 1919                                            | 1990                    | Berlin                              | Sie versteckte ihre Freundin Ilse Baumgart ab Juli 1944 neun Monate lang in ihrer Wohnung. | 1985 |
| Katharina Bayerwaltes               | 20. Januar 1914                                 | 11. Juni 2011           | Bonn                                | Sie beherbergte das Kölner Ehepaar Salomon und Henriette Jacoby und dessen Tochter Hildegard Schott in ihrem Haus in der Argelanderstraße 44 vom Mai 1943 bis zur Befreiung Bonns durch die US-Armee am 9. März 1945. Siehe auch: Heinz Odenthal, Josephine Odenthal, Sibylla Cronenberg | 2005 |
| Emil Beer                           | 1883                                            | 1970                    | Reichshof                           | Emil Beer aus Reichshof bei Köln, Ortsteil Berg, war 1933 der einzige Vermieter, der der ihm bis dahin unbekannten 5-köpfigen jüdischen Familie Löwenstein aus Köln eine Unterkunft gab. Sie waren auf das Land ausgewichen, zogen aber ein Jahr später wieder nach Köln zurück. Beers Tochter und der zum Christentum übergetretene Sohn der Löwensteins, Rudi, hatten sich in der Zwischenzeit kennengelernt und verlobt, lösten die Verbindung aber nach der Verkündung der Nürnberger Gesetze 1935. Als 1941 die Deportationen begannen, bestätigte Beer dem Freund seiner Tochter, ein wahrer Christ zu sein, und ließ ihn bei sich wohnen. Ende 1941 suchte die Gestapo nach Rudi Löwenstein und war ihm schon auf der Spur. Emil Beer sorgte dafür, dass er in ein anderes Versteck im Dorf kam. Trotzdem wurde er verhaftet und deportiert. Rudi Löwenstein wurde in Auschwitz ermordet. Seine Schwester Trude entkam nach England, die Eltern Löwenstein überlebten versteckt in Köln, wo sie von Emil Beer heimlich mit Lebensmitteln versorgt wurden. | 1998 |
| Berthold Beitz                      | 26. September 1913                              | 30. Juli 2013           | Boryslaw                            | Er stufte mehrere hundert jüdische Zwangsarbeiter – darunter auch arbeitsunfähige – als unentbehrlich für die Erdölindustrie ein und beschäftigte sie in den von ihm verwalteten Fabriken, wodurch diese der Deportation entgingen. Zusammen mit seiner Frau Else Beitz versteckte er zudem Juden in seinem eigenen Haus. | 1973 |
| Else Beitz                          | 11. Juni 1920                                   | 14. September 2014      | Boryslaw                            | War zusammen mit ihrem Mann Berthold an der Rettung hunderter Zwangsarbeiter sowie am Verstecken bedrohter Juden beteiligt. | 2006 |
| Otto Bellgardt                      | 22. Dezember 1888                               | 4. Januar 1945          | Berlin                              | Otto Bellgardt rettete Hans und Siegmund Hirschberg. | 2021 |
| Otto Berger                         | 15. April 1900                                  | 22. Mai 1985            | Berlin                              | Er versteckte u. a. seinen Kollegen Fedor Bruck ab Juli 1943 in seinen Privaträumen vor der drohenden Deportation und besorgte ihm gefälschte Papiere. | 2009 |
| Ella Bernhardt                      | 16. Juli 1914                                   |                         | Berlin                              | Herbert Bernhardt arbeitete während des Krieges als Textileinkäufer in einer Berliner Firma. Seine Frau Ella leitete die Abteilung eines anderen Unternehmens, in der rund 80 jüdische Frauen als Zwangsarbeiterinnen beschäftigt waren. Das Ehepaar rettete Hugo Kähler und seine jüdischen Mutter Rosa, denen sie eine kleine Wohnung in Berlin einrichteten. Darüber hinaus stellten er und seine Frau mehrmals jüdischen Frauen von Frau Bernhardts Arbeitsplatz Notunterkünfte im eigenen Haus zur Verfügung. | 1983 |
| Herbert Bernhardt                   | 6. Februar 1913                                 |                         | Berlin                              | Herbert Bernhardt arbeitete während des Krieges als Textileinkäufer in einer Berliner Firma. Seine Frau Ella leitete die Abteilung eines anderen Unternehmens, in der rund 80 jüdische Frauen als Zwangsarbeiterinnen beschäftigt waren. Das Ehepaar rettete Hugo Kähler und seine jüdischen Mutter Rosa, denen sie eine kleine Wohnung in Berlin einrichteten. Darüber hinaus stellten er und seine Frau mehrmals jüdischen Frauen von Frau Bernhardts Arbeitsplatz Notunterkünfte im eigenen Haus zur Verfügung. | 1983 |
| Rudolf Bertram                      | 8. Mai 1893                                     | 1975                    | Gelsenkirchen                       | Er rettete als Chirurg zusammen mit vier weiteren Krankenhausangestellten 17 jüdische Zwangsarbeiterinnen, die nach einem Bombenangriff schwer verletzt in das Gelsenkirchener Krankenhaus gebracht worden waren, vor dem Abtransport in ein Außenlager des KZ Buchenwald. | 1979 |
| Werner von Biel                     | 19. Mai 1911                                    | 17. Januar 1972         | Berlin                              | Werner von Biel rettete den 1920 in Berlin geborenen Juden Manfred Alexander, dem es gelungen war, aus dem Minsker Ghetto nach Berlin zurückzukehren. Von Biel versteckte Manfred Alexander in seiner zweiten Berliner Wohnung und versorgte ihn mit Geld und Proviant. | 2003 |
| Ekkehard Bingel-Erlenmeyer          | 20. November 1907                               | 1993                    | Kamenets-Podolski und Kiew          | Ekkehard Bingel-Erlenmeyer und Bronislava Adamchuk retteten das Leben des in der kommunistischen Jugendbewegung aktiven Yakov Stein aus Cernăuți (Czernowitz, heute Chernivtsi in der Ukraine) | 2011 |
| Cläre Blaeser                       | 26. Mai 1900                                    | 25. September 1996      | Wuppertal                           | Cläre und Leni Bläser versteckten Hermann/Grischa Barfuss in ihrer Wohnung in Wuppertal. | 2017 |
| Willi Bleicher                      | 27. Oktober 1907                                | 23. Juni 1981           | KZ Buchenwald                       | Er rettete als Kapo im KZ Buchenwald den polnisch-jüdischen Jungen Stefan Jerzy Zweig vor dem Abtransport nach Auschwitz und damit vor dem sicheren Tod, indem er ihn gemeinsam mit Robert Siewert im Lager unter Typhuskranken versteckte. Später wurde dessen Name von einer Transportliste entfernt. Bekanntheit erlangte die Rettung durch das Buch Nackt unter Wölfen von Bruno Apitz 1958 und die Verfilmung des Buches 1963. | 1965 |
| Else Blochwitz                      | 19. September 1899                              | 14. April 1994          | Berlin                              | Else Blochwitz war Luftschutzbeauftragte eines großen Wohnblocks in Berlin und hatte als solche Zugang zu frei gewordenen Wohnungen und Kellern. Sie nutzte diese Position, um Juden auf der Flucht in ihrem eigenen Haus wie auch an anderen Orten zu verstecken und zu unterhalten. Sie betrieb auch ein informelles Netzwerk von Freiwilligen, die Lebensmittel und Kleidung spendeten und illegale Pakete und Briefe an deportierte Juden schmuggelten. | 1965 |
| Irene Block                         | 19. November 1915                               |                         | Frankfurt                           | Die promovierte Irene Block nutzte ihre Verbindungen, um für ihre jüdischen Kunden ärztliche Atteste zu erhalten, die sie immer wieder vor der Abschiebung bewahrten. Die Jüdin Maria Johanna Fulda bewahrte sie vor der Deportation und nahm sie für mehr als zwei Jahre in ihre Wohnung in Frankfurt und später in einer kleinen Stadt in der Region Schwalm auf. | 1992 |
| Mathilde Böckelmann                 | 1907                                            | 1978                    | Pustow, heute OT von Sassen-Trantow | Sie versteckte und versorgte Miriam Brudermann geb. Fernbach 1945 bis zum Kriegsende auf ihrem Hof bei Greifswald und riskierte damit ihr Leben. | 2015 |
| Adolph Kurt Böhm                    | 27. Juli 1926                                   | 3. Februar 2020         | Paris                               | Er fälschte zusammen mit seiner Mutter Marie Böhm Ausweise, um Juden vor Verfolgung zu schützen. | 1994 |
| Marie Böhm                          |                                                 |                         | Paris                               | Sie fälschte zusammen mit ihrem Sohn Adolph Kurt Böhm Ausweise, um Juden vor Verfolgung zu schützen. Sie besorgte Verstecke und warnte Juden in ihrem Stadtviertel vor bevorstehenden Polizeiaktionen. | 1994 |
| Helena Bollen                       | 1891                                            | 10. November 1990       | Wettringen                          | Helena Bollen war Leiterin eines Waisenhauses in Wettringen und rettete das Leben des jüdischen Jugendlichen Heinz Guenther Katz. Sie wusste, dass der Jugendliche unter einem falschen Namen registriert ist. Bollen war die einzige Person, die sich der wahren Identität Heinz Günthers bewusst war und diese bis Kriegsende geheim hielt. Dessen Mutter, Nellie Katz, gelang es, unter einer falschen Identität zu überleben und von einem Versteck zum anderen zu wechseln. Am Ende des Krieges kam sie, um ihren Sohn abzuholen. | 2012 |
| Gottfried Bongers                   | 9. Januar 1881                                  | 15. Juli 1965           | Köln                                | Als nach dem Attentat auf Adolf Hitler am 20. Juli 1944 das Naziregime die Verfolgung von Gegnern und Juden verstärkte und im September 1944 die Behörden beschlossen, die bisher verschonten Halbjuden und jüdischen Partner in Mischehen zu verhaften und in einem Lager bei Köln festzuhalten, erhielt auch die Jüdin Herta Olbertz mit ihrer Tochter den Befehl, sich bei der Polizei zu melden. Gottfried Bongers, der Arbeitgeber von Herta Olbertz, sagte ihr, sie solle nicht gehen, und bot an, sie und ihre halbjüdische Tochter Kaetedore Olbertz in seiner Wohnung und der Wohnung seines Sohnes Ludwig Bongers unterzubringen. Mutter und Tochter blieben bis Oktober im Haus der Bongers. Ihre Retter versorgten sie mit Essen und kümmerten sich um alle ihre Bedürfnisse. Da Gottfried Bongers als Nazigegner bekannt war, befürchtete er, dass die Gestapo sein Haus durchsuchen würde. Er brachte die beiden Frauen deshalb in einem Keller unter, den er besaß. Als sein anderer Sohn Heinz, ein ergebener Nazi, im Dezember 1944 seinen Heimaturlaub ankündigte und die Gefahr bestand, dass dieser die beiden Frauen entdeckt, wandte sich Gottfried Bongers an seinen Bruder Paul, der im Osten Kölns lebte, und bat ihn, Herta und Kaetedore Olbertz aufzunehmen und zu beschützen. Paul Bongers und seine Frau Kaethe lebten mit ihrer Tochter Anni, Annis Ehemann Bertram Schallenberg und ihren vier Töchtern in einem großen Haus. Trotz der Gefahr zögerten sie nicht und stimmten zu, die beiden Frauen ab Ende Dezember 1944 aufzunehmen, wo sie sich zwei Monate lang verstecken konnten. Ab Februar 1945 nahmen Gottfried und Ludwig Bongers die beiden Frauen wieder auf. Herta und Kaethedore Olbertz blieben im Keller der Bongers, bis die amerikanischen Soldaten am 6. März 1945 Köln besetzten und die beiden Frauen nach Braunschweig ziehen konnten. | 2007 |
| Ludwig Bongers                      | 22. November 1911                               | 11. Juli 1982           | Köln                                | Als nach dem Attentat auf Adolf Hitler am 20. Juli 1944 das Naziregime die Verfolgung von Gegnern und Juden verstärkte und im September 1944 die Behörden beschlossen, die bisher verschonten Halbjuden und jüdischen Partner in Mischehen zu verhaften und in einem Lager bei Köln festzuhalten, erhielt auch die Jüdin Herta Olbertz mit ihrer Tochter den Befehl, sich bei der Polizei zu melden. Gottfried Bongers, der Arbeitgeber von Herta Olbertz, sagte ihr, sie solle nicht gehen, und bot an, sie und ihre halbjüdische Tochter Kaetedore Olbertz in seiner Wohnung und der Wohnung seines Sohnes Ludwig Bongers unterzubringen. Mutter und Tochter blieben bis Oktober im Haus der Bongers. Ihre Retter versorgten sie mit Essen und kümmerten sich um alle ihre Bedürfnisse. Da Gottfried Bongers als Nazigegner bekannt war, befürchtete er, dass die Gestapo sein Haus durchsuchen würde. Er brachte die beiden Frauen deshalb in einem Keller unter, den er besaß. Als sein anderer Sohn Heinz, ein ergebener Nazi, im Dezember 1944 seinen Heimaturlaub ankündigte und die Gefahr bestand, dass dieser die beiden Frauen entdeckt, wandte sich Gottfried Bongers an seinen Bruder Paul, der im Osten Kölns lebte, und bat ihn, Herta und Kaetedore Olbertz aufzunehmen und zu beschützen. Paul Bongers und seine Frau Kaethe lebten mit ihrer Tochter Anni, Annis Ehemann Bertram Schallenberg und ihren vier Töchtern in einem großen Haus. Trotz der Gefahr zögerten sie nicht und stimmten zu, die beiden Frauen ab Ende Dezember 1944 aufzunehmen, wo sie sich zwei Monate lang verstecken konnten. Ab Februar 1945 nahmen Gottfried und Ludwig Bongers die beiden Frauen wieder auf. Herta und Kaethedore Olbertz blieben im Keller der Bongers, bis die amerikanischen Soldaten am 6. März 1945 Köln besetzten und die beiden Frauen nach Braunschweig ziehen konnten. | 2007 |
| Käthe Bongers                       | 10. Juli 1887                                   | 15. April 1967          | Köln                                | Als nach dem Attentat auf Adolf Hitler am 20. Juli 1944 das Naziregime die Verfolgung von Gegnern und Juden verstärkte und im September 1944 die Behörden beschlossen, die bisher verschonten Halbjuden und jüdischen Partner in Mischehen zu verhaften und in einem Lager bei Köln festzuhalten, erhielt auch die Jüdin Herta Olbertz mit ihrer Tochter den Befehl, sich bei der Polizei zu melden. Gottfried Bongers, der Arbeitgeber von Herta Olbertz, sagte ihr, sie solle nicht gehen, und bot an, sie und ihre halbjüdische Tochter Kaetedore Olbertz in seiner Wohnung und der Wohnung seines Sohnes Ludwig Bongers unterzubringen. Mutter und Tochter blieben bis Oktober im Haus der Bongers. Ihre Retter versorgten sie mit Essen und kümmerten sich um alle ihre Bedürfnisse. Da Gottfried Bongers als Nazigegner bekannt war, befürchtete er, dass die Gestapo sein Haus durchsuchen würde. Er brachte die beiden Frauen deshalb in einem Keller unter, den er besaß. Als sein anderer Sohn Heinz, ein ergebener Nazi, im Dezember 1944 seinen Heimaturlaub ankündigte und die Gefahr bestand, dass dieser die beiden Frauen entdeckt, wandte sich Gottfried Bongers an seinen Bruder Paul, der im Osten Kölns lebte, und bat ihn, Herta und Kaetedore Olbertz aufzunehmen und zu beschützen. Paul Bongers und seine Frau Kaethe lebten mit ihrer Tochter Anni, Annis Ehemann Bertram Schallenberg und ihren vier Töchtern in einem großen Haus. Trotz der Gefahr zögerten sie nicht und stimmten zu, die beiden Frauen ab Ende Dezember 1944 aufzunehmen, wo sie sich zwei Monate lang verstecken konnten. Ab Februar 1945 nahmen Gottfried und Ludwig Bongers die beiden Frauen wieder auf. Herta und Kaethedore Olbertz blieben im Keller der Bongers, bis die amerikanischen Soldaten am 6. März 1945 Köln besetzten und die beiden Frauen nach Braunschweig ziehen konnten. | 2007 |
| Paul Bongers                        | 21. Oktober 1882                                | 15. März 1965           | Köln                                | Als nach dem Attentat auf Adolf Hitler am 20. Juli 1944 das Naziregime die Verfolgung von Gegnern und Juden verstärkte und im September 1944 die Behörden beschlossen, die bisher verschonten Halbjuden und jüdischen Partner in Mischehen zu verhaften und in einem Lager bei Köln festzuhalten, erhielt auch die Jüdin Herta Olbertz mit ihrer Tochter den Befehl, sich bei der Polizei zu melden. Gottfried Bongers, der Arbeitgeber von Herta Olbertz, sagte ihr, sie solle nicht gehen, und bot an, sie und ihre halbjüdische Tochter Kaetedore Olbertz in seiner Wohnung und der Wohnung seines Sohnes Ludwig Bongers unterzubringen. Mutter und Tochter blieben bis Oktober im Haus der Bongers. Ihre Retter versorgten sie mit Essen und kümmerten sich um alle ihre Bedürfnisse. Da Gottfried Bongers als Nazigegner bekannt war, befürchtete er, dass die Gestapo sein Haus durchsuchen würde. Er brachte die beiden Frauen deshalb in einem Keller unter, den er besaß. Als sein anderer Sohn Heinz, ein ergebener Nazi, im Dezember 1944 seinen Heimaturlaub ankündigte und die Gefahr bestand, dass dieser die beiden Frauen entdeckt, wandte sich Gottfried Bongers an seinen Bruder Paul, der im Osten Kölns lebte, und bat ihn, Herta und Kaetedore Olbertz aufzunehmen und zu beschützen. Paul Bongers und seine Frau Kaethe lebten mit ihrer Tochter Anni, Annis Ehemann Bertram Schallenberg und ihren vier Töchtern in einem großen Haus. Trotz der Gefahr zögerten sie nicht und stimmten zu, die beiden Frauen ab Ende Dezember 1944 aufzunehmen, wo sie sich zwei Monate lang verstecken konnten. Ab Februar 1945 nahmen Gottfried und Ludwig Bongers die beiden Frauen wieder auf. Herta und Kaethedore Olbertz blieben im Keller der Bongers, bis die amerikanischen Soldaten am 6. März 1945 Köln besetzten und die beiden Frauen nach Braunschweig ziehen konnten. | 2007 |
| Elisabeth Bornstein                 |                                                 |                         | Berlin                              | Sie versteckte gemeinsam mit ihrem Mann Ludwig das jüdische Ehepaar Gerhard und Ilse Grün für etwa eineinhalb Jahre in ihrer Einzimmerwohnung. | 1982 |
| Johannes Böttcher                   | 1895                                            | 23. November 1949       | Essen-Rüttenscheid                  | Er versteckte als Pfarrer der Bekennenden Kirche, gemeinsam mit seiner Frau Käthe Böttcher mindestens sieben jüdische Mitbürger im Keller der Reformationskirche und im Heizungskeller seines Pfarrhauses. | 2004 |
| Käthe Böttcher                      |                                                 |                         | Essen-Rüttenscheid                  | Er versteckte als Pfarrer der Bekennenden Kirche, gemeinsam mit seiner Frau Käthe Böttcher mindestens sieben jüdische Mitbürger im Keller der Reformationskirche und im Heizungskeller seines Pfarrhauses. | 2004 |
| Günther Brandt                      | 24. März 1912                                   | 1. Januar 1987          | Potsdam                             | Brandt war als Gräber-Offizier eingesetzt, in dieser Funktion war er berechtigt, deutschen Flüchtlingen neue Dokumente auszustellen. Dieses Privileg nutzt er, um mehrere jüdische Mitbürger mit neuen Dokumenten zu versorgen, die sie als deutsche Flüchtlinge auswiesen. | 1980 |
| Elisabeth Braun                     |                                                 |                         | Stuttgart-Degerloch                 | Pfarrer Kurt Müller (s. v.) versteckte im reformierten Pfarrhaus von Degerloch im Rahmen der Untergrundorganisation Württembergische Pfarrhauskette und in Zusammenarbeit mit der Vikarin Margarete Hoffer (Schwenningen) und der Gemeindehelferin Elisabeth Braun (Gerstetten) mehrere jüdische Personen vor dem Zugriff der nationalsozialistischen Staatsgewalt. | 2012 |
| Elisabeth Bredig                    |                                                 |                         | Berlin                              | Nach der Ermordung ihres jüdischstämmigen Mannes durch die Nazis wohnte Bredig wieder bei ihren Eltern, sie überredete ihre Eltern, Ilse Grün und ein weiteres Ehepaar bei sich aufzunehmen, verschwieg dabei aber, dass es sich um Juden handelte. | 1982 |
| Fritz Briel                         | 25. Oktober 1906                                |                         | Burscheid                           | Briel und seine Ehefrau versteckten mehrmals kurzzeitig Marianne Strauss. | 2004 |
| Maria Briel                         | 12. Mai 1905                                    |                         | Burscheid                           | Ehefrau von Fritz Briel. | 2004 |
| Heinrich Brockschmidt               |                                                 |                         | Warschau                            | Brockschmidt und seine Frau Herta Brockschmidt beschäftigten die, mit Arierausweis ausgestattete, polnisch-jüdische Frau Gruenfelds als Haushaltshilfe und boten den beiden Kindern ein Dach über den Kopf. Als die Brockschmidts 1944 nach Deutschland zurückgingen, überließen sie den Gruenfelds ihre Wohnung. | 1975 |
| Herta Brockschmidt                  |                                                 |                         | Warschau                            | Ehefrau von Heinrich Brockschmidt. | 1975 |
| Ernst Bross                         | 13. Dezember 1868                               | 8. Dezember 1953        | Domersleben                         | Ernst Bross nahm die Jüdin Ilse Meyer und ihre drei halbjüdischen Kinder von Herbst 1943 bis zur Befreiung bei sich auf und rettete sie damit vor der Deportation. | 2008 |
| Bernhard Brück                      | 1897                                            |                         | Hilden                              | Bernhard Brück versteckte in Hilden Hermann Barfuss. | 2017 |
| Henny Brunken                       | 8. Januar 1913                                  | 22. Dezember 1993       | Bremen                              | Henny Brunken steckte KZ-Häftlingen Brot und Lebensmittel zu, wenn die Gefangenen nach Bombenangriffen auf die Stadt den Schutt von den Straßen räumen mussten. | 1968 |
| Valeska Buchholz                    |                                                 |                         | Berlin                              | Valeska Buchholz, die vor dem Krieg als Kindermädchen und Hausmädchen für die wohlhabende jüdische Familie in Berlin gearbeitet hatte, versteckte ab März 1943 das jüdische Ehepaar Krieger, das in der Vergangenheit im selben Wohnblock gelebt hatte. Valeska Buchholz nahm das Ehepaar auf, versteckte es in einem Nebengebäude und teilte mit ihm die mageren Essensrationen. Dies erfolgte bis zum 23. November 1943, als das Gebäude bombardiert und in Brand gesteckt wurde. Das Ehepaar Krieger fand dann eine weitere Zuflucht und überlebte den Krieg. | 1984 |
| Erich Büngener                      | 1905                                            |                         | Berlin-Charlottenburg               | Während des 2. Weltkrieges lebte Familie Büngener mit ihren Kindern in Berlin-Charlottenburg, wo der Innenarchitekt Erich Büngener ein modernes Möbelgeschäft hatte. Als Erich Büngener 1941 von der Armee einberufen wurde, wurden seine Ausstellungsräume nicht genutzt. Stattdessen versteckte das Ehepaar Büngener vom März 1943 bis zum 1. Mai 1945 hier vier Juden: Max Mandel und seinen Sohn Gert, seine Schwester Ester Kantorowicz und seinen Schwager Kurt Kantorowicz. Max Mandel war ein langjähriger Freund von Erich Büngener. Anfang 1943, als die Situation für die verbliebenen Juden Berlins immer verzweifelter wurde, rief Mandel seinen Freund an und fragte ihn, ob er vorübergehend vier Personen bei sich unterbringen könne. Büngener stimmte zu, obwohl verheiratet und mit Kindern. Das Ehepaar Kantorowicz versteckte sich zuerst in den Ausstellungsräumen, Max Mandel und sein Sohn stießen etwas später dazu. Bis auf Kurt Kantorowicz, der im Juli 1944 von der Gestapo gefasst wurde, blieben alle bis Kriegsende bei Familie Büngener. Die Unterbringung von vier illegalen Juden in Berlin der Kriegszeit war nicht nur eine sehr gefährliche, sondern auch eine sehr anstrengende Angelegenheit. Die Hauptlast hatte Erika Büngener zu tragen, die Lebensmittelkarten ihrer beiden kleinen Kinder verwendete, um Nahrung für alle zu erhalten. Ergänzt wurde dies durch Lebensmittel, die die Mandels bei ihren verschiedenen Ausflügen selbst beschaffen konnten. Erika Büngeners Eltern, die von den vier versteckten Juden wussten, waren besorgt über die möglichen Folgen. Dies hinderte sie jedoch nicht daran, die Versteckten acht Tage lang selbst zu beherbergen, während die Wohnung der Familie Büngener nach einem großen Luftangriff repariert wurde. | 1991 |
| Erika Büngener                      | 1916                                            |                         | Berlin-Charlottenburg               | Während des 2. Weltkrieges lebte Familie Büngener mit ihren Kindern in Berlin-Charlottenburg, wo der Innenarchitekt Erich Büngener ein modernes Möbelgeschäft hatte. Als Erich Büngener 1941 von der Armee einberufen wurde, wurden seine Ausstellungsräume nicht genutzt. Stattdessen versteckte das Ehepaar Büngener vom März 1943 bis zum 1. Mai 1945 hier vier Juden: Max Mandel und seinen Sohn Gert, seine Schwester Ester Kantorowicz und seinen Schwager Kurt Kantorowicz. Max Mandel war ein langjähriger Freund von Erich Büngener. Anfang 1943, als die Situation für die verbliebenen Juden Berlins immer verzweifelter wurde, rief Mandel seinen Freund an und fragte ihn, ob er vorübergehend vier Personen bei sich unterbringen könne. Büngener stimmte zu, obwohl verheiratet und mit Kindern. Das Ehepaar Kantorowicz versteckte sich zuerst in den Ausstellungsräumen, Max Mandel und sein Sohn stießen etwas später dazu. Bis auf Kurt Kantorowicz, der im Juli 1944 von der Gestapo gefasst wurde, blieben alle bis Kriegsende bei Familie Büngener. Die Unterbringung von vier illegalen Juden in Berlin der Kriegszeit war nicht nur eine sehr gefährliche, sondern auch eine sehr anstrengende Angelegenheit. Die Hauptlast hatte Erika Büngener zu tragen, die Lebensmittelkarten ihrer beiden kleinen Kinder verwendete, um Nahrung für alle zu erhalten. Ergänzt wurde dies durch Lebensmittel, die die Mandels bei ihren verschiedenen Ausflügen selbst beschaffen konnten. Erika Büngeners Eltern, die von den vier versteckten Juden wussten, waren besorgt über die möglichen Folgen. Dies hinderte sie jedoch nicht daran, die Versteckten acht Tage lang selbst zu beherbergen, während die Wohnung der Familie Büngener nach einem großen Luftangriff repariert wurde. | 1991 |
| Wilhelm Bürger                      |                                                 |                         | Mannheim                            | Wilhelm Bürger spielte eine wichtige Rolle bei der Rettung der jüdischen Familie Herzberg aus Mannheim in den Monaten Februar und März 1945. Der wohlhabende jüdische Textilhändler Karl Herzberg, aus Danzig stammend, lebte bereits seit seiner Kindheit in Mannheim und heiratete hier eine nichtjüdische Frau. Seine Frau trat der jüdischen Gemeinde bei, ebenso wie ihre drei Kinder – ein Sohn und zwei Töchter. Nach den Nürnberger Gesetzen galten die drei Geschwister als Juden (Geltungsjuden), und die Familie Herzberg wurde wie jede andere jüdische Familie im nationalsozialistischen Deutschland verfolgt. Trotzdem trug die Abstammung der Mutter dazu bei, den jüdischen Ehemann und die beiden Töchter – der Sohn hatte es 1938 geschafft, nach Großbritannien auszuwandern – bis sehr spät im Krieg vor der Deportation zu schützen. Im Februar 1945 wurden alle drei von der Gestapo aufgefordert, sich zum Transport ins Konzentrationslager Theresienstadt zu melden. Ab diesem Zeitpunkt trugen Georg Hammer und seine Tochter Gertrud, Wilhelm Bürger sowie Frieda und Mathias Müller dazu bei, die drei Verfolgten zu retten: Herzbergs ehemaliger Geschäftspartner Wilhelm Bürger, der die Familie Herzberg bereits 1944 mit Lebensmittelkarten unterstützt hatte, beschloss – als er merkte, dass die Amerikaner nicht mehr weit entfernt waren – einen vorübergehenden Unterschlupf für die Herzbergs zu finden. Er brachte die Familie zunächst bei Gertrud Hammer und ihrem Vater Georg unter. Obwohl diese die Herzbergs nicht kannten, waren sowohl Tochter als auch Vater bereit, der verfolgten Familie vorübergehend Zuflucht in ihrem Haus in der nahe gelegenen Stadt Schönau (heute Stadtteil von Mannheim) zu geben. Da die Doppelhaushälfte der Hammers hellhörig war, die 16-jährige Doris Herzberg an einer Lungenentzündung erkrankte und es zu ständigen Luftangriffen auf Mannheim kam, fand Wilhelm Bürger später einen geeigneteren Unterschlupf in Ziegelhausen nahe Heidelberg bei Frieda Müller und ihrem Ehemann Mathias. Hier endet am 1. April 1945, als die Amerikaner in Ziegelhausen einmarschierten, die Verfolgung der Familie Herzberg.                                 | 1978 |
| Adolf Bunke                         | 14. Januar 1904                                 | 1. Januar 1945          | Blöstau                             | Adolf Bunke und seine Ehefrau Frieda Bunke, beides Mitglieder der Bekennenden Kirche, nahmen in Blöstau Evelyn Goldstein und später auch ihre Mutter Herta Goldstein auf, beides Berliner Juden, die seit Anfang 1943 in der Illegalität lebten und zunächst bei Hildegard (Kniess) Arnold und später bei Elisabeth Abegg und Lydia Forsstroem Unterschlupf gefunden hatten. Das Ehepaar Bunke wusste, dass sie eine jüdische Frau und ein jüdisches Kind beherbergten, stimmten jedoch zu, sie trotz der Gefahr zu verstecken, bis das Gebiet von der sowjetischen Armee befreit wurde. Während des gesamten Zeitraums kümmerten sich die Bunkes um alle Bedürfnisse der beiden Flüchtlinge, die weder Ausweispapiere noch Lebensmittelkarten besaßen. Nach Kriegsende konnten Herta und Evy Goldstein nicht beweisen, dass sie Juden waren, und die russischen Behörden hinderten sie daran, nach Berlin zurückzukehren. Sie verbrachten weitere drei Jahre in Vilnius, bevor sie 1948 nach Berlin zurückkehren konnten. Zwei Jahre später wanderten sie in die USA aus. | 2009 |
| Frieda Bunke                        | 29. Dezember 1895                               | 27. Januar 1976         | Blöstau                             | Adolf Bunke und seine Ehefrau Frieda Bunke, beides Mitglieder der Bekennenden Kirche, nahmen in Blöstau Evelyn Goldstein und später auch ihre Mutter Herta Goldstein auf, beides Berliner Juden, die seit Anfang 1943 in der Illegalität lebten und zunächst bei Hildegard (Kniess) Arnold und später bei Elisabeth Abegg und Lydia Forsstroem Unterschlupf gefunden hatten. Das Ehepaar Bunke wusste, dass sie eine jüdische Frau und ein jüdisches Kind beherbergten, stimmten jedoch zu, sie trotz der Gefahr zu verstecken, bis das Gebiet von der sowjetischen Armee befreit wurde. Während des gesamten Zeitraums kümmerten sich die Bunkes um alle Bedürfnisse der beiden Flüchtlinge, die weder Ausweispapiere noch Lebensmittelkarten besaßen. Nach Kriegsende konnten Herta und Evy Goldstein nicht beweisen, dass sie Juden waren, und die russischen Behörden hinderten sie daran, nach Berlin zurückzukehren. Sie verbrachten weitere drei Jahre in Vilnius, bevor sie 1948 nach Berlin zurückkehren konnten. Zwei Jahre später wanderten sie in die USA aus. | 2009 |
| Marie Burde                         | 9. Juni 1892                                    | 12. Juli 1963           | Berlin                              | Sie war Zeitungsverkäuferin und Lumpensammlerin, die ab 1943 in ihrer Kellerwohnung drei jüdische Jugendliche versteckte und ihnen so das Leben rettete. | 2012 |
| Emilie Busch                        |                                                 |                         | Wuppertal                           | Sie versteckte Marianne Ellenbogen in ihrer Wohnung. Sie war Haushälterin bei deren Tante gewesen. | 2004 |
| Otto Busse                          | 23. September 1901                              | 6. März 1980            | Bialystok                           | Busse beschäftigte jüdische Mitbürger in seinem Malerbetrieb und verhinderte so ihre Deportation, darüber hinaus verschaffte er der Partisanengruppe in Bialystok Waffen, Medikamente und Kleidung. | 1968 |
| Hans Georg Calmeyer                 | 23. Juni 1903                                   | 3. September 1972       | Den Haag                            | Er war Leiter der Abteilung „Innere Verwaltung“, zu der auch das „Judenreferat“ gehörte, in den besetzten Niederlanden. Seine Aufgabe war u. a. die „Klärung rassischer Zweifelsfälle“. Er akzeptierte wissentlich auch gefälschte Papiere, um die Einordnung von Menschen als „Arier“ oder als „Viertel-“ bzw. „Halbjuden“ statt als „Volljuden“ zu ermöglichen, und gab Hinweise, wie eine möglicherweise lebensrettende Einordnung zu erreichen sei. Auch eine Verwarnung durch Vorgesetzte hielt ihn nicht davon ab. Er konnte so mindestens 3700 Menschen retten, während gleichzeitig für etwa 2000 Juden die Einordnung als „Zweifelsfälle“ durch ihn den Tod bedeutete. | 1992 |
| Ursula Calogerás-Meissner           |                                                 |                         | Berlin                              | Ursula Meissner, die als junge Schauspielerin am Berliner Staatstheater arbeitete, brachte die jüdische Familie Latte – Mutter, Vater und ein erwachsener Sohn – mehrere Wochen in ihrem Haus in Nordberlin unter, bis diese ein anderes Versteck gefunden hatten. | 1994 |
| Joseph Sebastian Cammerer           | 5. November 1892                                | 30. August 1983         | München und Tutzing                 | Joseph Sebastian Cammerer, ein deutscher Ingenieur für Wärme- und Kälteschutz, schützte und versteckte seine jüdische Jugendfreundin Gertrud Fröhlich und ihren Mann Walter Lustig in seinem Forschungslabor in Tutzing und in München. Da Cammerers Forschungen vom Naziregime als kriegswichtig eingestuft wurden, konnte der das Ehepaar Lustig als Hilfskräfte beanspruchen – angeblich „für besonders unangenehme chemische Arbeiten“. Dies schützte die beiden vor den harten Bedingungen des für die jüdische Bevölkerung obligatorischen Zwangsarbeitsdienstes. Mitte 1941 führte Cammerer sogar persönliche Verhandlungen mit dem Amt für Arisierung des Gauleiters, um die Erlaubnis für die weitere Beschäftigung des jüdischen Paares zu erhalten, dessen Gesundheit sich stark verschlechtert hatte. Walter Lustig, gezeichnet von seiner kurzzeitigen Inhaftierung im Konzentrationslager Dachau 1938 und im Gefängnis Stadelheim 1939, starb im September 1941 und wurde auf dem jüdischen Nordfriedhof in München beigesetzt. Nach dem Tod von Walter Lustig verbrachte seine Frau Gertrud, die ebenfalls schwer krank war, weiterhin die Tagesstunden im Münchner Labor. Als Joseph Cammerer seine kranke Freundin nicht mehr vor der Deportation schützen konnte, brachte er sie in seine abgelegene Forschungseinrichtung in Tutzing. Hier starb sie am 11. Februar 1942. Mit Hilfe eines vertrauten Freundes begrub Cammerer Gertrud Lustig zunächst in seinem zum Haus gehörenden Wintergarten und überführte die Überreste seiner Freundin später mit Hilfe der Familie Schörghofer auf den jüdischen Friedhof in München. Nach Kriegsende informierte Cammerer die jüdische Gemeinde München und das Zivilregister von Tutzing über die privat ausgeführte Bestattung. | 1969 |
| Eva Cassirer                        | 28. Januar 1920                                 | 19. September 2009      | Berlin                              | Eva Cassirer und ihre Mutter Hannah Sotschek versteckten die Jüdin Elisabeth Jacoby. | 2011 |
| Herbert Coehn                       |                                                 |                         | Bialystok                           | Cohen versteckte von 1943 an Paulina Stein, ihren Ehemann und den siebenjährigen Sohn in seiner Wohnung. | 1992 |
| Elise Conrad                        | 16. März 1906                                   | 2. Februar 1996         | Roethenbach                         | Elise Conrad versteckte den ungarischen Juden André Revai, der einem Todesmarsch vom KZ Buchenwald Richtung Flossenbürg entkommen war. | 2017 |
| Sibylla Cronenberg                  | 12. Oktober 1870                                | 18. Dezember 1951       | Rolandseck bei Remagen              | Sie beherbergte die jüdische Familie Jacoby, Salomon und Henriette sowie deren Tochter Hildegard Schott in dem von ihr betriebenen Rheinhotel „Zum Anker“. Siehe auch: Heinz Odenthal, Josephine Odenthal, Katharina Bayerwaltes | 2005 |
| Mihai Culiniac                      |                                                 |                         | Budesti                             | Mihai Culiniac und sein Sohn Gabor Culiniac versteckten mehrere Menschen jüdischen Glaubens und versorgten sie mit notwendigen Lebensmitteln. | 2019 |
| Gábor Culiniac                      |                                                 |                         | Budesti                             | Mihai Culiniac und sein Sohn Gabor Culiniac versteckten mehrere Menschen jüdischen Glaubens und versorgten sie mit notwendigen Lebensmitteln. | 2019 |
| Wilhelm Daene                       | 20. November 1899                               |                         | Berlin                              | Er hielt drei Jüdinnen in seiner Zweizimmerwohnung versteckt, besorgte für viele andere Juden gefälschte Papiere, warnte sie vor Deportationen und half ihnen abzutauchen. Wilhelm Daene verbesserte ebenfalls die Arbeitsbedingungen jüdischer Zwangsarbeiter, indem er ihre Schichten verkürzte und sie auch sonst an allen Stellen verteidigte. | 1978 |
| Margarete Daene                     | 6. April 1911                                   |                         | Berlin                              | Ehefrau von Wilhelm Daene. Sie sorgte für die Unterbringung der drei Jüdinnen und vieler mehr während der Verhaftung ihres Mannes 1944. | 1978 |
| Konrad David                        | 30. März 1910                                   |                         | Lemberg                             | Beschützte Frau Gogatko und ihre Tochter, indem er sie erst in einer Wohnung versteckte und, nach ihrer Verhaftung, seine Sondervollmachten einsetzte, um sie von der Gestapo wieder zurückzufordern. | 1980 |
| Paul David                          |                                                 |                         | Bielsko                             | Das Ehepaar Paul und Regina David und ihre Tochter Margit David waren Volksdeutsche, die zur Zeit des Krieges in Bielsko (Bielitz) im polnischen Oberschlesien lebten. Paul David unterhielt dort eine Reparaturwerkstatt für Armeelastwagen. Polnische Partisanen, die David als „stillen“ Antifaschisten kannten, brachten ihn in Kontakt mit Juden, die vor den Todesschwadronen der SS und der Gestapo flohen. Auf diese Weise rettete die Familie David zwischen 1943 und Kriegsende nicht weniger als 12 Juden, darunter zwei kleine Kinder, die in einem speziell zu diesem Zweck ausgegrabenen Keller ihres Hauses Schutz fanden. Zwei der Geretteten, Sara Schlanger und ihre zehnjährige Tochter, kamen nach der Auflösung des Ghettos Bedzin mit gefälschten Papieren nach Bielsko. Die 19-jährige Margit David, die im örtlichen Arbeitsamt arbeitete, verschaffte Sara Schlanger eine Arbeitserlaubnis. Die Davids kümmerten sich tagsüber um deren zehnjährige Tochter, während Sara Schlanger auf der Arbeit war. | 1982 |
| Regina David                        |                                                 |                         | Bielsko                             | Das Ehepaar Paul und Regina David und ihre Tochter Margit David waren Volksdeutsche, die zur Zeit des Krieges in Bielsko (Bielitz) im polnischen Oberschlesien lebten. Paul David unterhielt dort eine Reparaturwerkstatt für Armeelastwagen. Polnische Partisanen, die David als „stillen“ Antifaschisten kannten, brachten ihn in Kontakt mit Juden, die vor den Todesschwadronen der SS und der Gestapo flohen. Auf diese Weise rettete die Familie David zwischen 1943 und Kriegsende nicht weniger als 12 Juden, darunter zwei kleine Kinder, die in einem speziell zu diesem Zweck ausgegrabenen Keller ihres Hauses Schutz fanden. Zwei der Geretteten, Sara Schlanger und ihre zehnjährige Tochter, kamen nach der Auflösung des Ghettos Bedzin mit gefälschten Papieren nach Bielsko. Die 19-jährige Margit David, die im örtlichen Arbeitsamt arbeitete, verschaffte Sara Schlanger eine Arbeitserlaubnis. Die Davids kümmerten sich tagsüber um deren zehnjährige Tochter, während Sara Schlanger auf der Arbeit war. | 1982 |
| Margit David                        |                                                 |                         | Bielsko                             | Das Ehepaar Paul und Regina David und ihre Tochter Margit David waren Volksdeutsche, die zur Zeit des Krieges in Bielsko (Bielitz) im polnischen Oberschlesien lebten. Paul David unterhielt dort eine Reparaturwerkstatt für Armeelastwagen. Polnische Partisanen, die David als „stillen“ Antifaschisten kannten, brachten ihn in Kontakt mit Juden, die vor den Todesschwadronen der SS und der Gestapo flohen. Auf diese Weise rettete die Familie David zwischen 1943 und Kriegsende nicht weniger als 12 Juden, darunter zwei kleine Kinder, die in einem speziell zu diesem Zweck ausgegrabenen Keller ihres Hauses Schutz fanden. Zwei der Geretteten, Sara Schlanger und ihre zehnjährige Tochter, kamen nach der Auflösung des Ghettos Bedzin mit gefälschten Papieren nach Bielsko. Die 19-jährige Margit David, die im örtlichen Arbeitsamt arbeitete, verschaffte Sara Schlanger eine Arbeitserlaubnis. Die Davids kümmerten sich tagsüber um deren zehnjährige Tochter, während Sara Schlanger auf der Arbeit war. | 1982 |
| Johannes De Lattré                  | 16. März 1898                                   |                         | Borth                               | Johannes De Lattré und seine Ehefrau Eva De Lattré versteckten das Ehepaar Abramowicz und das Ehepaar Machost in ihrem Haus in Borth. | 1978 |
| Eva De Lattré                       | 24. Dezember 1902                               |                         | Borth                               | Ehefrau von Johannes De Lattré. | 1978 |
| Charlotte Debes                     | 1900                                            |                         | Krähenbach                          | Charlotte Debes versteckte einen Menschen jüdischen Glaubens. | 2017 |
| Karl Deibel                         | 1897                                            |                         | Berlin                              | Karl Deibel war Mitglied des Netzwerkes der Blindenwerkstatt von Otto Weidt und versteckte Rudi Rosenow, dessen Frau und dessen Tochter in seiner Wohnung. | 2014 |
| Hilde Dietrich                      | 13. August 1914                                 | 11. November 1985       | Oettersdorf                         | Sie rettete zusammen mit ihrem Schwiegervater Paul den jüdischen Schneidermeister Alfred Lichtenstein in ihrem Wohnhaus in Oettersdorf, indem sie ihn vom Juni 1944 bis April 1945 vor der Deportation versteckten. Beide erhielten die Medaille „Retter unter den Völkern“. | 2001 |
| Paul Dietrich                       | 26. September 1882                              | 9. Juli 1951            | Oettersdorf                         | Schwiegervater von Hilde Dietrich | 2001 |
| Alfred Dilger                       | 20. Oktober 1897                                | 1975                    | Bad Cannstatt                       | Er war als Mitglied des „Bruderrats“ der Bekennenden Kirche an der Hilfe für Verfolgte beteiligt; u. a. versteckte er zusammen mit seiner Frau Luise das jüdische Ehepaar Krakauer in seinem Haus. | 1991 |
| Luise Dilger                        |                                                 |                         | Bad Cannstatt                       | Sie versteckte zusammen mit ihrem Mann Alfred das jüdische Ehepaar Krakauer in ihrem Haus. | 1991 |
| Josef Dinzinger                     | 1891                                            | 18. Juli 1948           | Parnkofen                           | Dinzinger und seine Ehefrau Maria Dinzinger versteckten Yerucham Apfel und einen Freund, die aus einem der Todesmärsche fliehen konnten, auf ihrem Bauernhof. | 1966 |
| Maria Dinzinger                     | 1896                                            | 10. Oktober 1975        | Parnkofen                           | Ehefrau von Josef Dinzinger. | 1966 |
| Hildegard Dipper                    |                                                 | 1969                    | Reichenbach                         | Ehefrau von Theodor Dipper | 2008 |
| Theodor Dipper                      | 20. Januar 1903                                 | 20. August 1969         | Reichenbach                         | Er war Organisator der Untergrundorganisation Württembergische Pfarrhauskette, die in Kirchen und Privathäusern von Pfarrern und deren Angehörigen verfolgte Juden verbarg. Zusammen mit seiner Ehefrau Hildegard Dipper versteckte Theodor Dipper das jüdische Ehepaar Krakauer dreieinhalb Wochen bei sich in Reichenbach. Die Krakauers kehrten zwischen Dezember 1944 und Januar 1945 zum zweiten Mal zurück zu den Dippers. Dazwischen half Pastor Dipper ihnen, andere Verstecke zu finden. | 2008 |
| Anna Disselnkötter                  | 28. Januar 1904                                 | 23. November 2006       | Züschen                             | Anna Disselnkötter und ihr Mann Walther Disselnkötter versteckten von Januar 1945 bis zur Befreiung die Jüdin Rahel Ida Plüer geborene Schild in ihrem Haus und versorgten sie mit einem neuen Ausweis. | 1996 |
| Walther Disselnkötter               | 14. November 1903                               | 20. März 2000           | Züschen                             | Ehemann von Anna Disselnkötter. | 1996 |
| Margarethe Dobbeck                  |                                                 |                         | Mülhausen                           | Margarethe Dobbeck, die einige Jahre in Berlin gelebt und dort das jüdische Ehepaar Emil Stargardter und seine Frau Gertrud kennengelernt hatte, lebte 1943 wieder in ihrer Heimatstadt Mülhausen im Elsass. Das Ehepaar Stargardter, das seit Februar 1943 in der Illegalität lebte, beschloss Ende 1943, als die Bombenangriffe auf Berlin zunahmen, Berlin zu verlassen und bei Margarethe Dobbeck Zuflucht zu suchen. Dobbeck versteckte bei sich neben dem Ehepaar Stargardter auch Flora Wolff. Nach dem Krieg kehrten Emil und Gertrud Stargardter nach Berlin zurück und wanderten dann nach Israel aus, wo sie sich in Haifa niederließen. | 2013 |
| Hans von Dohnanyi                   | 1. Januar 1902                                  | 9. April 1945           | Leipzig                             | Er ermöglichte 1942 den jüdischen Berliner Rechtsanwälten Fritz Arnold und Julius Fliess mit ihren Familienangehörigen die Flucht in die Schweiz, indem er sie als Agenten des Amtes Ausland/Abwehr ausgab. Über die von ihm veranlasste angebliche Operation U-7 konnten 13 Personen in die Schweiz ausreisen, nachdem er bei einem geheimen Besuch deren Aufnahme als Flüchtlinge vorbereitet hatte. | 2003 |
| Wanda Dombrowski                    |                                                 |                         | Berlin                              | Wanda Dombrowski beherbergte von Mai bis Juni 1943 Herbert Strauss und befestigte sein Passfoto in seinem gefälschten Ausweis. | 2001 |
| Werner Döring                       | 1916                                            |                         | Berlin-Staaken                      | Werner Döring versteckte und versorgte Kurt Lindenberg. | 2019 |
| Martha-Maria Driessen               | 13. April 1910                                  |                         | Wien                                | Martha-Maria Driessen rettete gemeinsam mit Dorothea Neff (Antonie Schmid) und Meta Schmitt das Leben der jüdischen Kleidungsdesignerin Lilli Wolff. | 1979 |
| Elfriede Drossel                    | 20. April 1892                                  | 13. März 1975           | Berlin, Senzig                      | Ehefrau von Paul Drossel, Mutter des gemeinsamen Sohnes Heinz Droßel. Sie, ihr Mann und ihr Sohn versteckten im März 1945 vier Juden in Berlin. | 1999 |
| Heinz Drossel                       | 21. September 1916                              | 28. April 2008          | Berlin, Senzig                      | Als Wehrmachtssoldat auf Heimaturlaub half er im Jahr 1942 in Berlin einer jüdischen Frau, ließ sie bei sich zu Hause ausruhen und gab ihr Geld, um ihr die Suche nach einem Versteck zu erleichtern. Auf Heimaturlaub bei seinen Eltern in Senzig im Februar 1945 gab er einer dort seit Jahren versteckten jüdischen Familie, die von Nachbarn entdeckt worden war und denunziert zu werden drohte, den Schlüssel zu seiner Berliner Wohnung sowie eine Pistole und vernichtete verräterische Dokumente. | 1999 |
| Paul Drossel                        | 15. Dezember 1880                               | 18. November 1954       | Berlin, Senzig                      | Ehemann von Elfriede Drossel, siehe oben | 1999 |
| Georg Ferdinand Duckwitz            | 29. September 1904                              | 16. Februar 1973        | Kopenhagen                          | Als Beschäftigter beim deutschen Auswärtigen Amt gab er 1943 Wissen über geplante Deportationen von Juden aus Dänemark weiter und verhalf durch seine Verhandlungspolitik Juden zur Flucht nach Schweden. Nachdem er am 18. September 1943 über den deutschen Gesandten in Kopenhagen Werner Best vom Deportationsbefehl für die dänischen Juden gehört hatte, verhandelte Duckwitz unter Duldung Bests in Stockholm mit der schwedischen Regierung über die Aufnahme jüdischer Flüchtlinge. Damit konnten 7000 dänische Juden vor der Deportation gerettet werden, ca. 500 wurden in das KZ Theresienstadt abtransportiert, wovon 90 % überlebten. | 1971 |
| Anne Dudacy                         | 20. August 1904                                 | 7. März 1970            | Berlin                              | Anne Dudacy und ihre Tochter Sylvia Dudacy (verheiratete Ebel) versteckten das jüdische Ehepaar Lothar und Nelly Orbach von Januar 1943 bis zum Ende des Krieges. Von Sommer 1943 bis Herbst 1944 lebte Frau Orbach auch bei Sylvias verwitweter Tante Hedwig Pauli in deren Wohnung. | 2001 |
| Sylvia Ebel                         | 31. Dezember 1926                               | 6. April 2008           | Berlin                              | Anne Dudacy und ihre Tochter Sylvia Dudacy (verheiratete Ebel) versteckten das jüdische Ehepaar Lothar und Nelly Orbach von Januar 1943 bis zum Ende des Krieges. Von Sommer 1943 bis Herbst 1944 lebte Frau Orbach auch bei Sylvias verwitweter Tante Hedwig Pauli in deren Wohnung. | 1996 |
| Gunther-Georg Ebert                 | 3. Dezember 1919                                |                         | Düsseldorf                          | Nach der Anordnung der deutschen Behörden zur Deportation von Juden in Mischehen sowie ihrer halbjüdischen Kinder vom September 1944 nahmen Therese Ebert und ihr Ehemann Gunther-Georg Ebert die Halbjüdin Hanna Jordan bei sich auf. Hanna Jordan blieb hier bis zur Ankunft der Alliierten im März 1945. | 2009 |
| Therese Ebert                       | 17. Oktober 1919                                |                         | Düsseldorf                          | Nach der Anordnung der deutschen Behörden zur Deportation von Juden in Mischehen sowie ihrer halbjüdischen Kinder vom September 1944 nahmen Therese Ebert und ihr Ehemann Gunther-Georg Ebert die Halbjüdin Hanna Jordan bei sich auf. Hanna Jordan blieb hier bis zur Ankunft der Alliierten im März 1945. | 2009 |
| Johanna Eck                         | 4. Januar 1888                                  | 27. September 1979      | Berlin                              | Sie versteckte zwei Juden und zwei politisch Verfolgte. | 1973 |
| Frida Eckert                        | 12. März 1904                                   |                         | Weissach                            | Eckert und ihr Ehemann Gotthilf Eckert versteckten Hans Gumpel und seine Ehefrau von August bis Dezember 1943 in ihrem Haus. | 1980 |
| Gotthilf Eckert                     | 25. August 1904                                 |                         | Weissach                            | Ehemann von Frida Eckert. | 1980 |
| Hans Eiden                          | 24. November 1901                               | 6. Dezember 1950        | KZ Buchenwald                       | Hans Eiden, ein Mitglied der KPD, wurde kurz nach Hitlers Machtergreifung inhaftiert, 1936 wegen Hochverrat zu drei Jahren Gefängnis verurteilt und kurz nach dem Ende seiner Haftstrafe ins KZ Buchenwald gesperrt. Hier wurde er ein Führer des kommunistischen Untergrunds im Lager. 1944 wurde er zum Lagerältesten gewählt. Als sich im April 1945 die amerikanische Armee Weimar und Buchenwald näherte und die SS mit der Evakuierung des Lagers begann, gelang es ihm – zusammen mit seinen Kameraden im Untergrund – zu verhindern, dass die etwa 6.000 Juden im Lager sich gemeinsam auf einen Todesmarsch nach Westen gegeben mussten. Die Todesmärsche konnten um einen Tag zu verzögert werden. Eiden veranlasste die jüdischen Mitgefangenen, den an ihre Kleidung genähten Judenstern abzutrennen und sich unter die nichtjüdischen Insassen zu begeben. Zwischen dem 7. und 10. April 1945 wurden rund 28.000 Insassen des Konzentrationslagers zu Fuß oder in Viehwaggons von Buchenwald nach Dachau, Flossenbürg und Theresienstadt gebracht. Dank Eidens Bemühungen waren nur 3.000 der 6.000 Juden unter ihnen. Die übrigen jüdischen Insassen blieben im Lager und wurden am 11. April 1945 von der amerikanischen Armee befreit. | 2014 |
| Gottfried von Einem                 | 24. Januar 1918                                 | 12. Juli 1996           | Berlin                              | Gottfried von Einem unterstützte den jüdischen Berliner Musiker Konrad Latte während der letzten zwei Kriegsjahre. Er stellte den untergetauchten Musiker 1943 als Korrepetitor bei den Proben zu seinem Ballett Prinzessin Turandot ein, versorgte ihn mit Lebensmittelkarten und einem Ausweis der Reichsmusikkammer. Durch die Bemühungen von Einems und anderer konnte Konrad Latte vor der Deportation bewahrt werden. | 2002 |
| Alois Elsner                        | 15. Juni 1897                                   | 17. Juli 1971           | Kaufering                           | Ehemann von Maria Elsner | 2015 |
| Maria Elsner                        | 10. Juni 1905                                   | vor/am 7. November 1983 | Kaufering                           | Das deutsche Ehepaar versorgte Zwangsarbeiter im Arbeitslager im bayerischen Kaufering mit Lebensmitteln, Medikamenten und Kleidung. Nach dem Krieg erhielten sie von ehemaligen Zwangsarbeitern viele Briefe zum Dank für die lebensrettende Hilfe. | 2015 |
| Else Elsner                         |                                                 |                         | Hamburg                             | Else und Henri Elsner, die in Hamburg eine Molkerei besaßen, versteckten ab Oktober 1938 Salomea Schulz und ihre Kinder Robert (damals 9 Jahre alt) und Harriet (damals 10 Jahre alt) zwei Mal in ihrem Keller und versorgten sie mit Lebensmitteln. Die Elsners pflegten den Kontakt zur Familie Schulz bis zu deren Auswanderung. | 2006 |
| Henri Elsner                        |                                                 |                         | Hamburg                             | Else und Henri Elsner, die in Hamburg eine Molkerei besaßen, versteckten ab Oktober 1938 Salomea Schulz und ihre Kinder Robert (damals 9 Jahre alt) und Harriet (damals 10 Jahre alt) zwei Mal in ihrem Keller und versorgten sie mit Lebensmitteln. Die Elsners pflegten den Kontakt zur Familie Schulz bis zu deren Auswanderung. | 2006 |
| Joseph Emonds                       | 15. November 1898                               | 7. Februar 1975         | Kirchheim                           | Der katholische Priester versteckte in seinem Pfarrhaus den Maler Mathias Barz und dessen jüdische Ehefrau Hilde Stein. | 2013 |
| Charlotte Erxleben                  | 1903                                            | 19. Juli 1981           | Berlin                              | Charlotte Erxleben, die seit 1939 in Berlin lebte und hier als Prostituierte ihren Lebensunterhalt verdiente, versteckte ab Herbst 1941 in ihrer Wohnung Juden, die den beginnenden Deportationen entgehen wollten. Außerdem organisierte sie auch bei anderen Prostituierten Versteckte für flüchtige Juden und versorgte sie mit Nahrungsmitteln. Dadurch überlebten Steffi Walter (geb. Ronau), ihre Tochter Reha und ihr zweiter Mann Fritz Walter die Naziherrschaft und den Krieg. | 2014 |
| Bernhard Falkenberg                 |                                                 |                         | Włodawa                             | Falkenberg war Aufseher im Arbeitslager in Włodawa, in der Nähe des KZ Sobibor. Falkenberg forderte weit mehr als die genehmigten 500 Personen aus dem KZ Sobibor an und rettete ihnen so das Leben. Später wurde er denunziert und saß selbst bis zur Befreiung im KZ Mauthausen. | 2002 |
| Johan Baptist Feilen                | 1904                                            | 1991                    | KZ Buchenwald                       | Jean Baptist Feilen und der Ukrainer Nikita Voyevoda versteckten den sowjetischen Kriegsgefangenen Emil Alperin, der im März 1944 im Konzentrationslager Buchenwald ankam, bis die amerikanische Armee das Lager am 11. April 1945 befreite. Nachdem Feilen herausgefunden hatte, dass Emil alias Dimitri Jude war, beschloss er, ihm zu helfen, im Lager zu überleben. Er versteckte ihn im Keller und in den Lagerräumen der Wäscherei. Dabei wurde er von Nikita Voyevoda unterstützt. | 2005 |
| Wanda Feuerherm                     | 2. September 1905                               |                         | Berlin-Lichtenberg                  | Wanda Feuerherm versteckte von 1942 bis 1944 in ihrem Haus die Jüdin Gerda Segal. | 1987 |
| Hans Feyerabend                     | 16. Juli 1882                                   | 30. Januar 1945         | Palmnicken                          | Hans Feyerabend, Kommandant des Volkssturms, weigerte sich am 26. Januar 1945 3000 Juden in eine Bernsteinmine einmauern zu lassen. Am 30. Januar wurde er tot aufgefunden, ob es Selbstmord war, konnte nie aufgeklärt werden. Die 3000 Juden wurden am Strand erschossen – 15 von ihnen überlebten das Massaker. | 2013 |
| Fritz Fiedler                       |                                                 |                         | Horodenka                           | Als Ortskommandant warnte er jüdische Einwohner vor bevorstehenden Verhaftungsaktionen der SS. Etwa fünfzig Juden versteckte er unter dem Vorwand, sie arbeiteten für die Wehrmacht, im Gebäude der Ortskommandantur. Den ihm unterstellten Soldaten gab er den Befehl, das Eindringen der SS notfalls mit Waffengewalt zu verhindern. | 1965 |
| Martha Frieda Fischer               | 1892                                            | 30. Oktober 1962        | Ober Prauske                        | Martha Frieda Fischer versteckte in Ober Prauske die Jüdin Maria Wiesel. | 2015 |
| Hans Fittko                         | 16. Mai 1903                                    |                         | Banyuls-sur-Mer                     | Zusammen mit seiner Frau Lisa Fittko führte er von September 1940 bis April 1941 zahlreiche Verfolgte auf einem Schmugglerpfad über die Pyrenäen von Frankreich nach Spanien. | 2000 |
| Emil Fleischer                      | 1881                                            | 1959                    | Hollbrunn, Lieberose                | Emil Fleischer und seine Tochter Gabriele Fleischer retteten Ende Februar 1945 das Leben der beiden Jüdinnen Ljubica Levi und Lili Goldenberger. Die beiden Frauen, die von der SS zunächst vom KZ Auschwitz in das KZ Lieberose verbracht und dann mit 2000 anderen Frauen auf einem Todesmarsch – wahrscheinlich in Richtung Bergen-Belsen – geschickt worden waren, wurden von den Fleischers in einer Scheune versteckt, mit Proviant versorgt und mit falschen Arbeitspapieren versehen. | 2001 |
| Gabriele Fleischer                  | 1925                                            | 12. Juli 2003           | Hollbrunn, Lieberose                | Emil Fleischer und seine Tochter Gabriele Fleischer retteten Ende Februar 1945 das Leben der beiden Jüdinnen Ljubica Levi und Lili Goldenberger. Die beiden Frauen, die von der SS zunächst vom KZ Auschwitz in das KZ Lieberose verbracht und dann mit 2000 anderen Frauen auf einem Todesmarsch – wahrscheinlich in Richtung Bergen-Belsen – geschickt worden waren, wurden von den Fleischers in einer Scheune versteckt, mit Proviant versorgt und mit falschen Arbeitspapieren versehen. | 2001 |
| Lieselotte Flemming                 |                                                 |                         | Riga                                | Lieselotte Flemming und ihr Ehemann versorgten die Deutsch-Jüdin Bertha Seifersfeld und später auch ihren Mann in Riga mit Lebensmitteln, wodurch Bertha Seifersfeld den Krieg überlebte. | 1984 |
| Elisabeth Flügge                    | 4. Februar 1895                                 | 2. Februar 1983         | Hamburg                             | Die Lehrerin ermöglichte ihren jüdischen Schülerinnen Ferienaufenthalte und nahm eine jüdische Familie bei sich auf. | 1976 |
| Lydia Forsström                     | 5. April 1914                                   | 2006                    | Berlin                              | Forsström versteckte in ihrer Studentenwohnung für eineinhalb Jahre Liselotte Pereles und versorgte andere untergetauchte Juden mit materiellen Dingen. | 1980 |
| Ella Friedlieb                      | 15. Mai 1888                                    |                         | Havelberg                           | Schwester von Wally Hagemann | 1994 |
| Karin Friedrich                     | 18. Februar 1925                                | 27. November 2015       | Marburg                             | Sie war gemeinsam mit ihrer Mutter Ruth Andreas-Friedrich und anderen Mitglied der Widerstandsgruppe Onkel Emil. Sie versteckte Verfolgte, versorgte sie mit Nahrung und gefälschten Papieren. | 2004 |
| Peter Friedrich                     | 26. August 1889                                 |                         | Berlin                              | Peter Friedrich, ein Sozialist und leidenschaftlicher Gegner der Nazis, seine Frau und ihre zwei unverheirateten Töchter versteckten Ismar Reich und seine Mutter von August 1943 bis zum Tag der Befreiung in ihrem Häuschen am Stadtrand von Berlin. | 1985 |
| Otto Ernst Fritsch                  | 5. Dezember 1908                                |                         | Innsbruck                           | Fritsch versuchte in seiner Funktion als Luftwaffenunteroffizier, Juden aus Mischehen das Leben zu retten, als diese zur Deportation festgenommen wurden. Er wurde später selbst inhaftiert und gefoltert. | 1975 |
| Gertrud Fröhlich                    | 1908                                            |                         | Waldenburg                          | Gertrud Fröhlich, die Anfang 1945 mit ihren Kindern aus Breslau zu ihrem Vater nach Dörnhau [bei Beutengrund] in Niederschlesien geflohen war, nahm dort im März 1945 den Juden Abraham Kaiser aus Lodz, der mehrere deutsche Konzentrationslager durchlaufen hatte und völlig abgemagert bei ihr vor der Tür stand, in ihr Haus auf und versteckte ihn. Kaiser blieb nach der Ankunft der Sowjets bis August oder September 1945 im Haus von Gertrud Fröhlich, danach kehrte er nach Lodz zurück und wanderte 1947 nach Israel aus. | 1999 |
| Wolfgang Frommel                    | 8. Juli 1902                                    | 13. Dezember 1986       | Amsterdam                           | Er versteckte ab 1942 eine Gruppe größtenteils jüdischer Jugendlicher aus Deutschland und den Niederlanden vor dem Zugriff der deutschen Besatzungsmacht, darunter Claus Victor Bock und Friedrich W. Buri. | 1973 |
| Auguste Fuchs                       | 1. Juli 1890                                    | 1. Juli 1971            | Bergisch Gladbach                   | Sie versteckte gemeinsam mit ihrem Ehemann Fritz Fuchs monatelang im eigenen Haus in Bergisch Gladbach eine als Jüdin (Henriette Jordan, Ehefrau des Wuppertaler Fabrikanten Franz Jordan) von Nazis verfolgte Wuppertalerin. Zu Ehren der Eheleute Fuchs wurde in Bergisch Gladbach eine Straße nach ihnen benannt und trägt jetzt den Namen „Auguste-und-Fritz-Fuchs-Platz“. | 2009 |
| Fritz Fuchs                         | 24. Dezember 1881                               | 1. Februar 1972         | Bergisch Gladbach                   | Ehemann von Auguste Fuchs. | 2009 |
| Herta Fuchs                         | 21. Mai 1908                                    |                         | Oberpoyritz                         | Fuchs und ihr Mann Kurt Fuchs nahmen im April 1945 drei Flüchtlinge eines Todesmarschs bei sich auf. | 1995 |
| Kurt Fuchs                          | 22. November 1908                               | 12. Mai 1945            | Oberpoyritz                         | Ehemann von Herta Fuchs. | 1995 |
| Elli Fullmann                       |                                                 |                         | Zschopau                            | Elli Fullmann, eine junge Kriegswitwe und Mutter von vier Kindern, nahm in den letzten Kriegsmonaten im sächsischen Zschopau die Jüdin Odette Spingarn bei sich auf, die von einem Evakuierungszug in Richtung Konzentrationslager Flossenbürg gesprungen war. Elli Fullmann versteckte Odette Spingarn in ihrer Wohnung und teilte mit ihr die mageren Essensrationen. | 1981 |
| Gaby Gaebler                        |                                                 |                         | Berlin                              | Eva Gaebler, die Tochter von Gaby Gaebler und spätere Ehefrau von Walter Stoll, arbeitete als Kostümbildnerin am Lubliner Theater im besetzten Polen und war befreundet mit der jüdischen Schullehrerin Irena Szpiaski. Als die Deportationen der Lubliner Juden begannen, konnte sich Irena Szpiaski bei Eva Stoll verstecken, die inzwischen in Warschau arbeitete. Stoll besorgte ihr einen polnischen Personalausweis und schickte sie – als polnische Arbeiterin getarnt – nach Deutschland, wo sie jedoch in ein Zwangsarbeitslager für ausländische Arbeitnehmer eingewiesen wurde. Eva Stolls Familie in Berlin, ihre Mutter Gaby Gaebler, ihr Bruder Wolfgang Gaebler und ihr zukünftiger Ehemann Walter Stoll waren sich der wahren Identität von Irena Szpiaski bewusst, besuchten sie im Lager und versorgten sie regelmäßig mit Essen und Zigaretten. Die Gaeblers schützten außerdem mehrere Monate lang den deutsch-jüdischen Schauspieler Martin Rosen in ihrem Haus. | 1980 |
| Wolfgang Gaebler                    |                                                 |                         | Berlin                              | Eva Gaebler, die Tochter von Gaby Gaebler und spätere Ehefrau von Walter Stoll, arbeitete als Kostümbildnerin am Lubliner Theater im besetzten Polen und war befreundet mit der jüdischen Schullehrerin Irena Szpiaski. Als die Deportationen der Lubliner Juden begannen, konnte sich Irena Szpiaski bei Eva Stoll verstecken, die inzwischen in Warschau arbeitete. Stoll besorgte ihr einen polnischen Personalausweis und schickte sie – als polnische Arbeiterin getarnt – nach Deutschland, wo sie jedoch in ein Zwangsarbeitslager für ausländische Arbeitnehmer eingewiesen wurde. Eva Stolls Familie in Berlin, ihre Mutter Gaby Gaebler, ihr Bruder Wolfgang Gaebler und ihr zukünftiger Ehemann Walter Stoll waren sich der wahren Identität von Irena Szpiaski bewusst, besuchten sie im Lager und versorgten sie regelmäßig mit Essen und Zigaretten. Die Gaeblers schützten außerdem mehrere Monate lang den deutsch-jüdischen Schauspieler Martin Rosen in ihrem Haus. | 1980 |
| Liesel Gansz                        | 1913                                            | 11. Mai 1971            | Berlin                              | Liesel Gansz nahm ihre jüdische Freundin Charlotte Herzfeld, die im Herbst 1942 deportiert werden sollte, bei sich und ihrer Mutter Luise Gansz auf. Liesel Gansz organisierte in den folgenden Jahren bis zur Befreiung mehrere verschiedene Verstecke für ihre Freundin und versorgte sie mit Lebensmitteln. | 2009 |
| Luise Gansz                         | 1881                                            |                         | Berlin                              | Mutter von Luise Gansz. | 2009 |
| Hanni Ganzer                        | 1893                                            |                         | Düsseldorf                          | Hanni Ganzer, eine Oberlehrerin an der Luisenschule in Düsseldorf, Mitglied im Bund – Gemeinschaft für sozialistisches Leben, nahm, wie auch andere Mitglieder des Bundes, die letzte Überlebende der jüdischen Familie Ellenbogen, Marianne Ellenbogen, im Februar 1945 bei sich auf. Sie versteckte sie und versorgte sie mit Lebensmitteln. Marianne Ellenbogen wurde bereits seit August 1943 von mehreren Mitgliedern der Widerstandsgruppe Bund um Artur Jacobs versteckt und war durch das Bund-Mitglied Greta Dreibholz zu deren Freundin Hanni Ganzer gebracht worden. 1946 konnte Marianne Ellenbogen nach Großbritannien auswandern. Alle ihre Angehörigen starben im KZ Auschwitz. | 2004 |
| Willi Garbrecht                     | 1. Oktober 1903                                 | 1981                    | Zawiercie                           | Willi Garbrecht, ein Leutnant der Luftwaffe, der in einer Fabrik der deutschen Luftwaffe in Zawiercie arbeitete, versteckte Yoel Grinkraut und sechs weitere Juden, versorgte sie mit Lebensmitteln und rettete sie vor der Deportation ins Konzentrationslager. | 2011 |
| Elise Garzke-Israelowicz            | 15. Juni 1896                                   | 8. Juli 1982            | Berlin                              | Elise Garzke-Israelowicz, die „arische“ Witwe von Richard Israelowicz, versteckte von Mai 1942 bis Mai 1943 in ihrer Wohnung in der Brunnerstraße 63 im Berliner Stadtteil Wedding den jüdischen Freund ihres Mannes, Isaac Grünberg. | 2004 |
| Sophie Gasteiger                    | 1904                                            | 3. März 1986            | Tinnerting bei Traunstein           | Sophie Gasteiger, eine Bäuerin aus Tinnerting bei Traunstein, wurde 1943 von einer befreundeten Nonne gebeten, die auf der Flucht befindliche Jüdin Valerie Wolffenstein aufzunehmen. Gasteiger zögerte nicht, die Flüchtende für zwei Wochen zu verstecken und wurde so zu einem Glied in der Kette der Menschen, die zum Überleben von Valerie Wolffenstein beitrugen. | 2014 |
| Auguste Gehre                       | 2. Oktober 1898                                 | Januar 1972             | Berlin                              | Auguste Gehre und ihr Mann Karl Max Gehre versteckten den jüdischen Hausarzt der Familie ab 1943 in ihrer Wohnung und trugen dazu bei, dass seine Verwandten Unterschlupf fanden. Außerdem versorgten sie sie mit Lebensmitteln. | 1988 |
| Karl Max Gehre                      | 23. August 1897                                 | 12. Dezember 1968       | Berlin                              | Auguste Gehre und ihr Mann Karl Max Gehre versteckten den jüdischen Hausarzt der Familie ab 1943 in ihrer Wohnung und trugen dazu bei, dass seine Verwandten Unterschlupf fanden. Außerdem versorgten sie sie mit Lebensmitteln. | 1988 |
| Hedwig Gehrke                       |                                                 |                         | Göttingen                           | Marianne Ellenbogen, die letzte Überlebende der jüdischen Familie Ellenbogen, wurde seit August 1943 von mehreren Mitgliedern der Widerstandsgruppe Bund um Artur Jacobs versteckt. Eine dieser Mitglieder war Hedwig Gehrke, die mit ihrem kleinen Sohn und ihrer Schwiegermutter in Göttingen lebte. Gehrke und Karin Morgenstern in Braunschweig nahmen Marianne Ellenbogen im Herbst 1943 abwechselnd bei sich auf. Sie versteckten sie und versorgten sie mit Lebensmitteln. 1946 konnte Marianne Ellenbogen nach Großbritannien auswandern. Alle ihre Angehörigen starben im KZ Auschwitz. | 2004 |
| Christl Gerbrandt                   |                                                 |                         | Stegna (ehemals: Steegen)           | Christl Gerbrandt, ihr Vater Gustav Gerbrandt und ihre Mutter Klara Gerbrandt versteckten von Januar bis Mai 1945 die Jüdin Chaya Feigin (geb. Baran), ihre Mutter und ein drittes jüdisches Mädchen auf ihrem Bauernhof im Dorf Steegen, unweit von Danzig. Die drei Frauen hatten von einem Todesmarsch vom KZ Stutthof fliehen können und wurden von Christl Gerbrandt auf den elterlichen Bauernhof gebracht. Hier bekamen sie Schutz, warme Kleidung, Essen und neue Identitäten. | 1990 |
| Gustav Gerbrandt                    |                                                 |                         | Stegna (ehemals: Steegen)           | Christl Gerbrandt, ihr Vater Gustav Gerbrandt und ihre Mutter Klara Gerbrandt versteckten von Januar bis Mai 1945 die Jüdin Chaya Feigin (geb. Baran), ihre Mutter und ein drittes jüdisches Mädchen auf ihrem Bauernhof im Dorf Steegen, unweit von Danzig. Die drei Frauen hatten von einem Todesmarsch vom KZ Stutthof fliehen können und wurden von Christl Gerbrandt auf den elterlichen Bauernhof gebracht. Hier bekamen sie Schutz, warme Kleidung, Essen und neue Identitäten. | 1990 |
| Klara Gerbrandt                     |                                                 |                         | Stegna (ehemals: Steegen)           | Christl Gerbrandt, ihr Vater Gustav Gerbrandt und ihre Mutter Klara Gerbrandt versteckten von Januar bis Mai 1945 die Jüdin Chaya Feigin (geb. Baran), ihre Mutter und ein drittes jüdisches Mädchen auf ihrem Bauernhof im Dorf Steegen, unweit von Danzig. Die drei Frauen hatten von einem Todesmarsch vom KZ Stutthof fliehen können und wurden von Christl Gerbrandt auf den elterlichen Bauernhof gebracht. Hier bekamen sie Schutz, warme Kleidung, Essen und neue Identitäten. | 1990 |
| Bertha Gerhardt                     | 1. Oktober 1879                                 | 30. Dezember 1954       | Zepernick                           | Bertha Gerhardt versteckte in Zepernick die Juden Heinz Abrahamsohn und Joachim Schwersenz. | 2016 |
| Anastasia Gerschütz                 |                                                 |                         | Stadtlauringen                      | Severin Gerschütz aus Stadtlauringen, von Beruf Zahnarzt, und seine Frau Anastasia Gerschütz waren gläubige Katholiken und überzeugte Gegner des Nationalsozialismus. Sie pflegten noch lange nach Hitlers Machtergreifung freundschaftliche Beziehungen zu der einzigen jüdischen Familie in Stadtlauringen, den Hirschbergers und versteckten zeitweise die Nichte ihrer jüdischen Nachbarn Irene Schmalenbach und deren Tochter Eva. Nachdem den beiden Frauen ein Fluchtversuch in die Schweiz misslang, Irene Schmalenbach nach Auschwitz deportiert wurde und Eva Schmalenbach die Flucht aus dem Gefängnis gelang, nahm das Ehepaar Gerschütz Eva Schmalenbach wiederum eine Zeit lang bei sich auf. | 1985 |
| Severin Gerschütz                   |                                                 |                         | Stadtlauringen                      | Severin Gerschütz aus Stadtlauringen, von Beruf Zahnarzt, und seine Frau Anastasia Gerschütz waren gläubige Katholiken und überzeugte Gegner des Nationalsozialismus. Sie pflegten noch lange nach Hitlers Machtergreifung freundschaftliche Beziehungen zu der einzigen jüdischen Familie in Stadtlauringen, den Hirschbergers und versteckten zeitweise die Nichte ihrer jüdischen Nachbarn Irene Schmalenbach und deren Tochter Eva. Nachdem den beiden Frauen ein Fluchtversuch in die Schweiz misslang, Irene Schmalenbach nach Auschwitz deportiert wurde und Eva Schmalenbach die Flucht aus dem Gefängnis gelang, nahm das Ehepaar Gerschütz Eva Schmalenbach wiederum eine Zeit lang bei sich auf. | 1985 |
| Elisabeth Gessler                   | 28. Dezember 1913                               | 1984                    | Lwiw und Budapest                   | Elisabeth Hedwig Gessler, geb. Leja war seit 1938 Kindermädchen der jüdischen Familie Eduard und Dora Gessler und ihrer drei Kinder Elek, Lili und Roman im heutigen Bielsko-Biała in Südpolen. Bei Ausbruch des Krieges flohen die Gesslers, begleitet von ihrem Kindermädchen, nach Lemberg, wo Dora Gessler Selbstmord beging. Elisabeth Leja kümmerte sich weiterhin um die Kinder, floh 1941 mit zweien der Kinder aus Lemberg nach Ungarn und 1944 mit der gesamten Familie nach Rumänien. Während der gesamten Kriegszeit schützte Elisabeth Leja die Gessler-Kinder mit größter Hingabe und Liebe. Nach dem Krieg blieb Elisabeth Leja bei Eduard Gessler und den Kindern und sie heirateten 1965. | 2007 |
| Albert Gilles                       | 30. Mai 1895                                    | 7. Juni 1989            | Rheinbreitbach                      | Albert Gilles und seine Frau Marga Gilles (geb. Honecker) aus Rheinbreitbach bei Köln waren praktizierende Katholiken. Albert Gilles war bekannt mit Waldemar Fritz und Frieda Fritz (geb. Panitsch) aus Köln, die dort einen Tabakladen betrieben und ein gemeinsames Kind hatten. Frieda Fritz war Jüdin, die 1939 zum Katholizismus konvertierte. Als gegen Ende des Jahres 1944 die Nazis begannen, jüdische Partner aus Mischehen zu deportieren, floh die Familie Fritz aus ihrem Haus und lebte bei Freunden und Verwandten in der Nähe von Köln und Bonn. Im Januar wandten sie sich an das Ehepaar Gilles mit der Bitte um Schutz. Albert und Marga Gilles nahm die Familie Fritz bereitwillig bei sich auf und behielten sie bis zum Sturz des NS-Regimes in ihrem Haus. | 2005 |
| Marga Gilles                        | 28. Juni 1897                                   |                         | Rheinbreitbach                      | Albert Gilles und seine Frau Marga Gilles (geb. Honecker) aus Rheinbreitbach bei Köln waren praktizierende Katholiken. Albert Gilles war bekannt mit Waldemar Fritz und Frieda Fritz (geb. Panitsch) aus Köln, die dort einen Tabakladen betrieben und ein gemeinsames Kind hatten. Frieda Fritz war Jüdin, die 1939 zum Katholizismus konvertierte. Als gegen Ende des Jahres 1944 die Nazis begannen, jüdische Partner aus Mischehen zu deportieren, floh die Familie Fritz aus ihrem Haus und lebte bei Freunden und Verwandten in der Nähe von Köln und Bonn. Im Januar wandten sie sich an das Ehepaar Gilles mit der Bitte um Schutz. Albert und Marga Gilles nahm die Familie Fritz bereitwillig bei sich auf und behielten sie bis zum Sturz des NS-Regimes in ihrem Haus. | 2005 |
| Hilde Gölz                          | 10. Dezember 1884                               | 7. August 1971          | Wankheim                            | Sie versteckte gemeinsam mit ihrem Mann Richard (s. u.) in dessen Pfarrhaus Juden, die durch das Berliner Büro Grüber vermittelt worden waren. | 1992 |
| Richard Gölz                        | 5. Februar 1887                                 | 3. Mai 1975             | Wankheim                            | Er versteckte gemeinsam mit seiner Frau Hilde (s. o.) in seinem Pfarrhaus Juden, die durch das Berliner Büro Grüber vermittelt worden waren, oder vermittelte sie an andere Pfarrhäuser weiter (Württembergische Pfarrhauskette). Ende 1944 wurde er denunziert und am 23. Dezember 1944 während des Frühgottesdienstes in Tübingen verhaftet und ins KZ Welzheim überführt, kam aber 1945 wieder in Freiheit. | 1992 |
| Theodor Görner                      | 10. Dezember 1884                               | 7. August 1971          | Berlin                              | Er war Druckereibesitzer und half zusammen mit seiner Tochter Hanni Nörper über hundert verfolgten, meist jüdischen Personen, von denen 22 überlebten. Unter anderem Inge Deutschkron und ihre Mutter Ella, der er durch Vermittlung von Otto Weidt im Sommer 1943 unter falschem Namen Arbeit in seiner Druckerei verschaffte. | 1967 |
| Elisabeth Goes                      | 16. November 1911                               | 23. August 2007         | Gebersheim                          | Sie war deutsche Pfarrersfrau und Mitglied der Württembergischen Pfarrhauskette. Sie nahm, während ihr Mann als Militärpfarrer abwesend war, auf Vermittlung eines ihr bekannten Pfarrers eine jüdische Frau und 1944 das jüdische Ehepaar Max und Ines Krakauer im Pfarrhaus auf, das sie als Bombenflüchtlinge aus Berlin ausgab. Max und Ines Krakauer lebten bis zum 20. September 1944 bei ihr und ihren Kindern. | 1991 |
| Hermann Gräbe                       | 19. Juni 1900                                   | 17. April 1986          | Ukraine                             | Als Ingenieur arbeitete er ab 1941 für eine Baufirma in der deutsch besetzten Ukraine und leitete für die Deutsche Reichsbahn Wartungs- und Neubauarbeiten an den Gleisanlagen. Dabei wurde er in Rowno und Dubno Zeuge des Massakers an der jüdischen Bevölkerung. Es gelang ihm, Tausende von Juden mit gefälschten Papieren zu versorgen und offiziell als Arbeitskräfte auf seinen Baustellen zu beschäftigen. Durch seine Aufzeichnungen über die Mordtaten konnten die Amerikaner Massengräber in der Ukraine aufspüren und Verantwortliche auffinden. Als Zeuge bei den Nürnberger Kriegsverbrecherprozessen im Jahr 1946 trugen seine detaillierten Aussagen entscheidend zur Verurteilung zahlreicher Täter bei. | 1965 |
| Erna Grasse                         |                                                 |                         | Berlin                              | Erna Grasse versteckte in Berlin das jüdische Ehepaar Auguste und Robert Meder. | 2016 |
| Martha Grassmann                    | 16. Januar 1881 als Martha Maria Pauline Fenske | 24. Januar 1971         | Berlin                              | Versteckte jüdische Verfolgte und organisierte Nahrung, erst in ihrer Wohnung, dann im Keller einer ausgebombten Villa in der Lassenstraße 26 in Berlin-Grunewald. Sie war seit dem 3. April 1908 verheiratet mit Robert Karl August Grassmann (Berlin, 19. Dezember 1877–16. Juli 1952). Sie versteckte den Künstler Fritz Ascher (Berlin, 17. Oktober 1893–26. März 1970) vom 15. Juni 1942 bis zur Befreiung von Berlin-Grunewald durch die russische Armee am 29. April 1945. Ihr einziger Sohn, der Anwalt Gerhard Grassmann hatte am 23. Dezember 1938 Fritz Aschers Entlassung aus dem Konzentrationslager Sachsenhausen bewirkt, in dem er seit der Reichskristallnacht am 9./10. November interniert war. Anfang Januar 1939 wurde Ascher erneut verhaftet und ins Polizeigefängnis Potsdam gebracht. Erst am 15. Mai 1939 erreichte Gerhard Grassmann gemeinsam mit dem Büro Pfarrer Heinrich Grüber Aschers Entlassung. Martha Grassmann sorgte für Ascher bis zum Ende seines Lebens. | 2012 |
| Alfred Griesmann                    |                                                 |                         | Niederschmiedeberg                  | Alfred Griesmann und seine Ehefrau Luise Griesmann halfen Arno Bach und seiner Ehefrau Margarete sowie Frieda Lissack zwei Juden, die einem Todesmarsch per Eisenbahntransport im April 1945 entfliehen konnten, zu verstecken und damit zu retten. | 1987 |
| Liesel Griesmann                    |                                                 |                         | Niederschmiedeberg                  | Alfred Griesmann und seine Ehefrau Luise Griesmann halfen Arno Bach und seiner Ehefrau Margarete sowie Frieda Lissack zwei Juden, die einem Todesmarsch per Eisenbahntransport im April 1945 entfliehen konnten, zu verstecken und damit zu retten. | 1987 |
| Walter Groos                        |                                                 | 1979                    | Kaufering/Landsberg am Lech         | Der aus Augsburg stammende Walter Groos kam in den Jahren 1944/45 als Bauleiter der Firma Josef Riepel zum Bau von Eisenbahnstrecken in den KZ-Außenlagerkomplex Kaufering. In dieser Funktion war er zwei Mal in der Woche auf der Baustelle und versuchte, das Leid der Häftlinge zu lindern, indem er Medikamente, Kleidung, Nahrung und Information zum Näherrücken der Front in die Lager schmuggelte. Er machte den KZ-Häftlingen damit Mut, bis zur Befreiung auszuharren. Groos wurde von Arbeitskollegen denunziert, konnte diese Anzeigen jedoch niederschlagen. Außerdem unterstützte er Juden bei der Emigration nach England. Seine jüdische Schwiegermutter hatte er bei sich zuhause aufgenommen und sie so vor Deportation und Vernichtung gerettet. Dies alles wurde durch die Oral-History-Arbeit von Anton Posset und Zeitzeugenberichte publik gemacht. | 1994 |
| Anneliese Groscurth                 | 12. September 1910                              | 28. September 1996      | Berlin                              | Georg Groscurth und Robert Havemann gründeten zusammen mit dem Architekten Herbert Richter und dem Zahnarzt Paul Rentsch die Untergrundgruppe „Die Europäische Union“, die zeitweise mehr als fünfzig deutsche Mitglieder hatte. Diese Gruppe bildete ein Kommunikations- und Informationsnetzwerk mit ausländischen Zwangsarbeitern und Kriegsgefangenen im Raum Berlin und versuchte, sich auf die Zeit nach dem Sturz des NS-Regimes vorzubereiten. Gleichzeitig versteckte sie Juden, die der Deportation entkommen waren, versorgte sie mit Lebensmitteln und besorgte falsche Ausweisdokumente. Anneliese Groscurth und Georg Groscurth versorgten zum Beispiel Elisabeth von Scheven (geb. Weidenrich), eine Jüdin aus Frankfurt mit falschen Ausweispapieren und versteckten sie 1943 für drei Wochen in ihrem Haus. | 1987 |
| Georg Groscurth                     | 27. Dezember 1904                               | 8. Mai 1944             | Berlin                              | Georg Groscurth und Robert Havemann gründeten zusammen mit dem Architekten Herbert Richter und dem Zahnarzt Paul Rentsch die Untergrundgruppe „Die Europäische Union“, die zeitweise mehr als fünfzig deutsche Mitglieder hatte. Diese Gruppe bildete ein Kommunikations- und Informationsnetzwerk mit ausländischen Zwangsarbeitern und Kriegsgefangenen im Raum Berlin und versuchte, sich auf die Zeit nach dem Sturz des NS-Regimes vorzubereiten. Gleichzeitig versteckte sie Juden, die der Deportation entkommen waren, versorgte sie mit Lebensmitteln und besorgte falsche Ausweisdokumente. Anneliese Groscurth und Georg Groscurth versorgten zum Beispiel Elisabeth von Scheven (geb. Weidenrich), eine Jüdin aus Frankfurt mit falschen Ausweispapieren und versteckten sie 1943 für drei Wochen in ihrem Haus. | 1987 |
| Charlotte Großmann                  | 21. Dezember 1897                               | 10. August 1978         | Berlin-Treptow                      | Vom 21. November 1942 bis zum Sommer 1944 verbargen die Widerstandskämpfer Charlotte (geb. Krause) und Reinhold Großmann zusammen mit ihrer Tochter Sonja Großmann die mit ihnen befreundete jüdische Künstlerin Gertrude Sandmann in ihrer gemeinsamen Wohnung in der Onckenstraße 11 und wirkten bis zur Kapitulation der Wehrmacht im Mai 1945 an der weiteren Rettung (u. a. durch Nahrungsmittelversorgung im Folgeversteck – Laubenkolonie in Biesdorf) vor der sicheren Vernichtung mit. | 2015 |
| Reinhold Großmann                   | 28. Juli 1897                                   | 11. April 1975          | Berlin-Treptow                      | Vom 21. November 1942 bis zum Sommer 1944 verbargen die Widerstandskämpfer Charlotte (geb. Krause) und Reinhold Großmann zusammen mit ihrer Tochter Sonja Großmann die mit ihnen befreundete jüdische Künstlerin Gertrude Sandmann in ihrer gemeinsamen Wohnung in der Onckenstraße 11 und wirkten bis zur Kapitulation der Wehrmacht im Mai 1945 an der weiteren Rettung (u. a. durch Nahrungsmittelversorgung im Folgeversteck – Laubenkolonie in Biesdorf) vor der sicheren Vernichtung mit. | 2015 |
| Tony Grossmann                      |                                                 |                         | Gorowo Ilaweckie                    | Tony Grossmann versteckte die Ärztin Ilse Kassel und ihre Tochter Edith auf einem Bauernhof in der Nähe von Landsberg an der Warthe. Vermutlich durch Denunziation flog das Versteck aber auf, Ilse Kassel nahm sich aus Furcht vor der Verhaftung das Leben. Tony Grossmann wurde zu zweieinhalb Jahren Konzentrationslager verurteilt. Sie wurde 1993 mit dem Bundesverdienstkreuz ausgezeichnet. | 1981 |
| Wilma Groyen                        | 22. April 1900                                  | 27. September 1995      | Königswinter                        | Wilma Groyen versteckte ihre jüdische Freundin Martha Steg und deren Sohn Günther von Januar bis März 1945 und brach auch ihre Beziehungen zu anderen jüdischen Bekannten nicht ab. | 2008 |
| Heinrich Grüber                     | 24. Juni 1891                                   | 29. November 1975       | Berlin                              | Heinrich Grüber, einem evangelischen Theologen, und seiner Frau gelang es zwischen 1938 und 1940 wahrscheinlich 1138 zum Christentum konvertierten Juden und deren Ehegatten oder Nachkommen die Ausreise aus Nazideutschland zu ermöglichen. | 1964 |
| Klara Grüger                        | 16. Juli 1912                                   | 8. Mai 1999             | Berlin                              | Klara Grüger versteckte zweieinhalb Jahre lang einen jüdischen Rechtsanwalt in ihrer Wohnung und half anderen Juden und russischen Kriegsgefangenen. | 1986 |
| Marie Grünberg                      | 21. Januar 1903                                 | 27. Oktober 1986        | Berlin                              | Marie Grünberg rettete während der NS-Zeit vier von den Nationalsozialisten verfolgten Menschen das Leben, indem sie sie in ihrer Gartenlaube in Berlin-Blankenburg versteckte und mit Lebensmitteln versorgte. | 1984 |
| Karolina Grünhut                    |                                                 | 1978                    | Bratislava                          | Karolina Grünhut versteckte in Bratislava Chana, Robert und Zalman Grünhut. | 2017 |
| Emma Gumz                           | 1. Dezember 1899                                | 5. Januar 1981          | Berlin                              | Emma Gumz versteckte Ella und Inge Deutschkron in der Wäscherei, die sie mit ihrem Mann betrieb, und versorgte andere Juden mit Lebensmitteln. | 1971 |
| Anna Gutsmann                       | 1899                                            | 1987                    | Berlin                              | Anna Gutsmann versteckte ihren ehemaligen Arbeitgeber Hermann Hersz Kranz, seine Frau Leonore und ihren Sohn Fredy 1943 in ihrer Wohnung und versorgte sie mit Lebensmitteln. Als die Nachbarn von Anna Gutsmann misstrauisch wurden und nach den Mitbewohnern fragten, brachte Anna Gutsmann die Familie Kranz bei Ella und Kurt Neubauer unter, ebenfalls ehemalige Mitarbeiter von Hermann Herz Kranz. | 2010 |
| Heinz Gützlaff                      | 18. August 1905                                 | 25. Mai 1961            | Berlin                              | Gützlaff gab dem jüdischen Orthopäden Kurt Hirschfeldt seine eigene Kennkarte und fügte Hirschfeldts Foto auf den Ausweis ein. | 2017 |
| Maria Haardt                        |                                                 |                         | Kaunas                              | Maria Haardt und ihr Ehemann Herbert Haardt versteckten ab Juli 1944 die jüdische Familie Segal in ihrer Wohnung und retteten so ihr Leben. | 1981 |
| Herbert Haardt                      |                                                 |                         | Kaunas                              | Ehemann von Maria Haardt. | 1981 |
| Erna Härtel                         | 2. Juni 1904                                    |                         | Palmnicken                          | Erna Härtel betrieb in Sorgenau an der Ostseeküste, unweit von Palmnicken (heute Yantarny in Russland) ein Gasthaus. Sie rettete das Leben des polnisch-jüdisches Mädchens Frieda aus Lodz, einer KZ-Insassin, die einem Todesmarsch entkommen war. Frieda blieb vom 31. Januar 1945 bis zum Einzug der Russen am 14. April 1945 in Sorgenau bei Erna Härtel. | 1966 |
| Hedwig Hafner                       |                                                 |                         | Karlsruhe                           | Ehefrau von Otto Hafner. | 1979 |
| Otto Hafner                         | 1. Oktober 1904                                 | 26. Oktober 1986        | Karlsruhe                           | Otto Hafner und seine Frau Hedwig Hafner versteckten neun Monate die nach dem Anschluss Österreichs geflohene, Klara Pereg in ihrer Wohnung, ehe diese zu ihrer Schwester in die Niederlande flüchtete. | 1979 |
| Anna Marie Häfner                   |                                                 |                         | Mannheim                            | Anna Häfner und ihre Tochter Anna Marie Elise Käferle-Häfner unterstützten die ab 1941 in Illegalität lebende Martha Käferle-Süsskind und versteckten sie für sechs Monate in ihrer Wohnung. | 1997 |
| Gertraud Hagemann                   |                                                 |                         | Havelberg                           | Gerhard Hagemann und seine Frau Wally Hagemann lebten mit ihren sechs Kindern und Wallys unverheiratete Schwester Ella Friedlieb in Havelberg, einer kleinen Stadt in der Provinz Brandenburg, rund 100 Kilometer nordwestlich von Berlin. Die Hagemanns und Ella Friedlieb waren gläubige Katholiken, die nach der Machtergreifung der Nazis weiterhin freundschaftliche Beziehungen zu den fünf jüdischen Familien im Ort pflegten. Gerhard Hagemann hatte in Berlin einen guten jüdischen Freund, Jacob Kahane. Als die Deportationen der Juden begannen, versteckte sich Jacob Kahane mit seiner Frau und seinen zwei Kindern zunächst in Berlin. Dann wandte er sich an seinem Freund Gerhard Hagemann in Havelberg, mit der Bitte um Hilfe. Hagemann brachte seinen Freund zum Büro des Bürgermeisters und erklärte dieser sei ein Flüchtling aus Berlin, der zusammen mit seiner Familie einem Luftangriff entkommen sei, bei dem alle ihre Habseligkeiten, einschließlich persönlicher Papiere, durch einen Brand zerstört worden seien. Auf diese Weise erhielt die Familie Kahane offizielle „arische“ Papiere, erhielt Lebensmittelkarten und bekam ein kleines Haus unweit der Hagemanns zugewiesen. Die gesamte Familie Kahane hat, unterstützt durch die Familie Hagemann und Ella Friedlieb, auf diesem Wege den Krieg überlebt. | 1994 |
| Gerhard Hagemann                    |                                                 |                         | Havelberg                           | Gerhard Hagemann und seine Frau Wally Hagemann lebten mit ihren sechs Kindern und Wallys unverheiratete Schwester Ella Friedlieb in Havelberg, einer kleinen Stadt in der Provinz Brandenburg, rund 100 Kilometer nordwestlich von Berlin. Die Hagemanns und Ella Friedlieb waren gläubige Katholiken, die nach der Machtergreifung der Nazis weiterhin freundschaftliche Beziehungen zu den fünf jüdischen Familien im Ort pflegten. Gerhard Hagemann hatte in Berlin einen guten jüdischen Freund, Jacob Kahane. Als die Deportationen der Juden begannen, versteckte sich Jacob Kahane mit seiner Frau und seinen zwei Kindern zunächst in Berlin. Dann wandte er sich an seinem Freund Gerhard Hagemann in Havelberg, mit der Bitte um Hilfe. Hagemann brachte seinen Freund zum Büro des Bürgermeisters und erklärte dieser sei ein Flüchtling aus Berlin, der zusammen mit seiner Familie einem Luftangriff entkommen sei, bei dem alle ihre Habseligkeiten, einschließlich persönlicher Papiere, durch einen Brand zerstört worden seien. Auf diese Weise erhielt die Familie Kahane offizielle „arische“ Papiere, erhielt Lebensmittelkarten und bekam ein kleines Haus unweit der Hagemanns zugewiesen. Die gesamte Familie Kahane hat, unterstützt durch die Familie Hagemann und Ella Friedlieb, auf diesem Wege den Krieg überlebt. | 1994 |
| Maria Hagemann                      |                                                 |                         | Havelberg                           | Gerhard Hagemann und seine Frau Wally Hagemann lebten mit ihren sechs Kindern und Wallys unverheiratete Schwester Ella Friedlieb in Havelberg, einer kleinen Stadt in der Provinz Brandenburg, rund 100 Kilometer nordwestlich von Berlin. Die Hagemanns und Ella Friedlieb waren gläubige Katholiken, die nach der Machtergreifung der Nazis weiterhin freundschaftliche Beziehungen zu den fünf jüdischen Familien im Ort pflegten. Gerhard Hagemann hatte in Berlin einen guten jüdischen Freund, Jacob Kahane. Als die Deportationen der Juden begannen, versteckte sich Jacob Kahane mit seiner Frau und seinen zwei Kindern zunächst in Berlin. Dann wandte er sich an seinem Freund Gerhard Hagemann in Havelberg, mit der Bitte um Hilfe. Hagemann brachte seinen Freund zum Büro des Bürgermeisters und erklärte dieser sei ein Flüchtling aus Berlin, der zusammen mit seiner Familie einem Luftangriff entkommen sei, bei dem alle ihre Habseligkeiten, einschließlich persönlicher Papiere, durch einen Brand zerstört worden seien. Auf diese Weise erhielt die Familie Kahane offizielle „arische“ Papiere, erhielt Lebensmittelkarten und bekam ein kleines Haus unweit der Hagemanns zugewiesen. Die gesamte Familie Kahane hat, unterstützt durch die Familie Hagemann und Ella Friedlieb, auf diesem Wege den Krieg überlebt. | 1994 |
| Monika Hagemann                     |                                                 |                         | Havelberg                           | Gerhard Hagemann und seine Frau Wally Hagemann lebten mit ihren sechs Kindern und Wallys unverheiratete Schwester Ella Friedlieb in Havelberg, einer kleinen Stadt in der Provinz Brandenburg, rund 100 Kilometer nordwestlich von Berlin. Die Hagemanns und Ella Friedlieb waren gläubige Katholiken, die nach der Machtergreifung der Nazis weiterhin freundschaftliche Beziehungen zu den fünf jüdischen Familien im Ort pflegten. Gerhard Hagemann hatte in Berlin einen guten jüdischen Freund, Jacob Kahane. Als die Deportationen der Juden begannen, versteckte sich Jacob Kahane mit seiner Frau und seinen zwei Kindern zunächst in Berlin. Dann wandte er sich an seinem Freund Gerhard Hagemann in Havelberg, mit der Bitte um Hilfe. Hagemann brachte seinen Freund zum Büro des Bürgermeisters und erklärte dieser sei ein Flüchtling aus Berlin, der zusammen mit seiner Familie einem Luftangriff entkommen sei, bei dem alle ihre Habseligkeiten, einschließlich persönlicher Papiere, durch einen Brand zerstört worden seien. Auf diese Weise erhielt die Familie Kahane offizielle „arische“ Papiere, erhielt Lebensmittelkarten und bekam ein kleines Haus unweit der Hagemanns zugewiesen. Die gesamte Familie Kahane hat, unterstützt durch die Familie Hagemann und Ella Friedlieb, auf diesem Wege den Krieg überlebt. | 1994 |
| Wally Hagemann                      |                                                 |                         | Havelberg                           | Gerhard Hagemann und seine Frau Wally Hagemann lebten mit ihren sechs Kindern und Wallys unverheiratete Schwester Ella Friedlieb in Havelberg, einer kleinen Stadt in der Provinz Brandenburg, rund 100 Kilometer nordwestlich von Berlin. Die Hagemanns und Ella Friedlieb waren gläubige Katholiken, die nach der Machtergreifung der Nazis weiterhin freundschaftliche Beziehungen zu den fünf jüdischen Familien im Ort pflegten. Gerhard Hagemann hatte in Berlin einen guten jüdischen Freund, Jacob Kahane. Als die Deportationen der Juden begannen, versteckte sich Jacob Kahane mit seiner Frau und seinen zwei Kindern zunächst in Berlin. Dann wandte er sich an seinem Freund Gerhard Hagemann in Havelberg, mit der Bitte um Hilfe. Hagemann brachte seinen Freund zum Büro des Bürgermeisters und erklärte dieser sei ein Flüchtling aus Berlin, der zusammen mit seiner Familie einem Luftangriff entkommen sei, bei dem alle ihre Habseligkeiten, einschließlich persönlicher Papiere, durch einen Brand zerstört worden seien. Auf diese Weise erhielt die Familie Kahane offizielle „arische“ Papiere, erhielt Lebensmittelkarten und bekam ein kleines Haus unweit der Hagemanns zugewiesen. Die gesamte Familie Kahane hat, unterstützt durch die Familie Hagemann und Ella Friedlieb, auf diesem Wege den Krieg überlebt. | 1994 |
| Anna Hahn                           |                                                 | 3. Februar 1945         | Berlin                              | Anna Hahn versteckte in Berlin den Juden Erich Kessel. | 2018 |
| Wilhelm Hammann                     | 25. Februar 1897                                | 26. Juli 1955           | KZ Buchenwald                       | War als Kommunist Häftling im KZ Buchenwald, wo er „Blockältester“ des „Kinderblock 8“ war, in dem jüdische Kinder einsaßen. Als die Nachricht von der bevorstehenden Deportation der jüdischen Kinder durchsickerte, rettete er 159 Kinder, indem er ihnen den Stern von der Häftlingskleidung entfernte, der sie als jüdische Kinder auswies. | 1984 |
| Georg Hammer                        |                                                 |                         | Mannheim                            | Georg Hammer und seine Tochter Gertrud Hammer spielten eine wichtige Rolle bei der Rettung der jüdischen Familie Herzberg aus Mannheim in den Monaten Februar und März 1945. Der wohlhabende jüdische Textilhändler Karl Herzberg, aus Danzig stammend, lebte bereits seit seiner Kindheit in Mannheim und heiratete hier eine nichtjüdische Frau. Seine Frau trat der jüdischen Gemeinde bei, ebenso wie ihre drei Kinder – ein Sohn und zwei Töchter. Nach den Nürnberger Gesetzen galten die drei Geschwister als Juden (Geltungsjuden), und die Familie Herzberg wurde wie jede andere jüdische Familie im nationalsozialistischen Deutschland verfolgt. Trotzdem trug die Abstammung der Mutter dazu bei, den jüdischen Ehemann und die beiden Töchter – der Sohn hatte es 1938 geschafft, nach Großbritannien auszuwandern – bis sehr spät im Krieg vor der Deportation zu schützen. Im Februar 1945 wurden alle drei von der Gestapo aufgefordert, sich zum Transport ins Konzentrationslager Theresienstadt zu melden. Ab diesem Zeitpunkt trugen Georg Hammer und seine Tochter Gertrud, Wilhelm Bürger sowie Frieda und Mathias Müller dazu bei, die drei Verfolgten zu retten: Herzbergs ehemaliger Geschäftspartner Wilhelm Bürger, der die Familie Herzberg bereits 1944 mit Lebensmittelkarten unterstützt hatte, beschloss – als er merkte, dass die Amerikaner nicht mehr weit entfernt waren – einen vorübergehenden Unterschlupf für die Herzbergs zu finden. Er brachte die Familie zunächst bei Gertrud Hammer und ihrem Vater Georg unter. Obwohl diese die Herzbergs nicht kannten, waren sowohl Tochter als auch Vater bereit, der verfolgten Familie vorübergehend Zuflucht in ihrem Haus in der nahe gelegenen Stadt Schönau (heute Stadtteil von Mannheim) zu geben. Da die Doppelhaushälfte der Hammers hellhörig war, die 16-jährige Doris Herzberg an einer Lungenentzündung erkrankte und es zu ständigen Luftangriffen auf Mannheim kam, fand Wilhelm Bürger später einen geeigneteren Unterschlupf in Ziegelhausen nahe Heidelberg bei Frieda Müller und ihrem Ehemann Mathias. Hier endet am 1. April 1945, als die Amerikaner in Ziegelhausen einmarschierten, die Verfolgung der Familie Herzberg. | 1978 |
| Gertrud Hammer                      |                                                 |                         | Mannheim                            | Georg Hammer und seine Tochter Gertrud Hammer spielten eine wichtige Rolle bei der Rettung der jüdischen Familie Herzberg aus Mannheim in den Monaten Februar und März 1945. Der wohlhabende jüdische Textilhändler Karl Herzberg, aus Danzig stammend, lebte bereits seit seiner Kindheit in Mannheim und heiratete hier eine nichtjüdische Frau. Seine Frau trat der jüdischen Gemeinde bei, ebenso wie ihre drei Kinder – ein Sohn und zwei Töchter. Nach den Nürnberger Gesetzen galten die drei Geschwister als Juden (Geltungsjuden), und die Familie Herzberg wurde wie jede andere jüdische Familie im nationalsozialistischen Deutschland verfolgt. Trotzdem trug die Abstammung der Mutter dazu bei, den jüdischen Ehemann und die beiden Töchter – der Sohn hatte es 1938 geschafft, nach Großbritannien auszuwandern – bis sehr spät im Krieg vor der Deportation zu schützen. Im Februar 1945 wurden alle drei von der Gestapo aufgefordert, sich zum Transport ins Konzentrationslager Theresienstadt zu melden. Ab diesem Zeitpunkt trugen Georg Hammer und seine Tochter Gertrud, Wilhelm Bürger sowie Frieda und Mathias Müller dazu bei, die drei Verfolgten zu retten: Herzbergs ehemaliger Geschäftspartner Wilhelm Bürger, der die Familie Herzberg bereits 1944 mit Lebensmittelkarten unterstützt hatte, beschloss – als er merkte, dass die Amerikaner nicht mehr weit entfernt waren – einen vorübergehenden Unterschlupf für die Herzbergs zu finden. Er brachte die Familie zunächst bei Gertrud Hammer und ihrem Vater Georg unter. Obwohl diese die Herzbergs nicht kannten, waren sowohl Tochter als auch Vater bereit, der verfolgten Familie vorübergehend Zuflucht in ihrem Haus in der nahe gelegenen Stadt Schönau (heute Stadtteil von Mannheim) zu geben. Da die Doppelhaushälfte der Hammers hellhörig war, die 16-jährige Doris Herzberg an einer Lungenentzündung erkrankte und es zu ständigen Luftangriffen auf Mannheim kam, fand Wilhelm Bürger später einen geeigneteren Unterschlupf in Ziegelhausen nahe Heidelberg bei Frieda Müller und ihrem Ehemann Mathias. Hier endet am 1. April 1945, als die Amerikaner in Ziegelhausen einmarschierten, die Verfolgung der Familie Herzberg. | 1978 |
| Carola Hammer-Mueller               | 30. Januar 1901                                 | 29. November 1979       | Berlin                              | Carola Hammer (später Müller) war eine enge Freundin des jüdischen Paares Louis Hagen und Victoria Hagen. Carola Hammer versorgte ihre Freunde, die zeitweise keine Existenzgrundlage hatten, bis zu deren Auswanderung mit Lebensmitteln. Trotz aller Vorsichtsmaßnahmen erfuhr die Gestapo von ihrer Verbindung mit dem Ehepaar Hagen und hielt Carola Hammer sieben Tage lang im berüchtigten Gestapo-Gefängnis Prinz-Albrecht-Straße fest. | 1979 |
| Albert Harder                       |                                                 | 31. Mai 1945            | Palmnicken                          | Versteckte gemeinsam mit seiner Frau Loni von Januar 1945 bis zum Kriegsende im April drei jüdische Frauen, die von einem Todesmarsch geflohen waren, in seinem Haus und versorgte sie mit Essen und medizinischer Hilfe. | 1966 |
| Loni Harder                         |                                                 |                         | Palmnicken                          | Versteckte gemeinsam mit ihrem Mann Albert von Januar 1945 bis zum Kriegsende im April drei jüdische Frauen, die von einem Todesmarsch geflohen waren, in ihrem Haus und versorgte sie mit Essen und medizinischer Hilfe. | 1966 |
| Anne-Liese Harich                   | 21. November 1898                               | 1975                    | Berlin                              | Versteckte ab Frühjahr 1943 den untergetauchten Konrad Latte in ihrem Haus und versorgte ihn mit Nahrung und Kleidung. | 2002 |
| Hans Hartmann                       | 1896                                            | 1951                    | Lemberg, KZ Janowska                | Auf die Bitte einer Frau, deren Mann und Sohn in das KZ Janowska verschleppt worden waren, kümmerte sich Hartmann um deren Befreiung. Nachdem Versuche, den Lagerkommandanten von einer Freilassung zu überzeugen, gescheitert waren, fuhr Hartmann persönlich zum Lager, holte die beiden Gefangenen heraus und beschaffte ihnen und ihren Angehörigen Dokumente, die deren Überleben sicherten. Zur Strafe wurde Hartmann wenig später nach Afrika versetzt. | 1963 |
| Liselotte Hassenstein               | 1905                                            | 2004                    | Brody                               | Das deutsche Ehepaar Liselotte und Otto Hassenstein, er Förster von Beruf, lebte ab 1941 in Brody. Die Hassensteins waren Nazigegner, und Otto Hassenstein tat sein Bestes, um Juden zu schützen, die zur Zwangsarbeit in die Wälder geschickt wurden. Liselotte Hassenstein versteckte – ohne Wissen ihres Mannes – außerdem die Jüdin Liza (Libshe) Hecht und ihr Kind mehrere Wochen lang in ihrem Haus. Als Liselotte denunziert wurde, führte ihr Mann die Sicherheitspolizei unwissentlich zu seinem Haus, wo sie die Flüchtlinge auf dem Dachboden versteckt fanden. Mutter und Kind wurden nach Belzec geschickt, wo beide ermordet wurden. Liselotte wurde verhaftet, vor ein Sondergericht gebracht und wegen Judenbegünstigung zum Tode verurteilt. Aufgrund ihres schlechten Gesundheitszustands, der sich während ihrer Haft in der Todeszelle weiter verschlechterte, wurde Liselottes Haftstrafe später in Gefängnis und Zwangsarbeit umgewandelt. | 2006 |
| Käthe Hauschild                     | 19. April 1915                                  | 23. Juni 1992           | Meiningen                           | Unterstützte die dreiköpfige jüdische Familie Frühauf von 1938 bis 1943 mit Lebensmittelpaketen, zudem versteckte sie den Vater der Familie mehrmals vor der Gestapo. Vater und Sohn Frühauf wurden schließlich nach Auschwitz deportiert und ermordet, nur die Tochter überlebte den Krieg. | 1983 |
| Robert Havemann                     | 11. März 1910                                   | 9. April 1982           | Berlin                              | Georg Groscurth und Robert Havemann gründeten zusammen mit dem Architekten Herbert Richter und dem Zahnarzt Paul Rentsch die Untergrundgruppe „Die Europäische Union“, die zeitweise mehr als fünfzig deutsche Mitglieder hatte. Diese Gruppe bildete ein Kommunikations- und Informationsnetzwerk mit ausländischen Zwangsarbeitern und Kriegsgefangenen im Raum Berlin und versuchte, sich auf die Zeit nach dem Sturz des NS-Regimes vorzubereiten. Gleichzeitig versteckte sie Juden, die der Deportation entkommen waren, versorgte sie mit Lebensmitteln und besorgte falsche Ausweisdokumente. | 2005 |
| Fritz Heine                         | 6. Dezember 1904                                | 5. Mai 2002             | Marseille                           | Fritz Heine organisierte in Marseille im Auftrag des Exil-Parteivorstandes der SPD (SOPADE) und in Zusammenarbeit mit Varian Fry die Rettung mehrerer hundert deutsch-jüdischer Flüchtlinge. | 1986 |
| Heinrich Heinen                     | 14. Mai 1920                                    | 1942                    | Riga                                | Heinrich Heinen aus Köln suchte Anfang 1942 seine jüdische Lebensgefährtin Edith Meyer, die im Dezember 1941 verhaftet und ins Ghetto in Riga deportiert worden war. Er fand sie dort unter 16.000 anderen hierher deportierten Juden. Beide flohen über Königsberg und Berlin nach Solingen und wurden hier für einige Zeit von ihren Freunden Helene und Paul Krebs versteckt. Von dort wollte das Paar weiter in die Schweiz fliehen, wurde jedoch in Feldkirch, kurz vor der Schweizer Grenze gefasst. Edith Meyer wurde von dort über Innsbruck nach Auschwitz deportiert und ermordet. Heinrich Heinen, der in Feldkirch auf seinen Gerichtsprozess wartete, konnte aus dem Gefängnis fliehen, wurde aber wenige Kilometer von Feldkirch entfernt von der Polizei erschossen. | 2013 |
| Josef Heinen                        | 9. Nov 1898                                     | 23. Dez 1989            | Ahrweiler, Liers                    | Versteckte von 1942 bis 1945 die jüdische Familie Sonnenfeld in seinem Wochenendhaus. | 1969 |
| Emil Heinzmann                      |                                                 |                         | Lorsbach                            | Versteckte gemeinsam mit seiner Frau Paula ab April 1944 ein Jahr lang ein zwölfjähriges Mädchen, das gemäß den Nürnberger Gesetzen als „jüdischer Mischling“ galt. | 2002 |
| Paula Heinzmann                     |                                                 |                         | Lorsbach                            | Versteckte gemeinsam mit ihrem Mann Emil ab April 1944 ein Jahr lang ein zwölfjähriges Mädchen, das gemäß den Nürnberger Gesetzen als „jüdischer Mischling“ galt. | 2002 |
| Heinrich Held                       | 25. September 1897                              | 19. September 1957      | Essen                               | Heinrich Held rettete gemeinsam mit Gustav Heinemann und den Pfarrern Friedrich Graeber und Johannes Böttcher 50 bis 60 Juden, die sich in den Kellern ausgebombter Essener Häuser noch bis Ende des Krieges versteckt hatten, das Leben, indem er ihnen die überlebensnotwendigen Lebensmittel brachte. Die dafür notwendigen Lebensmittelmarken waren von den drei Pfarrern gesammelt und von Mitgliedern der Bekennenden Kirche, die aus Solidarität mit den verfolgten Juden Hunger in Kauf nahmen, „für bedürftige Gemeindeglieder“ gespendet worden. | 2003 |
| Margarethe von Helldorff            | 1876                                            | 1948                    | Pulsnitz                            | Margarethe von Helldorf versteckte in Pulsnitz die Jüdin Eva Büttner. | 2015 |
| Lieselotte Hellenbrandt             |                                                 |                         | Ghetto Piotrków Trybunalski         | Werner Hellenbrandt versorgte – unterstützt von seiner Frau Lieselotte Hellenbrandt – Kranke im Ghetto Piotrków Trybunalski mit Medikamenten. Das dort lebende jüdische Ehepaar Chwat warnte Werner Hellenbrandt mehrfach vor drohenden Deportationen; bei einer bereits erfolgten Verhaftung erreichte er die Freilassung der beiden Mediziner. Um sie vor zukünftigen Deportationen zu schützen, arrangierte er für sie Arbeit in einer Glashütte. | 1979 |
| Werner Hellenbrandt                 |                                                 |                         | Ghetto Piotrków Trybunalski         | Werner Hellenbrandt versorgte – unterstützt von seiner Frau Lieselotte Hellenbrandt – Kranke im Ghetto Piotrków Trybunalski mit Medikamenten. Das dort lebende jüdische Ehepaar Chwat warnte Werner Hellenbrandt mehrfach vor drohenden Deportationen; bei einer bereits erfolgten Verhaftung erreichte er die Freilassung der beiden Mediziner. Um sie vor zukünftigen Deportationen zu schützen, arrangierte er für sie Arbeit in einer Glashütte. | 1979 |
| Donata Helmrich                     | 27. August 1900                                 | 10. April 1986          | Berlin                              | Donata Helmrich, die Frau von Eberhard Helmrich, einen Berliner Landwirtschaftsexperten, war Mutter von vier Kindern. Sie unterstützte jüdische Freunden und Bekannte, indem sie diese versteckte oder gefälschte Papiere besorgte, und tarnte in Berlin jüdische Ukrainerinnen als Hausmädchen und vermittelte diese in der Nachbarschaft. | 1986 |
| Eberhard Helmrich                   | 24. August 1899                                 | 1969                    | Drohobycz                           | Eberhard Helmrich, ein Wehrmachtsoffizier aus Hamburg, versorgte im besetzten Galizien u. a. jüdische Krankenhauspatienten mit Nahrung und rettete zusammen mit seiner Frau Donata Helmrichzahlreichen jüdischen Frauen das Leben, indem er gefälschte Papiere zur Verfügung stellte und sie zur Arbeit nach Deutschland schickte, angeblich als ukrainische Dienstmädchen. | 1965 |
| Marie Luise Hensel                  | 8. August 1894                                  | 30. August 1942         | Bodensee bei Überlingen             | Marie Luise Hensel (geb. Flothmann) lebte in Marburg und versuchte im August 1942 den jüdischen Anwalt Herman Reis mit seiner Frau und seiner Tochter über die deutsch-schweizerische Grenze in der Nähe des Bodensees zu schmuggeln. Beim Auskundschaften eines Fluchtweges wurde sie denunziert und verhaftet. Sie beging im Konstanzer Gefängnis nach dreitägiger Befragung Selbstmord. | 1972 |
| Franz Herda                         | 9. September 1887                               | 1. Dezember 1965        | München                             | Franz Herda, ein Professor aus München, hatte 1937 die Jüdin Albertine Gimpel kennengelernt. Als die Deportationen der Juden im November 1941 begannen, versprach Herda Gimpel, ihr in Zeiten der Not zu helfen. Ein Versprechen, das er im Mai 1943 einlöste, als die Deportation von Albertine Gimpel unmittelbar bevorstand. Franz Herda verschaffte ihr zunächst einen Unterschlupf bei Eduard Winkler, einem Bekannten in München. Später versteckte er sie in seinem Atelier, wo sie bis Mai 1944 bleiben konnte. Anschließend brachte er sie bis September 1944 bei seiner Tochter Vera Manthey in Umrathshausen unter. Die restliche Zeit bis zur Befreiung organisierte er für sie ein Versteck bei dem Schriftsteller Friedrich Reck-Malleczewen und seiner Frau Irmgard in Poing bei Traunstein. Franz Herda und seine Tochter Vera Manthey halfen auch anderen verfolgten Juden, darunter Max Bachmann und Richard Marx. | 2014 |
| Herbert Herden                      | 8. Januar 1915                                  | 11. Februar 2009        | Krakau                              | Herbert Herden arbeitete während des Zweiten Weltkriegs in Krakau im Nachrichtendienst der Polizei. Seine Stellung nutzte er um Kontakte zu Widerstandsgruppen zu knüpfen und um jüdischen Familien zur Flucht vor der Verfolgung durch die Nationalsozialisten zu verhelfen. Einige Flüchtlinge versteckte er zeitweilig in seiner eigenen Wohnung. | 2004 |
| Eva Hermann                         | 24. Mai 1900                                    | 31. Juli 1997           | Mannheim                            | Eva Hermann und ihr Mann versteckten das Ehepaar Hilde und Fritz Rosenthal aus Berlin und unterstützten nach Südfrankreich deportierte Juden aus Mannheim finanziell. | 1976 |
| Carl Hermann                        | 17. Juni 1898                                   | 12. September 1961      | Mannheim                            | Carl Hermann und seine Frau Eva versteckten Hilde und Fritz Rosenthal aus Berlin und unterstützten nach Südfrankreich deportierte Juden aus Mannheim finanziell. | 1976 |
| Otto Herrmann                       | 29. Mai 1903                                    | 1969                    | Niederorschel, KZ Buchenwald        | Als Kapo des KZ-Außenlagers Niederorschel verbesserte er im Auftrag des illegalen Lagerkomitees die Haftbedingungen der Insassen. Unter dem Vorwand, die Häftlinge leisteten kriegswichtige Arbeit, sicherte er 97 % der Insassen – die meisten von ihnen Juden – das Überleben. | 2004 |
| Fritz Herrschaft                    |                                                 |                         |                                     | [ 194 ] | 2021 |
| Martha Heuer                        | 1925                                            | 2004                    | Warschau                            | Martha Heuer (geb. Palme) und ihre Mutter Melida Palme versteckten die Jüdin Maria Abramska, deren Ehemann und die fünf weiteren Familienangehörigen Fela und Heniek Schwarzfuchs sowie Renia, Jacob und Alina Goldspiegel von Mitte 1943 bis August 1944 in ihrer leerstehenden Wohnung in Warschau. | 1975 |
| Albert Heuer                        |                                                 |                         | Hemmingen                           | Dorle und Albert Heuer sowie Gertrud Kochanowski hatten von 1942 bis 1945 die Jüdin Margot Bloch versteckt bei sich untergebracht. | 1976 |
| Dorle Heuer                         |                                                 |                         | Hemmingen                           | Ehefrau von Albert Heuer. | 1976 |
| Helene Hesseler-Höffner             |                                                 |                         | Horhausen                           | Helene Hesseler geb. Höffner, Schwester von Joseph Kardinal Höffner, brachte in ihrem Elternhaus in Horhausen/Westerwald auf Bitten ihres Bruders 1943 für sechs Monate die Jüdin Edith Nowak und ihren Mann unter. | 2003 |
| Clara Hinz                          | 1889                                            |                         | Berlin                              | Clara Hinz und ihr Mann Hermann Hinz unterstützten ab 1941 ihre jüdischen Nachbarn Emil Stargardter und seine Frau Gertrud, indem sie ihnen Essen gaben und sich um Gertrud Stargardter nach einer Operation kümmerten. Ab 1943 konnte sich das in Illegalität lebende Ehepaar Stargardter zeitweise in der Gartenhütte des Ehepaares Hinz in einer Laubenkolonie verstecken. | 2013 |
| Hermann Hinz                        |                                                 |                         | Berlin                              | Clara Hinz und ihr Mann Hermann Hinz unterstützten ab 1941 ihre jüdischen Nachbarn Emil Stargardter und seine Frau Gertrud, indem sie ihnen Essen gaben und sich um Gertrud Stargardter nach einer Operation kümmerten. Ab 1943 konnte sich das in Illegalität lebende Ehepaar Stargardter zeitweise in der Gartenhütte des Ehepaares Hinz in einer Laubenkolonie verstecken. | 2013 |
| Edith Hirschfeldt-Berlow            | 16. Januar 1903                                 | 9. August 1995          | Berlin                              | Edith Berlow versteckte den jüdischen Arzt Kurt Hirschfeldt, in den sie sich 1936 verliebt hatte, ab 1941 bis zum Kriegsende in ihrem Haus. Auch Walter Frankenstein, der Cousin von Kurt Hirschfeldt, verdankte Edith Berlow sein Leben. Sie fand für ihn ein anderes Versteck bei einem Nazigegner. Außerdem konnte sich das jüdische Ehepaar Marlis und Michael Michailowitz sechs Monate bei Edith Berlow verstecken. Edith Berlow und Kurt Hirschfeldt heirateten nach dem Krieg und wanderten in die Vereinigten Staaten aus. | 1992 |
| Elise Höfler                        | 1912                                            | 1991                    | Gottmadingen                        | Elise Höfler verhalf zusammen mit ihrem Mann Josef und Luise Meier etwa 28 Juden zur Flucht in die Schweiz. | 2001 |
| Josef Höfler                        | 25. September 1911                              | 1. Januar 1991          | Gottmadingen                        | Zusammen mit Luise Meier und seiner Frau Elise brachte er etwa 28 Juden über die Grenze in die Schweiz | 2001 |
| Otto Hörner                         | 28. Februar 1884                                | 20. Januar 1945         | Ettlingen                           | Otto Hörner versteckte in seiner Gartenhütte in Ettlingen über einen Zeitraum von zweieinhalb Jahren mehrere Juden: Adolf Loebl, dessen Frau Sofie und die beiden Töchter Ellen und Hannelore sowie zwei jüdische Jungen, Jakob und Paul Schauder, die aus einem Kinderhaus in Berlin fliehen konnten. In den letzten Kriegsmonaten erhielt auch die Schauspielerin Goldine Zweifel ein Versteck in der Hütte und entkam so der Deportation nach Theresienstadt. | 2002 |
| Margarete Hoffer                    | 31. Juli 1906                                   | 17. März 1991           | Stuttgart-Degerloch                 | Pfarrer Kurt Müller (s. v.) versteckte im reformierten Pfarrhaus von Degerloch im Rahmen der Untergrundorganisation Württembergische Pfarrhauskette und in Zusammenarbeit mit der Vikarin Margarete Hoffer (Schwenningen) und der Gemeindehelferin Elisabeth Braun (Gerstetten) mehrere jüdische Personen vor dem Zugriff der nationalsozialistischen Staatsgewalt. | 2012 |
| Elly Hoffmann-Gerstenberger         |                                                 |                         | Weimar                              | Versteckte etwa eineinhalb Jahre lang – bis zur Entdeckung durch die Gestapo aufgrund einer Denunziation im Herbst 1944 – zwei Kinder in ihrem Gartenhaus. | 1984 |
| Joseph Höffner                      | 24. Dezember 1906                               | 16. Oktober 1987        | Köln                                | Joseph Kardinal Höffner (Erzbischof von Köln 1969 bis 1987) versteckte 1943 in seiner Zeit als Pfarrer in Kail das siebenjährige Mädchen Esther Sara Meyerowitz unter dem Namen „Christa Koch“ in seinem Pfarrhaus vor dem Regime. | 2003 |
| Fritz Hohmann                       | 11. Dezember 1907                               |                         | Tallinn                             | Fritz Hohmann und seine Ehefrau Rosa Hohmann versorgten in Reval (heute Tallinn) zahlreiche deutsch-jüdische Zwangsarbeiterinnen, die unter strenger Bewachung in einem alten Gefängnisgebäude untergebracht waren, mit Lebensmitteln und halfen den Deportierten, ihre Freunde und Verwandten zu kontaktieren. | 2000 |
| Rosa Hohmann                        | 5. November 1912                                |                         | Tallinn                             | Fritz Hohmann und seine Ehefrau Rosa Hohmann versorgten in Reval (heute Tallinn) zahlreiche deutsch-jüdische Zwangsarbeiterinnen, die unter strenger Bewachung in einem alten Gefängnisgebäude untergebracht waren, mit Lebensmitteln und halfen den Deportierten, ihre Freunde und Verwandten zu kontaktieren. | 2000 |
| Lisa Holländer                      | 24. Dezember 1890                               | 22. April 1986          | Berlin                              | Lisa Holländer versteckte mehrere Monate lang Ella Deutschkron und deren Tochter Inge in ihrer Wohnung. Nach der Zerstörung ihres Hauses durch alliierte Luftangriffe versorgte sie die beiden Frauen in anderen Verstecken weiterhin mit Nahrungsmitteln. | 1971 |
| Alfred Holschke                     | 1891                                            | 1958                    | Naundorf über Oschatz               | Alfred Holschke, ein Angestellter des Herrenhauses Naundorf bei Oschatz, und seine Kinder Ursula Holschke und Walter Holschke versteckten im April 1945 sechs Überlebende des Konzentrationslagers Auschwitz, die einem Todesmarsch entkommen konnten, darunter die aus Neuwied stammende Jüdin Hanna Levy. | 1998 |
| Ursula Holschke                     | 1926                                            |                         | Naundorf über Oschatz               | Alfred Holschke, ein Angestellter des Herrenhauses Naundorf bei Oschatz, und seine Kinder Ursula Holschke und Walter Holschke versteckten im April 1945 sechs Überlebende des Konzentrationslagers Auschwitz, die einem Todesmarsch entkommen konnten, darunter die aus Neuwied stammende Jüdin Hanna Levy. | 1998 |
| Walter Holschke                     | 1929                                            |                         | Naundorf über Oschatz               | Alfred Holschke, ein Angestellter des Herrenhauses Naundorf bei Oschatz, und seine Kinder Ursula Holschke und Walter Holschke versteckten im April 1945 sechs Überlebende des Konzentrationslagers Auschwitz, die einem Todesmarsch entkommen konnten, darunter die aus Neuwied stammende Jüdin Hanna Levy. | 1998 |
| Helene Holzman                      | 30. August 1891                                 | 25. August 1968         | Kaunas                              | Helene Holzman, eine Malerin deutscher Abstammung, kümmerte sich während der gesamten Besatzungszeit um verfolgte Juden und ein großer Teil ihres bescheidenen Einkommens flossen in den Einkauf von Lebensmitteln für die Bewohner des Ghettos in Kaunas. Auch gelang es ihr und einer Gruppe befreundeter Frauen einige gefährdete Kinder aus dem Ghetto Kaunas zu retten. | 2005 |
| Wilhelm Hosenfeld                   | 2. Mai 1895                                     | 13. August 1952         | Warschau                            | Die Ernennung des ehemaligen Wehrmachtoffiziers erfolgte auf Antrag von Władysław Szpilman aus dem Jahr 1998 und nach jahrelangen Bemühungen seines Sohnes Andrzej Szpilman. Hauptmann Hosenfeld half dem polnisch-jüdischen Pianisten Władysław Szpilman mit Nahrung und Kleidung, als sich dieser im besetzten Polen in den Wintermonaten versteckt hielt. | 2008 |
| Friedrich Hübner                    | 17. September 1887                              | 13. Januar 1958         | Groß Schönebeck                     | Friedrich Hübner und Helene Hübner versteckten ab 1942 in Groß Schönebeck zunächst die Jüdin Henriette Mandelkern, später auch ihren Ehemann Moritz, der bis dahin vom Ehepaar Bruno und Anna Schwartze (s. d.) versteckt wurde. | 2018 |
| Helene Hübner                       | 8. April 1902                                   | 20. November 1987       | Groß Schönebeck                     | Friedrich Hübner und Helene Hübner versteckten ab 1942 in Groß Schönebeck zunächst die Jüdin Henriette Mandelkern, später auch ihren Ehemann Moritz, der bis dahin vom Ehepaar Bruno und Anna Schwartze (s. d.) versteckt wurde. | 2018 |
| Paula Hülle                         |                                                 |                         | Berlin-Friedrichshain               | Hülle versorgte mehrere Familien mit Lebensmitteln und Geld, außerdem bestach sie einen NSDAP-Ortsgruppenleiter, damit dieser die Familien vor Razzien warnte. Als eine der Familien deportiert werden sollte, bot Hülle ihr an, sie zu verstecken; die Familie lehnte jedoch ab und wurde nach Theresienstadt gebracht. Auch dort versorgte Hülle sie weiterhin mit Lebensmittelpaketen. Ab Ende 1943 versteckte Paula Hülle eine der Familien für mehrere Monate auf einem Gutshof außerhalb Berlins. | 1971 |
| Stephanie Hüllenhagen               | 17. Dezember 1893                               | 15. Januar 1967         | Berlin                              | Stefanie Hüllenhagen nahm im Januar 1943 die von Deportation bedrohte Helene Leroi in ihre Einzimmerwohnung auf. Dort versteckte sich Helene Leroi mit kurzen Unterbrechungen bis Mai 1945. | 2001 |
| Josephine Hünerfeld                 |                                                 |                         | Leipzig                             | Georg Jünemann und seine Tochter Josephine Hünerfeld, beides gläubige Katholiken und Nazigegner, versteckten 1942 Walter Albert Leopold, seine Frau Hilda und ihre fünfjährige Tochter Anneliese, zwei Mal für fünf Wochen. Die jüdische Familie war, um der Deportation ins KZ Theresienstadt zu entgehen, in den Untergrund gegangen und erhielt Hilfe von insgesamt 12 Menschen. | 2005 |
| Kreszentia Hummel                   | 22. Februar 1907                                | 21. August 2002         | Arberg                              | Gab Charlotte Knobloch als ihr eigenes, uneheliches Kind aus. | 2015 |
| Erika Hutsch                        | 1912                                            | 31. Januar 1986         | Lwiw                                | Erika Hutsch rettete die Jüdin Golda (Olga) Stavskaya und ihren Sohn Michail. Sie versteckte beide in ihrer Wohnung und versorgte sie mit Lebensmitteln. | 2012 |
| Frieda Impekoven                    | 1880                                            | 1965                    | Frankfurt                           | Frieda Impekoven (geb. Kobler), ihr Ehemann Toni Impekoven, ein Schauspieler, Schriftsteller und künstlerischer Leiter des Frankfurter Schauspielhauses, und ihre Tochter Niddy, eine gefeierte Tänzerin, waren ausgesprochene Gegner des nationalsozialistischen Regimes und seiner rassistischen Verfolgung der Juden. 1943 versorgte Frieda Impekoven eine ältere jüdische Witwe, Frau Wöffler, mehrfach mit Lebensmitteln und ließ Margarete Knewitz, die deportiert werden sollte, in ihrer leerstehenden Wohnung wohnen und versorgte sie mit Lebensmitteln. | 1966 |
| Františka Jachanová                 | 31. Oktober 1891                                | 23. Dezember 1979       | Bratislava                          | Františka Jachanová und ihre Schwester Anna Weissová versteckten in Bratislava Anna Eisler und Kurt Eisler. | 2015 |
| Helene Jacobs                       | 25. Februar 1906                                | 23. August 1993         | Berlin                              | Helene Jacobs war ein Mitglied der Bekennenden Kirche. Sie gehörte zu einer Gruppe um den Juristen Franz Herbert Kaufmann, die ab 1940 halfen, dass jüdische Verfolgte untertauchen und das Land verlassen konnten. Jacobs versteckte einige Menschen in ihrer Wohnung, bis sie 1943 denunziert und zu Zuchthaus verurteilt wurde. | 1968 |
| Frieda Jagusch                      | 1901                                            | 7. August 1995          | Berlin                              | Frieda Jagusch versteckte in Berlin Ruth Rühmann. | 2016 |
| Julius von Jan                      | 17. April 1897                                  | 21. September 1964      | Oberlenningen                       | Julius von Jan war ein evangelischer Pfarrer und Widerstandskämpfer gegen den Nationalsozialismus. Er gehörte wegen seiner aktiven Teilnahme als Vertrauensmann der Bekennenden Kirche und seiner offen in der Predigt zum Buß- und Bettag in Oberlenningen am 16. November 1938 formulierten Verurteilung der Novemberpogrome zu den wenigen Vertretern des christlichen Widerstands gegen die antisemitische Politik der Nationalsozialisten. | 2018 |
| Wilhelm Jannasch                    | 8. April 1888                                   | 6. Juni 1966            | Berlin                              | Wilhelm Jannasch war ein evangelisch-lutherischer Pastor der Bekennenden Kirche. Ab 1935 in Berlin tätig, waren Wilhelm und Elisabeth Jannasch in Rettungsnetzwerke zur Unterstützung von verfolgten Juden eingebunden. Sie wurden insbesondere für die Rettung der Familie Krakauer geehrt. | 2020 |
| Elisabeth Jannasch                  | 26. Juni 1890                                   | 6. Juni 1970            | Berlin                              | Elisabeth Jannasch, geb. Heuer war die Ehefrau des evangelischen Pastors Wilhelm Jannasch. Seit 1935 in Berlin, waren Wilhelm und Elisabeth Jannasch in Rettungsnetzwerke zur Unterstützung von verfolgten Juden eingebunden. Sie wurden insbesondere für die Rettung der Familie Krakauer geehrt. | 2020 |
| Ida Jauch                           | 16. Oktober 1886                                | 9. September 1944       | Berlin                              | Ida Jauch versteckte von 1943 bis Kriegsende zusammen mit Emma Harndt und Maria Schönebeck den jungen Juden und späteren Showmaster und Regisseur Hans Rosenthal in einer Berliner Kleingartenanlage. | 2011 |
| Otto Jogmin                         | 1894                                            | 2. Juni 1989            | Berlin                              | Otto Jogmin, Hausmeister eines sog. „Judenhauses“ in der Wielandstraße in Berlin, in dem jüdische Familien kaserniert wurden, schaffte Fluchtwege, unterstützte und versteckte von Deportation bedrohte Menschen und brachte sie an sichere Orte außerhalb der Stadt. | 2011 |
| Michael Jovy                        | 9. März 1920                                    | 19. Januar 1984         | Köln                                | Michael Jovy, Sohn des parteilosen Oberbürgermeisters von Gladbeck gleichen Namens, war zur Zeit des Nationalsozialismus Mitglied einer oppositionellen Jungenschaftsgruppe im Rheinland und hatte Kontakt zu den sogenannten Edelweißpiraten. Zusammen mit Jean Jülich und Bartholomäus Schink schützte er gegen Ende des Krieges eine jüdische Frau und ihre Tochter, Friedel und Ruth Krämer, und einen jungen Mann gemischter jüdischer Herkunft, Paul Urbat aus Köln-Bickendorf, in einem Keller in der Schönsteinstraße. | 1982 |
| Jean Jülich                         | 18. April 1929                                  | 19. Oktober 2011        | Köln                                | Jean Jülich schützte zusammen mit Michael Jovy und Bartholomäus Schink gegen Ende des Krieges eine jüdische Frau und ihre Tochter, Friedel und Ruth Krämer, und einen jungen Mann gemischter jüdischer Herkunft, Paul Urbat aus Köln-Bickendorf, in einem Keller in der Schönsteinstraße. | 1982 |
| Georg Jünemann                      | 4. August 1876                                  |                         | Leipzig                             | Georg Jünemann und seine Tochter Josephine Hünerfeld, beides gläubige Katholiken und Nazigegner, versteckten 1942 Walter Albert Leopold, seine Frau Hilda und ihre fünfjährige Tochter Anneliese, zwei Mal für fünf Wochen. Die jüdische Familie war, um der Deportation ins KZ Theresienstadt zu entgehen, in den Untergrund gegangen und erhielt Hilfe von insgesamt 12 Menschen. | 2005 |
| Anna Käferle-Hafner                 | 15. März 1920                                   |                         | Mannheim                            | Anna Käferle-Hafner und ihre Mutter Anna Hafner unterstützten die ab 1941 in Illegalität lebende Martha Käferle-Süsskind und versteckten sie für sechs Monate in ihrer Wohnung. | 1997 |
| Fritz Kahl                          | 7. Dezember 1895                                | 1974                    | Frankfurt                           | Fritz Kahl, ein Arzt in Frankfurt und seine Frau Margarete Kahl behandelten Trotz Verbots bis Frühjahr 1945 jüdische Patienten, die untergetaucht waren und versorgten ihre jüdischen Patienten mit Lebensmitteln. 1942 unterstützten sie den aus dem KZ Majdanek geflohenen Juden Robert Eisenstädt und halfen ihm und seiner schwangeren Verlobten Eva Müller am 21. Februar 1943 mit gefälschten Pässen zur Flucht in die Schweiz. | 2006 |
| Margarete Kahl                      | 15. November 1896                               | 1958                    | Frankfurt                           | Fritz Kahl, ein Arzt in Frankfurt und seine Frau Margarete Kahl behandelten Trotz Verbots bis Frühjahr 1945 jüdische Patienten, die untergetaucht waren und versorgten ihre jüdischen Patienten mit Lebensmitteln. 1942 unterstützten sie den aus dem KZ Majdanek geflohenen Juden Robert Eisenstädt und halfen ihm und seiner schwangeren Verlobten Eva Müller am 21. Februar 1943 mit gefälschten Pässen zur Flucht in die Schweiz. | 2006 |
| Meta Kamp-Steinmann                 | 1907                                            | 1999                    | Essen                               | Marianne Ellenbogen, die letzte Überlebende der jüdischen Familie Ellenbogen, wurde seit August 1943 von mehreren Mitgliedern der Widerstandsgruppe Bund um Artur Jacobs versteckt. Eine dieser Mitglieder war Meta Kamp-Steinmann, die Marianne Ellenbogen von Sommer 1944 bis Februar 1945 aufnahm. | 2004 |
| Maria Karnop                        | 1876                                            |                         | Berlin                              | Maria Karnop und ihr Sohn Helmut Karnop waren ausgesprochene Gegner des Nationalsozialismus. Nach Hitlers Machtantritt boten die Karnops vom Regime verfolgten Juden mehrfach Hilfe und Zuflucht in ihrem Haus in Berlin-Prenzlauer Berg an und versorgten sie mit Lebensmitteln. | 1997 |
| Helmut Karnop                       | 21. August 1899                                 |                         | Berlin                              | Maria Karnop und ihr Sohn Helmut Karnop waren ausgesprochene Gegner des Nationalsozialismus. Nach Hitlers Machtantritt boten die Karnops vom Regime verfolgten Juden mehrfach Hilfe und Zuflucht in ihrem Haus in Berlin-Prenzlauer Berg an und versorgten sie mit Lebensmitteln. | 1997 |
| Klara Kaus                          | 28. November 1903                               | 15. April 1985          | Mannheim                            | Klara Kaus versteckte mit ihrem Ehemann von 1943 bis 1945 ein jüdisches Mädchen (Ellen Loebel) in ihrer Wohnung in Mannheim. | 1974 |
| Helena Kerner                       | 20. August 1902                                 |                         | Bratislava                          | Helena Kerner, ihr Ehemann Paul Kerner und ihr Sohn Paul Kerner schützten das befreundete jüdische Ehepaar Lichtenstein mit ihren drei Kindern. Als die Lichtensteins nach 1939 gezwungen wurden, in einen Vorort Bratislavas zu ziehen, taten die Kerners alles in ihrer Macht stehende, um das Elend ihrer jüdischen Freunde zu lindern und versorgten sie drei Mal pro Woche mit Lebensmittelpaketen. Als die Lichtensteins Ende September 1944 deportiert werden sollten, warnten die Kerners ihre Freunde und fanden für sie ein Versteck im Vorort Dubravka und versorgten sie hier mit Lebensmitteln. | 1984 |
| Paul Kerner                         | 18. September 1885                              |                         | Bratislava                          | Helena Kerner, ihr Ehemann Paul Kerner und ihr Sohn Paul Kerner schützten das befreundete jüdische Ehepaar Lichtenstein mit ihren drei Kindern. Als die Lichtensteins nach 1939 gezwungen wurden, in einen Vorort Bratislavas zu ziehen, taten die Kerners alles in ihrer Macht stehende, um das Elend ihrer jüdischen Freunde zu lindern und versorgten sie drei Mal pro Woche mit Lebensmittelpaketen. Als die Lichtensteins Ende September 1944 deportiert werden sollten, warnten die Kerners ihre Freunde und fanden für sie ein Versteck im Vorort Dubravka und versorgten sie hier mit Lebensmitteln. | 1984 |
| Paul Kerner                         |                                                 |                         | Bratislava                          | Helena Kerner, ihr Ehemann Paul Kerner und ihr Sohn Paul Kerner schützten das befreundete jüdische Ehepaar Lichtenstein mit ihren drei Kindern. Als die Lichtensteins nach 1939 gezwungen wurden, in einen Vorort Bratislavas zu ziehen, taten die Kerners alles in ihrer Macht stehende, um das Elend ihrer jüdischen Freunde zu lindern und versorgten sie drei Mal pro Woche mit Lebensmittelpaketen. Als die Lichtensteins Ende September 1944 deportiert werden sollten, warnten die Kerners ihre Freunde und fanden für sie ein Versteck im Vorort Dubravka und versorgten sie hier mit Lebensmitteln. | 1984 |
| Käthe Kessel                        |                                                 | 9. Juni 1962            | Berlin                              | Käthe Kessel versteckte in Berlin Erich Kessel. | 2018 |
| Arthur Ketzer                       | 27. März 1896                                   | 23. Februar 1980        | Berlin                              | Arthur Ketzer, ein Chemiker und Pharmaunternehmer aus Berlin, half während des Krieges verfolgten Juden auf vielfältige Weise. Er unterstützte zwei Frauen bei der Ausreise aus Deutschland, er beschäftigte zwei Frauen in seinem Betrieb, ohne sie bei den Behörden zu melden und versteckte ein Ehepaar mit Kind von September 1943 bis Februar 1944 in einem seiner Gebäude. | 2007 |
| Lina Kiefert                        |                                                 | 1972                    | Hannover                            | Lina Kiefert und ihr Ehemann Rudolf Kiefert versteckten von Ende Februar 1945 bis Anfang März 1945 den ungarischen Juden Alexander Barok, dem die Flucht aus dem Konzentrationslager gelungen war, in ihrer Wohnung. | 2003 |
| Rudolf Kiefert                      |                                                 | 1972                    | Hannover                            | Lina Kiefert und ihr Ehemann Rudolf Kiefert versteckten von Ende Februar 1945 bis Anfang März 1945 den ungarischen Juden Alexander Barok, dem die Flucht aus dem Konzentrationslager gelungen war, in ihrer Wohnung. | 2003 |
| Helmut Kleinicke                    | 19. November 1907                               | 1979                    | Chrzanów                            | Verhalf über einem Dutzend Juden zur Flucht. Er versteckte sie im Keller seiner Dienstwohnung oder in den Gewächshäusern der Kreisgärtnerei und stellte ihnen falsche Papiere aus, damit sie das Land verlassen konnten. | 2018 |
| Hermann Kloos                       | 1883                                            | 26. Februar 1956        | Ober Prauske                        | Emma Kloos und Hermann Kloos versteckten in Ober Prauske die Jüdin Maria Klein. | 2015 |
| Emma Kloos                          |                                                 |                         | Ober Prauske                        | Emma Kloos und Hermann Kloos versteckten in Ober Prauske die Jüdin Maria Klein. | 2015 |
| Klara Kochan Stein                  | 14. Mai 1910                                    | 22. Januar 1971         | Berlin                              | Klara Kochan versteckte die jüdische Schriftstellerin Alice Stein-Landesmann ab Herbst 1942 in ihrer Einzimmerwohnung und teilte mit ihr ihre Lebensmittelrationen. Nach dem Krieg lebten die Frauen weiter zusammen und Alice Stein-Landesmann adoptierte Klara Kochan, die seitdem Klara Kochan-Stein hieß. | 2013 |
| Gertrud Kochanowski                 |                                                 |                         | Hannover                            | Gertrud Kochanowski und ihr Vater, Dorle und Albert Heuer sowie Erika Patzschke und Herbert Patzschke hatten von 1942 bis 1945 die Jüdin Margot Bloch versteckt bei sich untergebracht. | 1976 |
| Vater von Gertrud Kochanowski       |                                                 |                         | Hannover                            | Gertrud Kochanowski und ihr Vater, Dorle und Albert Heuer sowie Erika Patzschke und Herbert Patzschke hatten von 1942 bis 1945 die Jüdin Margot Bloch versteckt bei sich untergebracht. | 1976 |
| Clara Köhler                        |                                                 |                         | Berlin                              | Unterstützte ihren Mann Max Köhler bei der Versorgung von in ihrer Fabrik versteckten Juden. | 1988 |
| Max Köhler                          |                                                 |                         | Berlin                              | Als Inhaber einer metallverarbeitenden Fabrik stellte er mehrere untergetauchte jüdische Männer ein. Gegenüber den anderen Arbeitern behauptete Köhler, dass es sich um vom Wehrdienst freigestellte „Arier“ handeln würde. Zudem versteckte er mehrere Frauen in abgelegenen Räumen der Fabrik. | 1988 |
| Adele Köhn                          |                                                 |                         | Rheidt                              | Adele Köhn (geb. Pütz) und ihre Eltern Christian Pütz und Christine Pütz retteten das Leben des jüdischen Pflegekindes Karola Stern. Karola Stern wurde 1938 von Christina und Christine Pütz in ihre Familie aufgenommen. Die Familie kümmerte sich die kommenden sechs Jahre um ihre Pflegetochter. Auch nach der Verhaftung der Pflegetochter durch die Gestapo 1944 und ihrer darauffolgenden Flucht konnten sie Karola Stern unterstützen und bei einer Kusine von Adele Köhn in Schlesien ein neues Versteck für sie finden. | 1985 |
| Max Kohl                            | 1881                                            | 1976                    | Lwiw                                | Max Kohl, ein deutscher Industrieller aus Burscheid, besaß Gerbereien in mehreren europäischen Ländern. Aufgrund seiner Expertise setzten die Nationalsozialisten Kohl als kommissarischen Leiter einer Lederfabrik in Lemberg ein. Sein Personal bestand größtenteils aus zwangsverpflichteten jüdischen Polen, die im Ghetto Lemberg lebten. Kohl war sich der hoffnungslosen Lage seiner Angestellten und der Situation im Ghetto Lemberg bewusst. Um den Arbeitern zu helfen, bot er ihnen zusätzliche Verdienstmöglichkeiten und Verpflegung und versteckte Juden, die für einen Abtransport ins Konzentrationslager vorgesehen waren, im Keller seines Hauses. | 1996 |
| Cäcilia Köhldorfner                 |                                                 |                         | Schnaitsee                          | Im Mai 1945 versteckte sie mit ihrem Ehemann Michael die beiden flüchtigen jüdischen KZ-Häftlinge Henrick Gleitmann und Bernhard Hampel. | 2018 |
| Michael Köhldorfner                 |                                                 |                         | Schnaitsee                          | Im Mai 1945 versteckte er mit seiner Ehefrau Cäcilia die beiden flüchtigen jüdischen KZ-Häftlinge Henrick Gleitmann und Bernhard Hampel. | 2018 |
| Viktoria Kolzer                     | 24. Februar 1902                                | 30. Juni 1976           | Berlin                              | Nahm die untergetauchte Jüdin Hanni Weißenberg von November 1943 bis Kriegsende in ihre Wohnung in der Nollendorfstraße 28 auf und teilte mit ihr die Lebensmittelkarten. | 1978 |
| Hedwig Koslowski                    |                                                 |                         | Berlin                              | Hedwig Koslowski versteckte in Berlin Gertrude Sandmann. | 2015 |
| Walter Krämer                       | 21. Juni 1892                                   | 6. November 1941        | KZ Buchenwald                       | Rettete als „Arzt von Buchenwald“ viele Menschenleben und wurde in der Sandgrube Försterberg bei Goslar-Hahndorf „auf der Flucht“ hinterrücks erschossen. | 1999 |
| Theodor Kranz                       | 1897                                            |                         | Leipzig                             | Half der jüdischen Familie Frankenstein, im Untergrund zu überleben. | 2013 |
| Willi Kranz                         | 12. Juli 1889                                   | 1968                    | Berlin                              | Willi Kranz und seine Lebensgefährtin Auguste Leißner versteckten ab März 1943 das jüdische Mädchen Rita Cohn in ihrer Wohnung. | 2002 |
| Paul Ludwig Krebs                   | 10. Oktober 1895                                |                         | Solingen                            | Paul Ludwig Krebs und seine jüdische Frau Helene Krebs versteckten 1942 einige Zeit in ihrer Wohnung in Solingen Heinrich Heinen aus Köln und seine jüdische Lebensgefährtin Edith Meyer. Heinen hatte seine Freundin Edith Meyer nach deren Deportation nach Riga im dortigen Ghetto aufgespürt und war mit ihr über Königsberg und Berlin nach Solingen ins Haus des Ehepaares Krebs gekommen. Von hier wollten sie in die Schweiz fliehen. Eine Freundin von Edith Meyer denunzierte das Paar bei den Behörden und gab die Adresse des Ehepaares Krebs an. Als die Polizei zur Wohnung kam, waren Heinen und Meyer bereits weiter gereist, aber Paul Ludwig Krebs und seine schwangere Frau wurden festgenommen. Im Dezember 1942, als sie im siebten Monat schwanger war, wurde Helene Krebs nach Auschwitz deportiert. Paul Krebs wurde freigelassen, da er Arbeiter in der Rüstungsindustrie war. | 2013 |
| Anny Kreddig                        | 1917                                            |                         | Berlin                              | Anny Kreddig (geb. Lobback) und ihr Mann Walter Kreddig besaßen eine Drogerie in Berlin-Schöneberg. Nach dem November-Pogrom von 1938 boten sie ihrem ehemaligen jüdischen Lieferanten und Geschäftspartner Horst Wienskowski für mehr als vier Jahre Schutz in ihrem Keller. Sie unterstützten ihn und andere Mitglieder seiner Familie mit Lebensmitteln und Lebensmittelkarten. Als die Gestapo Wienskowski im Februar 1943 verhaftete und nach Auschwitz deportierte, schickten sie ihm weiterhin regelmäßig Lebensmittelpakete. | 1984 |
| Walter Kreddig                      |                                                 |                         | Berlin                              | Anny Kreddig (geb. Lobback) und ihr Mann Walter Kreddig besaßen eine Drogerie in Berlin-Schöneberg. Nach dem November-Pogrom von 1938 boten sie ihrem ehemaligen jüdischen Lieferanten und Geschäftspartner Horst Wienskowski für mehr als vier Jahre Schutz in ihrem Keller. Sie unterstützten ihn und andere Mitglieder seiner Familie mit Lebensmitteln und Lebensmittelkarten. Als die Gestapo Wienskowski im Februar 1943 verhaftete und nach Auschwitz deportierte, schickten sie ihm weiterhin regelmäßig Lebensmittelpakete. | 1984 |
| Hedwig Kretchmar                    |                                                 |                         | Krakau und Bautzen                  | Hedwig Kretchmar versteckte die Jüdin Helena Hauser (geb. Koch) sowie deren Tochter und Schwiegermutter bei sich in Krakau. Sie arrangierte zeitweilige Unterkünfte für die Hausers und einen Arbeitsplatz für Helena Hauser. Da in Krakau die Gefahr wuchs, dass die Hausers von ehemaligen Bekannten erkannt werden, schickte Hedwig Kretchmar sie als polnische Arbeiter getarnt zu ihrer Schwägerin und Schwiegermutter nach Bautzen, ohne deren jüdische Identität preiszugeben. Die Hausers blieben bis zur Befreiung in Bautzen. | 1979 |
| Johanna Kreyssig                    |                                                 |                         | Bruderhof in Hohenferchesar         | Ehefrau von Lothar Kreyssig. | 2016 |
| Lothar Kreyssig                     | 30. Oktober 1898                                | 5. Juli 1986            | Bruderhof in Hohenferchesar         | Mit seiner Ehefrau Johanna versteckte er in den Jahren 1943–1945 zwei Jüdinnen, die zuvor von der Gestapo verfolgt worden waren. | 2016 |
| Günter Krüll                        | 13. Oktober 1917                                | 23. Mai 1979            | Pinsk                               | Günter Krüll rettete in Pinsk das Leben von Fishl Rabinow, der mit seinen Eltern und Schwestern im Ghetto in Pinsk lebte. Als Büroleiter erteilte er Rabinow eine Sondergenehmigung, dass dieser sich außerhalb des Ghettos bewegen konnte. Er versteckte ihn 1942 drei Wochen lang in seinem Haus, als im Ghetto Deportationen durchgeführt wurden und beschaffte ihm gefälschte Ausweisdokumente, mit denen er nach Kiew gehen und dort arbeiten konnte. | 1999 |
| Werner Krumme                       | 12. Mai 1909                                    | 1972                    | KZ Auschwitz                        | Werner Krumme und seine jüdische Frau wurden am 15. November 1942 von der Breslauer Gestapo festgenommen, als sie versucht hatten, zwei jüngeren jüdischen Verwandten von Frau Krumme, Renate und Anita Lasker, bei der Flucht ins unbesetzte Frankreich zu helfen. Werner Krumme und seine Frau wurden bis zum 31. Januar 1943 in Deutschland im Gefängnis festgehalten und dann nach Auschwitz deportiert. Hier wurde Werner Krummes Frau ermordet. Im KZ Auschwitz gelang es Werner Krumme sogenannte Auswahllisten zu fälschen und Juden Arbeitseinheiten mit relativ erträglichen Bedingungen zuzuweisen, was ihre Überlebenschancen erhöhte. | 1964 |
| Luise Kulka                         |                                                 |                         | Berlin                              | Luise Kulka und ihr Mann Walter Kulka unterstützten Elisabeth Bredig bei der Rettung der Jüdin Ilse Grün und einem weiteren jüdischen Ehepaar, die – zusammen mit Elisabeth Bredig – im Haus von deren Eltern untergebracht waren. Das Ehepaar Kulka half ab Januar 1943 mit der Lieferung von Lebensmittelkarten und half ab Oktober 1944 ein neues Versteck zu finden. | 1982 |
| Walter Kulka                        |                                                 |                         | Berlin                              | Luise Kulka und ihr Mann Walter Kulka unterstützten Elisabeth Bredig bei der Rettung der Jüdin Ilse Grün und einem weiteren jüdischen Ehepaar, die – zusammen mit Elisabeth Bredig – im Haus von deren Eltern untergebracht waren. Das Ehepaar Kulka half ab Januar 1943 mit der Lieferung von Lebensmittelkarten und half ab Oktober 1944 ein neues Versteck zu finden. | 1982 |
| Frieda Kunze                        | 11. September 1894                              | 22. Februar 1967        | Senzig                              | Frieda Kunze, die Büroleiterin des Berliner jüdischen Anwalts Georg Martin Fontheim, hielt Kontakt mit dem Anwalt und seiner Familie bis Verhaftung der Fontheims und ihrer Tochter am 24. Dezember 1942 durch die Gestapo. Frieda Kunze stellte danach dem Sohn Ernst Fontheim ihr Sommerhaus in Senzig bei Berlin zur Verfügung. Hier konnte sich Ernst Sontheim – zusammen mit Jack und Lucie Hass und ihrer Tochter Margot – ausgestattet mit falschen Papieren vom 30. Januar 1943 bis zum 27. März 1945 verstecken. | 2009 |
| Gerhard Kurzbach                    | 1915                                            | August 1944             | Bochnia                             | Gerhard Kurzbach rettete 1942 200 Einwohner der Stadt Bochnia vor der Deportation in Vernichtungslager unter dem Vorwand, er benötige sie dringend für einen kriegswichtigen Auftrag. | 2011 |
| Karl Laabs                          | 30. Januar 1896                                 | 4. März 1979            | Chrzanów                            | Karl Laabs, der in seiner Eigenschaft als Bezirksbauinspektor mit seiner Familie in Chrzanów lebte, schützte einige Juden, indem er ihnen Arbeitsbescheinigungen ausstellte. Im Februar 1943 befreite er viele Juden, die für die Deportation nach Auschwitz vorgesehen waren, und erlaubte ihnen zu fliehen. Einige von ihnen versteckte er in seinem eigenen Haus, bewirtete sie und transportierte sie im Lastwagen zu einem sicheren Versteck. | 1980 |
| Vera Lagrange                       |                                                 |                         | Berlin                              | Vera Lagrange und ihre Mutter Wanda Feuerherm versteckten von 1942 bis 1944 in ihrem Haus die Jüdin Gerda Segal. | 1987 |
| Elisabeth Landmann                  |                                                 |                         | Berlin-Friedenau/England            | Besorgte in England Bürgschaften sowie Plätze in Internaten und Pflegefamilien für über 50 jüdische Kinder, denen so im Rahmen der Kindertransporte die Flucht ermöglicht wurde. | 1967 |
| Otto Landmann                       | 5. Mai 1906                                     |                         | Lutzk                               | Otto Landmann versteckte Ende 1942 zwei jüdische Mädchen für drei Monate in den Lagerräumen eines Armeelagers, versorgte sie mit Lebensmitteln und Bekleidung und beschaffte für sie polnische Ausweispapiere. | 2001 |
| Evert Baron Freytag von Loringhoven | 28. März oder 10. April 1902                    | 21. Mai 1969            | Grodno                              | Der in Riga geborene deutsche Adlige Evert Baron Freytag von Loringhoven hatte ein Familiengut in Grodno. Im November 1944 erreichte ein Transport von etwa 2.800 jüdischen Frauen aus dem Konzentrationslager Stutthof den Bahnhof Merakowo. Sie wurden auf Arbeitslager in der Nähe aufgeteilt und angewiesen, Panzerabwehrgräben zu graben. Etwa 135 Frauen wurden in Grodno in einem Zeltlager untergebracht, das ohne seine Zustimmung auf dem Anwesen von Baron Freytag von Loringhoven errichtet worden war. Baron Freytag von Loringhoven konnte zwei jüdischen Frauen, Tereze Aufrecht und Klara Schwartz, das Leben retten, indem er sie in seinem Haushalt beschäftigte. Weitere zehn Frauen, die unter günstigeren Bedingungen im Kuhstall arbeiteten, konnten sich vermutlich auch bis zur russischen Befreiung halten. | 1967 |
| Ellen Latte                         | 1921                                            |                         | Goslar                              | Ellen Brockmann war eine junge Sängerin am Hessischen Volkstheater in Goslar. Sie war 23 Jahre alt, als sie im Mai 1944 Konrad Bauer, den neuen Kapellmeister des Theaters, kennenlernte. Sein wirklicher Name war Konrad Latte, ein Jude, der seit Februar 1943 in der Illegalität lebte und es geschafft hatte, unter falschem Namen ein Engagement am Goslarer Theater zu erhalten. Ellen Brockmann ahnte, dass der neue Kapellmeister mit falscher Identität lebte, und versorgte ihn mit Lebensmitteln und Lebensmittelkarten. Als im September 1944 alle Theater in Deutschland wegen der Kriegslage geschlossen wurden, beherbergte Ellen Brockmann Konrad Latte in ihrer Wohnung in Homburg und stellte ihn ihren neugierigen Nachbarn und Bekannten als ihren Verlobten vor. Beide heirateten direkt nach Kriegsende. | 1978 |
| Erich Lauche                        | 25. März 1914                                   |                         | Leipzig                             | Erich Lauche und seine Ehefrau Ilse Lauche, beide Gegner des NS-Regimes, versteckten vom 13. Juni bis 4. Dezember 1943 die jüdische Familie Albert, Hilda und Anneliese Leopold in ihrem Haus und teilten mit ihnen ihre Lebensmittel. | 2005 |
| Ilse Lauche                         | 24. Februar 1915                                |                         | Leipzig                             | Erich Lauche und seine Ehefrau Ilse Lauche, beide Gegner des NS-Regimes, versteckten vom 13. Juni bis 4. Dezember 1943 die jüdische Familie Albert, Hilda und Anneliese Leopold in ihrem Haus und teilten mit ihnen ihre Lebensmittel. | 2005 |
| Elsa Ledetsch                       | 20. März 1891                                   | 1976                    | Berlin-Biesdorf                     | Elsa Ledetsch und ihre Tochter Gisela Reissenberger versteckten ab Februar 1943 in ihren Wohnungen in Berlin-Biesdorf zunächst die Jüdin Rachela Schipper und ihre Tochter Jenny Schipper, ab April 1943 zusätzlich noch das jüdische Ehepaar Gustav und Irma Compart und versorgten sie mit Lebensmitteln. In 1944 gelang es den beiden Frauen dann ein besseres Versteck für ihre Schützlinge zu finden und sie dort unterzubringen. | 1987 |
| Alfred Leikam                       | 1. September 1915                               | 8. Februar 1992         | KZ Buchenwald                       | Alfred Leikam gelang es im KZ Buchenwald den niederländischen Juden Max Nebig vor dessen Deportation ins berüchtigte KZ Mauthausen zu bewahren. | 2002 |
| Auguste Leißner                     | 31. Dezember 1893                               | 1987                    | Berlin                              | Auguste Leißner und ihr Lebensgefährte Willi Kranz versteckten ab März 1943 das jüdische Mädchen Rita Cohn in ihrer Wohnung. | 2002 |
| Maria Letnar                        | 1897                                            |                         | München                             | Maria Letnar aus München sowie ihre Schwester Rosa Mayer und ihr Schwager Paul Mayer aus Lenggries versteckten von 1942 bis 1945 die jüdische Ärztin Sophie Mayer. | 1968 |
| Bernhard Lichtenberg                | 3. Dezember 1875                                | 5. November 1943        | Berlin                              | Nach den staatlich gelenkten Ausschreitungen gegen Juden und Christen jüdischer Abstammung in den Novemberpogromen 1938 trat Lichtenberg öffentlich für die Verfolgten ein. Lichtenberg versteckte Juden, sorgte für die Ausreise von jüdischen Kindern nach England und betreute Gefangene. | 2004 |
| Max Liedtke                         | 25. Dezember 1894                               | 1955                    | Przemyśl                            | Der frühere Verlagsleiter der Greifswalder Zeitung blockierte 1942 als Militärkommandeur der Stadt Przemyśl auf Vorschlag seines Adjutanten Albert Battel den einzigen Zugang zum Ghetto und stellte sich bewaffnet der SS entgegen, um den Abtransport der jüdischen Bevölkerung des Ortes ins Vernichtungslager Belzec zu verhindern. Seine Vorgesetzten hoben seine Befehle auf. Er stellte jedoch 100 Juden und ihre Familien unter den Schutz der Wehrmacht. | 1993 |
| Frieda Lissack                      | 15. März 1915                                   |                         | Niederschmiedeberg                  | Frieda Lissack, Alfred Griesmann und seine Ehefrau Luise Griesmann halfen Arno Bach und seiner Ehefrau Margarete zwei Juden, die einem Todesmarsch per Eisenbahntransport im April 1945 entfliehen konnten, zu verstecken und damit zu retten. | 1987 |
| Heinrich List                       | 5. Februar 1882                                 | 5. Oktober 1942         | Ernsbach                            | Heinrich List und seine Ehefrau Maria List aus Ernsbach versteckten von November 1941 bis 16. März 1942 ihren jüdischen Geschäftsfreund Ferdinand Strauss, der sie um Hilfe gebeten hatte. Denunziert durch einen polnischen Arbeiter musste Ferdinand Strauss fliehen und konnte in die Schweiz gelangen. Heinrich List wurde festgenommen und ins KZ Dachau eingeliefert, wo er im Lagerkrankenhaus starb. | 1992 |
| Maria List                          | 25. Februar 1881                                | 21. Oktober 1965        | Ernsbach                            | Heinrich List und seine Ehefrau Maria List aus Ernsbach versteckten von November 1941 bis 16. März 1942 ihren jüdischen Geschäftsfreund Ferdinand Strauss, der sie um Hilfe gebeten hatte. Denunziert durch einen polnischen Arbeiter musste Ferdinand Strauss fliehen und konnte in die Schweiz gelangen. Heinrich List wurde festgenommen und ins KZ Dachau eingeliefert, wo er im Lagerkrankenhaus starb. | 1992 |
| Erich Löbe                          | 18. Mai 1895                                    |                         | Berlin                              | Erich Löbe, ein Mitglied der sozialistischen Jugendbewegung, fälschte Ausweispapiere für seine jüdischen Nachbarn und Bekannten. | 2010 |
| Theodora Löwenstein                 | 17. Oktober 1905                                |                         | Berlin-Wilmersdorf                  | Theodora Löwenstein versteckte und versorgte in Berlin-Wilmersdorf Kurt Lindenberg und Gerald Phillips. | 2019 |
| Gertrud Luckner                     | 26. September 1900                              | 31. August 1995         | Freiburg                            | Gertrud Luckner war seit 1933 Mitglied der katholischen Caritas in Freiburg und organisierte mit dem Segen und der aktiven Unterstützung von Erzbischof Conrad Gröber ein spezielles „Büro für religiöse Kriegshilfe“ innerhalb der Caritas-Vereinigung. Im Verlauf des Krieges wurde die Institution zum Instrument der Freiburger Katholiken, um rassistisch verfolgten Juden und Christen zu helfen. Luckner war die treibende Kraft hinter diesen Hilfsmaßnahmen, indem sie Gelder, die sie vom Erzbischof erhielt, verwendete, um Juden über die Schweizer Grenze zu schmuggeln und Botschaften der bedrängten jüdischen Gemeinde an die Außenwelt weiterzuleiten. | 1966 |
| Hans Luma                           |                                                 |                         | Berlin                              | Hans Luma wollte im Oktober 1944 das jüdische Ehepaar Ilse Gruen und Gerhard Bernhard Gruen bei sich verstecken, die zuvor bei Elisabeth Bredig und ihren Eltern untergetaucht waren. Das Ehepaar Gruen und Hans Luma wurden jedoch von der Gestapo verhaftet. Nur Ilse Gruen überlebte. | 1982 |
| Elfriede Lusebrink                  | 3. Mai 1897                                     | 26. März 1969           | Wuppertal                           | Unterstützt durch das Ehepaar Eugen und Agnes Richter boten sie im September 1944 der Familie Jordan ein schützendes Asyl. Die Familie war von Verhaftung und Deportation bedroht: Die Jüdin Henriette Jordan, ihr christlicher Ehemann Franz und ihre getaufte Tochter Hanna sollten, bis dahin als „privilegierte Mischehe“ geschützt, in die Verfolgungs- und Vernichtungsmaßnahmen der Nationalsozialisten einbezogen werden. | 2009 |
| Ernst Lusebrink                     | 27. Dezember 1894                               | 5. September 1975       | Wuppertal                           | Ehemann von Elfriede Lusebrink. | 2009 |
| Hermann Maas                        | 5. August 1877                                  | 27. September 1970      | Heidelberg                          | Evangelischer Pfarrer, „Christlicher Zionist“. In Heidelberg leitete er eine Hilfsstelle für rassisch Verfolgte. Mit seinen internationalen Kontakten konnte er bis zum Kriegsbeginn 1939 vielen Juden zur Auswanderung verhelfen. | 1964 |
| Jozef Maciejok                      |                                                 |                         | KZ Buchenwald                       | Josef Maciejok, ein Postangestellter, der mit seiner Familie in der Nähe von Buchenwald lebte, rettete Oskar-Yehezkel Eisland, einem Überlebenden des Konzentrationslagers Buchenwald das Leben. Die Familie Maciejok bot Eisland Zuflucht, nachdem er im April 1945 von einem Todesmarsch geflohen war. Obwohl sie sich der jüdischen Identität des Flüchtlings bewusst waren, schützten sie ihn in ihrem Haus und ernährten ihn drei Wochen lang bis zur Befreiung. | 1994 |
| Frieda Mager                        | 13. April 1912                                  | 9. April 1994           | Bonn                                | Frieda Mager, eine Putzfrau aus Bonn, unterstützte ihre jüdische Nachbarin Emma Schubert. Sie erledigte Einkäufe für sie, besorgte zusätzliches Essen, damit Schubert Pakete an ihre nach Theresienstadt deportierten Verwandten schicken konnte, hielt Kontakt zu Emma Schubert und ihrem Mann, nach deren Inhaftierung in Kassel und versteckte die beiden in der Endphase des Krieges im Haus ihrer Mutter. | 2009 |
| Erich Mahrt                         | 1910                                            | 1988                    | Berlin                              | Elektriker, KPD-Mitglied. Erich Mahrt versteckte seine spätere Ehefrau, die Jüdin Wally Gortatowski, von Dezember 1942 bis zum Kriegsende in einer Gartenlaube. | 2016 |
| Maria Gräfin von Maltzan            | 25. März 1909                                   | 12. November 1997       | Berlin                              | Biologin, Tierärztin und Widerstandskämpferin. In Zusammenarbeit mit der Schwedischen Kirche (Victoriakirche in Wilmersdorf) verhalf Maltzan von Nazis Verfolgten zur Flucht, besorgte falsche Pässe und führte die Flüchtenden durch die Kanalisation von Berlin. Zudem war sie an der „Aktion Schwedenmöbel“ beteiligt, in deren Rahmen in zum Transport verladenen Möbelkisten, die schwedische Staatsbürger nach Hause schicken durften, Juden und politisch Verfolgte versteckt wurden. Man kann davon ausgehen, dass sie auf verschiedenen Wegen bei der Rettung von etwa 60 politisch oder rassisch Verfolgten half. Maltzans Allianzen im Widerstand gegen den Nationalsozialismus waren nicht an eine bestimmte politische Couleur gebunden. Kontakte hielt sie zu Kommunisten ebenso wie zum Kreisauer Kreis. | 1987 |
| Vera Manthey                        |                                                 |                         | Umrathshausen                       | Vera Manthey unterstütze ihren Vater Franz Herda bei der Rettung seiner jüdischen Bekannten Albertine Gimpel. Franz Herda hatte Albertine Gimpel im Mai 1943, als ihre Deportation unmittelbar bevorstand, zunächst bei Eduard Winkler, einem Bekannten in München untergebracht und später bis Mai 1944 in seinem Atelier versteckt. Anschließend brachte er sie bis September 1944 bei Vera Manthey in Umrathshausen unter. Die restliche Zeit bis zur Befreiung konnte Gimpel bei dem Schriftsteller Friedrich Reck-Malleczewen und seiner Frau Irmgard in Poing bei Traunstein verbringen. Franz Herda und seine Tochter Vera Manthey halfen auch anderen verfolgten Juden, darunter Richard Marx. | 2014 |
| Gerhard Marquardt                   | 30. Mai 1904                                    | 14. März 1983           | Essen                               | Gerhardt Marquardt hielt zwei Frauen vier Wochen lang, bis zum Einmarsch der Amerikaner in Essen am 11. April 1945, versteckt. Sie flüchteten auf dem Weg vom KZ-Außenlager Humboldtstraße zur Arbeit bei der Friedrich Krupp AG. | 1985 |
| Johann Maschotta                    | 15. Juli 1888                                   | 1958                    | Berlin                              | Johann Jakob Maschotta und seine Frau Klara Maschotta (geb. Lipinski) waren Nazigegner, die in Berlin-Lichtenberg lebten. Ab Juli 1943 versteckten sie das jüdische Ehepaar Hildegard und Arno Simon in einem kleinen Gartenhaus, das sie im Vorort Hönow besaßen. Die Simons konnten sich hier bis März 1945 bleiben, als die Rote Armee den Vorort Hönow eroberte. | 2005 |
| Klara Maschotta                     | 12. August 1897                                 | 1970                    | Berlin                              | Johann Jakob Maschotta und seine Frau Klara Maschotta (geb. Lipinski) waren Nazigegner, die in Berlin-Lichtenberg lebten. Ab Juli 1943 versteckten sie das jüdische Ehepaar Hildegard und Arno Simon in einem kleinen Gartenhaus, das sie im Vorort Hönow besaßen. Die Simons konnten sich hier bis März 1945 bleiben, als die Rote Armee den Vorort Hönow eroberte. | 2005 |
| Max Maurer                          | 23. März 1891                                   | 1972                    | Ergoldsbach                         | Max Maurer war Dorfpolizist in Ergoldsbach. Am 28. April 1945 versteckte er vor der SS zusammen mit seinem Kollegen Josef Kimmerling und der Bäuerin Anna Gnadl dreizehn Juden, die ihm zur Erschießung übergeben worden waren, und rettete sie damit vor dem Tod. | 1995 |
| Paul Mayer                          | 2. August 1896                                  | 15. April 1976          | Lenggries                           | Versteckte drei Jahre eine jüdische Ärztin in seiner Wohnung über den Diensträumen seines Gendarmeriepostens, verhalf italienischen Zwangsarbeitern zur Flucht, versteckte etwa 20 kanadische Kriegsgefangene in seiner Berghütte. | 1968 |
| Rosa Mayer                          |                                                 |                         | Lenggries                           | Ehefrau von Paul Mayer. | 1968 |
| Albert Meier                        |                                                 |                         | Donrath                             | Albert Meier, seine Ehefrau Maria Meier und ihre gemeinsame Tochter Katharina Overath (geb. Meier) retteten die jüdische Familie Bernauer aus Troisdorf vor der Deportation nach Theresienstadt. | 1990 |
| Maria Meier                         |                                                 |                         | Donrath                             | Albert Meier, seine Ehefrau Maria Meier und ihre gemeinsame Tochter Katharina Overath (geb. Meier) retteten die jüdische Familie Bernauer aus Troisdorf vor der Deportation nach Theresienstadt. | 1990 |
| Luise Meier                         | 13. Januar 1885                                 | 26. Juni 1979           | Berlin                              | Katholikin. Verhalf mehr als 27 Juden zur Flucht in die Schweiz. | 2001 |
| Wilhelm Mensching                   | 5. Okt. 1887                                    | 25. Aug. 1964           | Bückeburg                           | Im Krieg versteckte Pastor Mensching von Herbst 1943 bis Frühjahr 1944 Ruth Lilienthal aus Berlin in seinem Pfarrhaus in Petzen und kurz vor Kriegsende auch noch einen geflohenen russischen Kriegsgefangenen. | 2001 |
| Margarete Meusel                    | 26. Mai 1897                                    | 16. Mai 1953            | Berlin                              | Sozialfürsorgerin und Mitglied der Bekennenden Kirche. Nahm von 1933 bis 1936 jüdische Fürsorgerinnen als Praktikanten auf. Sie vermittelte ab 1941 Frauen, die von Deportationen in Vernichtungslager bedroht waren, in sichere Unterkünfte. | 2006 |
| Hanne Meyer                         |                                                 |                         | Zloczow                             | Josef Meyer, seine Ehefrau Elfriede Meyer und die beiden Töchter Hanne Meyer und Herta Weber-Meyer lebten ab dem Jahr 1942 in Zloczow. Josef Meyer gelang es in seiner Funktion als Versorgungsoffizier innerhalb der deutschen Verwaltung zahlreiche jüdische Bürger von Zloczow mit Lebensmitteln zu versorgen und sie so vor dem Hungertod zu bewahren. Die Familie rettete außerdem das Leben des jüdischen Ehepaars Altmann sowie des jüdischen Buchhalters Josef Batisc. | 1965 |
| Josef Meyer                         | 27. Mai 1898                                    | 7. Februar 1974         | Zloczow                             | Josef Meyer, seine Ehefrau Elfriede Meyer und die beiden Töchter Hanne Meyer und Herta Weber-Meyer lebten ab dem Jahr 1942 in Zloczow. Josef Meyer gelang es in seiner Funktion als Versorgungsoffizier innerhalb der deutschen Verwaltung zahlreiche jüdische Bürger von Zloczow mit Lebensmitteln zu versorgen und sie so vor dem Hungertod zu bewahren. Die Familie rettete außerdem das Leben des jüdischen Ehepaars Altmann sowie des jüdischen Buchhalters Josef Batisc. | 1965 |
| Elfriede Meyer                      | 1908                                            | 19. September 1997      | Zloczow                             | Josef Meyer, seine Ehefrau Elfriede Meyer und die beiden Töchter Hanne Meyer und Herta Weber-Meyer lebten ab dem Jahr 1942 in Zloczow. Josef Meyer gelang es in seiner Funktion als Versorgungsoffizier innerhalb der deutschen Verwaltung zahlreiche jüdische Bürger von Zloczow mit Lebensmitteln zu versorgen und sie so vor dem Hungertod zu bewahren. Die Familie rettete außerdem das Leben des jüdischen Ehepaars Altmann sowie des jüdischen Buchhalters Josef Batisc. | 1965 |
| Gerda Mez                           | 1911                                            | 2. November 2002        | Tetschen-Bodenbach                  | Gerda Mez nahm im Februar 1945v die vierköpfige Familie Michalski bei sich in einem Hotelzimmer in Tetschen-Bodenbach auf. Alle fünf lebten mehrere Wochen in dem kleinen Hotelzimmer, bis der Krieg endete und die Michalskis zu Fuß nach Görlitz zurückkehrten. | 2012 |
| Alfred Michels                      | 1886                                            |                         | Magdeburg                           | Margaretha Michels und ihr Ehemann Alfred Michels aus Magdeburg versteckten von Anfang 1943 bis zum Kriegsende ihre jüdische Jugendfreundin Hermine Czarlinski. | 2014 |
| Margaretha Michels                  |                                                 |                         | Magdeburg                           | Margaretha Michels und ihr Ehemann Alfred Michels aus Magdeburg versteckten von Anfang 1943 bis zum Kriegsende ihre jüdische Jugendfreundin Hermine Czarlinski. | 2014 |
| Heinrich Middendorf                 | 31. August 1898                                 | 10. August 1972         | Stegen                              | 1944–45 versteckte Pater Middendorf als Rektor des Klosters Stegen neun verfolgte Juden. | 1994 |
| Maimi von Mirbach                   | 9. April 1899                                   | 8. Oktober 1984         | Potsdam                             | Cellistin und Mitglied der Bekennenden Kirche. Verhalf 1938 Fritz Hirschfeld zur Auswanderung. Mehrere Male versteckte sie in ihrem Haus von der Gestapo gesuchte Juden, um sie vor der Deportation zu bewahren. | 1981 |
| Johann Mitschke                     | 5. Januar 1883                                  |                         | Oppeln                              | Versteckte und rettete drei jüdische Mitbürger. | 2013 |
| Hella Moebes                        | 1916                                            | 8. Mai 2000             | Berlin                              | Hella Moebes stellte der 20-jährigen schwangeren Jüdin Suzanne Mendel ihre Ausweispapiere zur Verfügung, damit diese ihr Kind – für dessen Geburt Komplikationen zu erwarten waren – in einem Berliner Krankenhaus entbinden konnte. | 2014 |
| Georg Moehring                      |                                                 | 1945                    | Berlin                              | Georg Moehring und seine Ehefrau Dorothea Zimmermann, die mit zwei Töchtern in einer kleinen Zweizimmerwohnung in Berlin-Pankow lebten, nahmen Ende 1943 das befreundete jüdische Ehepaar Siegmund und Margarethe Weltlinger in ihre Wohnung auf und versorgten sie mit Lebensmitteln. | 2011 |
| Annemarie Möller                    |                                                 | 7. April 1978           | Duisburg                            | Annemarie Möller, eine Apothekerin aus Duisburg, versteckte für einige Zeit die „halbjüdische“ Tochter Hanna ihres befreundeten Ehepaars Henriette Daniel und Franz Jordan bei sich. | 2009 |
| Elisabeth Möller                    | 1902                                            | 24. Dezember 1966       | Bad Saarow                          | Elisabeth Möller und ihr Ehemann Richard Möller versteckten in ihrem Haus in Bad Saarow, das sie als Zweitwohnsitz nutzten, von Zeit zu Zeit die beiden Juden Gertrud Jacob und Hans Johannes Weiss. | 2011 |
| Richard Möller                      | 1891                                            | 6. Februar 1968         | Bad Saarow                          | Elisabeth Möller und ihr Ehemann Richard Möller versteckten in ihrem Haus in Bad Saarow, das sie als Zweitwohnsitz nutzten, von Zeit zu Zeit die beiden Juden Gertrud Jacob und Hans Johannes Weiss. | 2011 |
| Karin Morgenstern                   | 1906                                            |                         | Braunschweig                        | Marianne Ellenbogen, die letzte Überlebende der jüdischen Familie Ellenbogen, wurde seit August 1943 von mehreren Mitgliedern der Widerstandsgruppe Bund um Artur Jacobs versteckt. Eine dieser Mitglieder war Karin Morgenstern, die mit ihren beiden Töchtern in Braunschweig lebte. Karin Morgenstern und Hedwig Gehrke nahmen Marianne Ellenbogen im Herbst 1943 abwechselnd bei sich auf. Sie versteckten sie und versorgten sie mit Lebensmitteln. 1946 konnte Marianne Ellenbogen nach Großbritannien auswandern. Alle ihre Angehörigen starben im KZ Auschwitz. | 2004 |
| Gertrud Mörike                      | 1904                                            | 24. Dezember 1982       | Flacht                              | Unterstützte ihren Mann Otto Mörike bei der Rettung verfolgter Juden. | 1970 |
| Otto Mörike                         | 7. April 1897                                   | 9. Juli 1978            | Flacht                              | Versteckte verfolgte Juden und organisierte ihnen auch Verstecke an anderen Orten. | 1970 |
| Richard Ernst Moser                 | 13. Mai 1885                                    | 5. April 1967           | Hamburg, Kogel                      | Kaufmann. Für seinen langjährigen jüdischen Mitarbeiter Wilhelm Bernstein erwirkte er zunächst die KZ-Haftentlassung und ermöglichte ihm später die Auswanderung über Holland nach Amerika. Dessen in Hamburg gebliebene Eltern unterstützte er bis zu deren Deportation materiell. Auf seinem Gut Vietow bei Sanitz in Mecklenburg versteckte er zeitweilig seinen jüdischen Schwager Philipp Rappaport und dessen Familie vor der NS-Verfolgung, so dass sie alle überlebten. | 2001 |
| Elfriede Most                       |                                                 |                         | Berlin                              | Schwester von Grete Most. Die Familie Most, Arthur, Gerd, Fritz, Elfriede und Grete, nahm die untergetauchte Jüdin Hanni Weißenberg bis November 1943 in ihrem Haus auf und hielt auch später zu ihr Kontakt. | 1978 |
| Grete Most                          |                                                 |                         | Berlin                              | Schwester von Elfriede Most. Die Familie Most, Arthur, Gerd, Fritz, Elfriede und Grete, nahm die untergetauchte Jüdin Hanni Weißenberg bis November 1943 in ihrem Haus auf und hielt auch später zu ihr Kontakt. | 1978 |
| Ernst-Bruno Motzko                  | 2. August 1899                                  | 19. Dezember 1972       | Kattowitz                           | Ernst-Bruno Motzko versorgte die Mutter und Schwester seines befreundeten jüdischen Arztes Martin Dzialoszynski im Ghetto von Sosnowiec mit Lebensmitteln und Medikamenten. Es gelang ihm die Schwester Hildegard Dzialoszynski sowie Maximilian Dreyfuss und dessen Schwester vor der Deportation nach Auschwitz zu bewahren und zwei Jahre lang in einem Möbellagerraum zu verstecken und mit Lebensmitteln zu versorgen. | 1969 |
| Fritz Mühlhof                       | 4. September 1902                               | 23. Juli 1975           | Raków                               | Fritz Mühlhof, der Leiter der Fabrikwache in Raków bei Tschenstochau, unterstützte die Aktivitäten des jüdischen Widerstands vor Ort. Als das Ghetto von Tschenstochau im Juni 1943 aufgelöst wurde, betrat er mit einer kleinen Gruppe von Juden das brennende Ghetto und verlegte alle Patienten aus dem jüdischen Krankenhaus nach Raków, wo er sie später in der Fabrik beschäftigte. Außerdem kaufte Mühlhof regelmäßig Medikamente für die in der Fabrik tätigen Juden und organisierte Sammlungen, um die Hungerrationen der jüdischen Arbeiter mit weiteren Lebensmitteln zu ergänzen. | 1978 |
| Fritz Müller                        |                                                 |                         | Choroszcz                           | Versteckte Ignatz Bucholz nach seiner Flucht aus dem Ghetto vor der Gestapo. | 1984 |
| Gerhard Müller                      |                                                 |                         | Essen                               | Gerhard Müller und seine Ehefrau Maria Müller waren die Nachbarn des „halbjüdischen“ Ehepaares Kerklies mit ihren acht Kindern in Essen. Als die Gestapo im September 1944 Frau Kerklies und ihre fünf älteren Kinder an einen unbekannten Ort deportierte, kümmerten sich die Müllers um die drei jüngeren Töchter, die jetzt ganz allein waren, da der Vater sich im Elsaß befand. Das Ehepaar Müller versorgte die Kinder mit Lebensmitteln und verhinderte ihre Deportation bis zur Rückkehr des nichtjüdischen Vaters. Durch glückliche Umstände kehrten alle deportierten Familienmitglieder am Ende des Krieges ebenfalls nach Hause zurück. | 1985 |
| Maria Müller                        | 1902                                            |                         | Essen                               | Gerhard Müller und seine Ehefrau Maria Müller waren die Nachbarn des „halbjüdischen“ Ehepaares Kerklies mit ihren acht Kindern in Essen. Als die Gestapo im September 1944 Frau Kerklies und ihre fünf älteren Kinder an einen unbekannten Ort deportierte, kümmerten sich die Müllers um die drei jüngeren Töchter, die jetzt ganz allein waren, da der Vater sich im Elsaß befand. Das Ehepaar Müller versorgte die Kinder mit Lebensmitteln und verhinderte ihre Deportation bis zur Rückkehr des nichtjüdischen Vaters. Durch glückliche Umstände kehrten alle deportierten Familienmitglieder am Ende des Krieges ebenfalls nach Hause zurück. | 1985 |
| Frieda Müller                       |                                                 |                         |                                     | Frieda Müller und ihr Ehemann Mathias Müller spielten eine wichtige Rolle bei der Rettung der jüdischen Familie Herzberg aus Mannheim in den Monaten Februar und März 1945. Der wohlhabende jüdische Textilhändler Karl Herzberg, aus Danzig stammend, lebte bereits seit seiner Kindheit in Mannheim und heiratete hier eine nichtjüdische Frau. Seine Frau trat der jüdischen Gemeinde bei, ebenso wie ihre drei Kinder – ein Sohn und zwei Töchter. Nach den Nürnberger Gesetzen galten die drei Geschwister als Juden (Geltungsjuden), und die Familie Herzberg wurde wie jede andere jüdische Familie im nationalsozialistischen Deutschland verfolgt. Trotzdem trug die Abstammung der Mutter dazu bei, den jüdischen Ehemann und die beiden Töchter – der Sohn hatte es 1938 geschafft, nach Großbritannien auszuwandern – bis sehr spät im Krieg vor der Deportation zu schützen. Im Februar 1945 wurden alle drei von der Gestapo aufgefordert, sich zum Transport ins Konzentrationslager Theresienstadt zu melden. Ab diesem Zeitpunkt trugen Georg Hammer und seine Tochter Gertrud, Wilhelm Bürger sowie Frieda und Mathias Müller dazu bei, die drei Verfolgten zu retten: Herzbergs ehemaliger Geschäftspartner Wilhelm Bürger, der die Familie Herzberg bereits 1944 mit Lebensmittelkarten unterstützt hatte, beschloss – als er merkte, dass die Amerikaner nicht mehr weit entfernt waren – einen vorübergehenden Unterschlupf für die Herzbergs zu finden. Er brachte die Familie zunächst bei Gertrud Hammer und ihrem Vater Georg unter. Obwohl diese die Herzbergs nicht kannten, waren sowohl Tochter als auch Vater bereit, der verfolgten Familie vorübergehend Zuflucht in ihrem Haus in der nahe gelegenen Stadt Schönau (heute Stadtteil von Mannheim) zu geben. Da die Doppelhaushälfte der Hammers hellhörig war, die 16-jährige Doris Herzberg an einer Lungenentzündung erkrankte und es zu ständigen Luftangriffen auf Mannheim kam, fand Wilhelm Bürger später einen geeigneteren Unterschlupf in Ziegelhausen nahe Heidelberg bei Frieda Müller und ihrem Ehemann Mathias. Hier endet am 1. April 1945, als die Amerikaner in Ziegelhausen einmarschierten, die Verfolgung der Familie Herzberg.  | 1978 |
| Mathias Müller                      |                                                 |                         |                                     | Frieda Müller und ihr Ehemann Mathias Müller spielten eine wichtige Rolle bei der Rettung der jüdischen Familie Herzberg aus Mannheim in den Monaten Februar und März 1945. Der wohlhabende jüdische Textilhändler Karl Herzberg, aus Danzig stammend, lebte bereits seit seiner Kindheit in Mannheim und heiratete hier eine nichtjüdische Frau. Seine Frau trat der jüdischen Gemeinde bei, ebenso wie ihre drei Kinder – ein Sohn und zwei Töchter. Nach den Nürnberger Gesetzen galten die drei Geschwister als Juden (Geltungsjuden), und die Familie Herzberg wurde wie jede andere jüdische Familie im nationalsozialistischen Deutschland verfolgt. Trotzdem trug die Abstammung der Mutter dazu bei, den jüdischen Ehemann und die beiden Töchter – der Sohn hatte es 1938 geschafft, nach Großbritannien auszuwandern – bis sehr spät im Krieg vor der Deportation zu schützen. Im Februar 1945 wurden alle drei von der Gestapo aufgefordert, sich zum Transport ins Konzentrationslager Theresienstadt zu melden. Ab diesem Zeitpunkt trugen Georg Hammer und seine Tochter Gertrud, Wilhelm Bürger sowie Frieda und Mathias Müller dazu bei, die drei Verfolgten zu retten: Herzbergs ehemaliger Geschäftspartner Wilhelm Bürger, der die Familie Herzberg bereits 1944 mit Lebensmittelkarten unterstützt hatte, beschloss – als er merkte, dass die Amerikaner nicht mehr weit entfernt waren – einen vorübergehenden Unterschlupf für die Herzbergs zu finden. Er brachte die Familie zunächst bei Gertrud Hammer und ihrem Vater Georg unter. Obwohl diese die Herzbergs nicht kannten, waren sowohl Tochter als auch Vater bereit, der verfolgten Familie vorübergehend Zuflucht in ihrem Haus in der nahe gelegenen Stadt Schönau (heute Stadtteil von Mannheim) zu geben. Da die Doppelhaushälfte der Hammers hellhörig war, die 16-jährige Doris Herzberg an einer Lungenentzündung erkrankte und es zu ständigen Luftangriffen auf Mannheim kam, fand Wilhelm Bürger später einen geeigneteren Unterschlupf in Ziegelhausen nahe Heidelberg bei Frieda Müller und ihrem Ehemann Mathias. Hier endet am 1. April 1945, als die Amerikaner in Ziegelhausen einmarschierten, die Verfolgung der Familie Herzberg.  | 1978 |
| Herta Müller                        |                                                 |                         | Berlin-Weißensee                    | Herta Müller und ihr Ehemann versteckten von Mitte 1943 bis zum Zusammenbruch des nationalsozialistischen Deutschlands das Ehepaar Leo Witkowski und Lieselotte Witkowski in ihrem Haus in Berlin-Weißensee und versorgten sie mit Lebensmitteln. | 1971 |
| Kurt Müller                         | 3. März 1902                                    | 22. Dezember 1958       | Stuttgart-Degerloch                 | Pfarrer Kurt Müller versteckte im reformierten Pfarrhaus von Degerloch im Rahmen der Untergrundorganisation Württembergische Pfarrhauskette und in Zusammenarbeit mit der Vikarin Margarete Hoffer (Schwenningen) und der Gemeindehelferin Elisabeth Braun (Gerstetten) mehrere jüdische Personen vor dem Zugriff der nationalsozialistischen Staatsgewalt. | 2012 |
| Karl Muttje                         |                                                 |                         | Bielsko-Biała                       | Karl Muttje (oder Mütte), ein deutscher Militärarzt, behandelte die schwer verwundete Jüdin Hannah Hochberg, eine im ostgalizischen Bezirk Przemyslany gefangen genommene Partisanin. Als ein Soldat kam, um die Gefangene zum Verhör zu bringen, weigerte sich der Militärarzt, Hannah zu übergeben, und behauptete, sie sei bewusstlos und für den Transport ungeeignet. Daraufhin brachte er sie in einem nahe gelegenen Kuhstall unter und gab Anweisungen, niemanden in ihre Nähe kommen zu lassen. | 1975 |
| Max Nagler                          | 1905                                            | 7. November 1996        | Krakau                              | Max Nagler, ein Mitarbeiter der deutschen Reichspost, versteckte von September 1942 bis Januar 1945 die sechsköpfige jüdische Familie Arzewski (Stanislaw und Bronislawa Arzewski, ihren Sohn Mieczyslaw Arzewski, Bronislawas Mutter Stela Stabryla und Bronislawas Schwester und Schwager Lola Feuer und Jakub Feuer) in seiner Wohnung in Krakau. | 2015 |
| Max Naujocks                        | 5. Januar 1894                                  | 24. Mai 1963            | Berlin                              | Naujocks und seine Frau Herta, die jüdischer Herkunft, aber zum Christentum konvertiert war, versteckten in ihrem Haus im Berliner Stadtteil Malchow die jüdische Familie Weiß. Moritz Weiß wurde von den Nazis entdeckt und ermordet. Seine Frau und seine Tochter, Regina und Ellen, konnten jedoch dank Naujocks Hilfe überleben. | 2011 |
| Ella Neubauer                       | 16. April 1904                                  |                         | Kallinchen                          | Ella Neubauer und ihr Mann Kurt Neubauer versteckten ihren ehemaligen Arbeitgeber Hermann Hersz Kranz, seine Frau Leonore und ihren Sohn Fredy von August 1943 bis Mai 1945 in ihrer Wohnung und versorgten sie mit Lebensmitteln. Zuvor war Familie Kranz von Anna Gutsmann versteckt worden, ebenfalls eine ehemalige Mitarbeiterin von Hermann Herz Kranz. | 2010 |
| Kurt Neubauer                       | 30. Januar 1903                                 | 11. Mai 1975            | Kallinchen                          | Ella Neubauer und ihr Mann Kurt Neubauer versteckten ihren ehemaligen Arbeitgeber Hermann Hersz Kranz, seine Frau Leonore und ihren Sohn Fredy von August 1943 bis Mai 1945 in ihrer Wohnung und versorgten sie mit Lebensmitteln. Zuvor war Familie Kranz von Anna Gutsmann versteckt worden, ebenfalls eine ehemalige Mitarbeiterin von Hermann Herz Kranz. | 2010 |
| Hedwig Neugebauer                   |                                                 |                         | Krakau                              | Hedwig Neugebauer organisierte in Krakau für Juden Verstecke, beschaffte gefälschte Dokumente und organisierte illegale Grenzübertritte. | 2018 |
| Hedwig Neumann                      | 11. Juli 1905                                   | 27. November 1985       | Eberswalde                          | Hedwig Neumann versteckte in Eberswalde Arthur Werthauser. | 2017 |
| Hilde Neyses                        | 1909                                            | 23. Mai 1948            | Düsseldorf                          | Hilde Heyses und ihr Ehemann Prof. Joseph Heyses versteckten vom 17. September 1944 bis zum Einmarsch der Amerikaner am 3. März 1945 in ihrem Haus in Düsseldorf ihre jüdische Bekannte Erna Etscheid. | 1981 |
| Joseph Neyses                       | 10. November 1893                               | 23. Mai 1988            | Düsseldorf                          | Hilde Heyses und ihr Ehemann Prof. Joseph Heyses versteckten vom 17. September 1944 bis zum Einmarsch der Amerikaner am 3. März 1945 in ihrem Haus in Düsseldorf ihre jüdische Bekannte Erna Etscheid. | 1981 |
| Maria Nickel                        | 22. Mai 1910                                    |                         | Berlin                              | Maria Nickel, eine junge Mutter mit zwei Kindern, schützte von Januar 1943 bis Kriegsende in ihrer Arbeiterwohnung in Berlin-Tempelhof das jüdische Kleinkind Reha Abraham, dessen Eltern Ruth und Walter Abraham im Untergrund lebten und die Kriegsjahre ebenfalls überlebten. | 1970 |
| Otto Nickel                         | 1897                                            |                         | Waplitz                             | Otto Nickel, ein Gutsbesitzer aus Waplitz in Ostpreußen, rettete im Frühjahr 1941 in Nowe Miasto die beiden jüdischen Jugendlichen Viktor Gonschorek und Jan Lubinetzki vor der Deportation durch die SS. Es gelang ihm Gonschorek und Lubinetzki auf sein Anwesen in Waplitz zu schaffen, wo sie bis Kriegsende als – angeblich polnische – Landarbeiter tätig sein konnten. | 1969 |
| Fritz Niermann                      | 24. September 1898                              | 9. März 1976            | Essen                               | Lebensmittelhändler Fritz Niermann hielt vier Frauen vier Wochen lang, bis zum Einmarsch der Amerikaner in Essen am 11. April 1945, in seinem Haus Markscheide 50 in Essen-Altendorf versteckt. Sie flüchteten auf dem Weg vom KZ-Außenlager Humboldtstraße zur Arbeit bei der Friedrich Krupp AG. Zudem hielt Niermann weitere russische Zwangsarbeiter versteckt. | 1985 |
| Edith Noerenberg                    |                                                 |                         | Berlin                              | Otto Noerenberg, seine Frau Gertrud und ihre Tochter Edith retteten das Leben der beiden jüdischen Jugendlichen Hans und Wolfgang Lax. Sie versorgten die Beiden mit Lebensmitteln und Kleidung und versteckten sie ab Februar 1943 auf ihrem Grundstück. | 1978 |
| Gertrud Noerenberg                  |                                                 |                         | Berlin                              | Otto Noerenberg, seine Frau Gertrud und ihre Tochter Edith retteten das Leben der beiden jüdischen Jugendlichen Hans und Wolfgang Lax. Sie versorgten die Beiden mit Lebensmitteln und Kleidung und versteckten sie ab Februar 1943 auf ihrem Grundstück. | 1978 |
| Otto Noerenberg                     |                                                 |                         | Berlin                              | Otto Noerenberg, seine Frau Gertrud und ihre Tochter Edith retteten das Leben der beiden jüdischen Jugendlichen Hans und Wolfgang Lax. Sie versorgten die Beiden mit Lebensmitteln und Kleidung und versteckten sie ab Februar 1943 auf ihrem Grundstück. | 1978 |
| Johann Karl Nürnberger              | 24. November 1902                               | 12. Oktober 1958        | Kežmarok                            | Johann Karl Nürnberger, der in den 1920er Jahren nach Kežmarok in der Slowakei gezogen war und dort die Jüdin Paula Grossberg geheiratet hatte, gelang es die Freilassung seiner Schwiegermutter zu erreichen, die nach Auschwitz deportiert werden sollte. Das Ehepaar Nürnberger beherbergte ab 1943 viele polnische Juden auf ihrer Flucht nach Ungarn. Sie nahmen den neun Monate alten Jungen Peter bei sich auf, dessen jüdische Eltern gefangen genommen und getötet worden waren, zogen ihn bis Kriegsende auf und adoptierten ihn dann offiziell. Während des slowakischen Aufstands baute Johann Karl Nürnberger 1944 außerdem außerhalb von Kežmarok einen Bunker, der als Versteck für flüchtende Juden und andere Flüchtlinge diente. | 2013 |
| Norberta Oblöser                    | 18. Juni 1896                                   | 2. April 1999           | Berlin                              | Norberta Oblöser wurde für die Rettung von Lizzi Buttermilch ausgezeichnet. | 2013 |
| Heinz Odenthal                      | 25. Dezember 1897                               | 3. September 1989       | Köln, Rolandseck bei Remagen, Bonn  | Rette Salamon und Henriette Jacoby zusammen mit ihrer Tochter Hildegard Schott. Siehe auch: Josephine Odenthal, Sibylla Cronenberg, Katharina Bayerwaltes | 2005 |
| Josephine Odenthal                  | 6. August 1902                                  | 1. März 1984            | Köln, Rolandseck bei Remagen, Bonn  | Ehefrau von Heinz Odenthal (siehe zuvor) | 2005 |
| Charlotte Oewerdieck                | 17. März 1903                                   |                         | Berlin                              | 1939 ermöglichten die Eheleute Oewerdieck durch finanzielle Unterstützung die Ausreise des Kaufmanns Arno Lachmann mit seiner Frau und seinem betagten Vater nach Shanghai. Während des Krieges versteckten sie in ihrer Wohnung den Büroangestellten Martin Lange und teilten Lebensmittel und Kleidung mit ihm. | 1978 |
| Erhard Oewerdieck                   | 16. Dezember 1893                               |                         | Berlin                              | Ehemann von Charlotte Oewerdieck. | 1978 |
| Friedrich Carl von Oppenheim        | 5. Oktober 1900                                 | 22. November 1978       | Amsterdam                           | Erbrachte in den Niederlanden Hilfeleistungen für verfolgte Juden. | 1996 |
| Josef Otten                         | 10. Dezember 1903                               | 31. Juli 1979           | Düsseldorf                          | Das Ehepaar Josef Otten und Maria Otten versteckte ab Herbst 1944 den 59-jährigen Juden Emanuel Nooitrust, der in Essen wohnte, für neun Monate in ihrem Keller in Düsseldorf und versorgte ihn mit Lebensmitteln. Etwas später wurde dort auch sein 68-jähriger Bruder Salomon (Sally) Nooitrust aus Düsseldorf, Schwiegervater von Peter Belgo junior (ein Bruder von Maria Otten), mit aufgenommen. Beide konnten hierdurch den Holocaust überleben. | 2015 |
| Maria Otten                         | 17. Juni 1904                                   | 6. Juni 1959            | Düsseldorf                          | Das Ehepaar Josef Otten und Maria Otten versteckte ab Herbst 1944 den 59-jährigen Juden Emanuel Nooitrust, der in Essen wohnte, für neun Monate in ihrem Keller in Düsseldorf und versorgte ihn mit Lebensmitteln. Etwas später wurde dort auch sein 68-jähriger Bruder Salomon (Sally) Nooitrust aus Düsseldorf, Schwiegervater von Peter Belgo junior (ein Bruder von Maria Otten), mit aufgenommen. Beide konnten hierdurch den Holocaust überleben. | 2015 |
| Adolf Otto                          | 28. Mai 1904                                    |                         | Zawiercie                           | Adolf Otto, der während des Zweiten Weltkriegs bei der deutschen Luftwaffe in einer Fabrik in Zawiercie arbeitete, hatte dort die Jüdin Alfreda Leizerowicz kennengelernt. Als im August 1943 die Liquidation des Ghettos Zawiercie begann, konnte Alfreda Leizerowicz fliehen und wurde mehr als eine Woche von Adolf Otto und seiner Ehefrau beherbergt. Adolf Otto nannte ihr außerdem die Adresse eines Bauern in einem Nachbarort, wo sie bis Kriegsende arbeiten konnte. | 2011 |
| Anne Otto                           |                                                 |                         | Berlin                              | Willi Otto, der Inhaber einer Schneiderei in Berlin, und seine Ehefrau Anne Otto taten alles in ihrer Macht stehende, um ihren jüdischen Angestellten Martin Moses und seine Frau Meta Moses mit zusätzlichem Essen zu versorgen und ihre Moral aufrechtzuerhalten. | 1982 |
| Willi Otto                          |                                                 |                         | Berlin                              | Willi Otto, der Inhaber einer Schneiderei in Berlin, und seine Ehefrau Anne Otto taten alles in ihrer Macht stehende, um ihren jüdischen Angestellten Martin Moses und seine Frau Meta Moses mit zusätzlichem Essen zu versorgen und ihre Moral aufrechtzuerhalten. | 1982 |
| Katherina Overath                   | 16. September 1926                              | 23. November 1995       | Donrath                             | Katholikin. Befreite eine jüdische Frau und deren nichtjüdischen Ehemann durch eine List aus einer Sammelstelle für Deportationen, versteckte das Ehepaar und deren Tochter. | 1992 |
| Cornelie Pachali                    | 24. Juli 1923                                   | 10. August 2006         | Berlin-Tiergarten                   | Ehefrau von Rudolf Pachali. Das Ehepaar versteckte Ruth Lilienthal. | 2016 |
| Rudolf Pachali                      | 11. November 1914                               | 7. Oktober 2005         | Berlin-Tiergarten                   | Ehemann von Cornelie Pachali. Das Ehepaar versteckte Ruth Lilienthal. | 2016 |
| Melida Palme                        |                                                 |                         | Warschau                            | Marta Heuer (geb. Palme) und ihre Mutter Melida Palme versteckten die Jüdin Maria Abramska, deren Ehemann und die fünf weiteren Familienangehörigen Fela und Heniek Schwarzfuchs sowie Renia, Jacob und Alina Goldspiegel von Mitte 1943 bis August 1944 in ihrer leerstehenden Wohnung in Warschau. | 1975 |
| Otto Pankok                         | 6. Juni 1893                                    | 20. Oktober 1966        | Pesch bei Münstereifel              | Otto Pankok und seine Ehefrau Hulda Pankok versteckten in ihrem Haus den Maler Mathias Barz und dessen jüdische Ehefrau Hilde Stein. | 2013 |
| Hulda Pankok                        | 20. Februar 1895                                | 8. September 1985       | Pesch bei Münstereifel              | Otto Pankok und seine Ehefrau Hulda Pankok versteckten in ihrem Haus den Maler Mathias Barz und dessen jüdische Ehefrau Hilde Stein. | 2013 |
| Erika Patzschke                     |                                                 |                         | Berlin                              | Erika Patzschke und ihr Ehemann Herbert Patzschke, Gertrud Kochanowski und ihr Vater sowie Dorle und Albert Heuer hatten von 1942 bis 1945 die Jüdin Margot Bloch versteckt bei sich untergebracht. | 1976 |
| Herbert Patzschke                   |                                                 |                         | Berlin                              | Erika Patzschke und ihr Ehemann Herbert Patzschke, Gertrud Kochanowski und ihr Vater sowie Dorle und Albert Heuer hatten von 1942 bis 1945 die Jüdin Margot Bloch versteckt bei sich untergebracht. | 1976 |
| Hedwig Pauli                        | 4. März 1891                                    | 28. Januar 1980         | Berlin                              | Hedwig Pauli, die Schwester von Anne Dudacy beteiligte sich bei der Rettung des jüdischen Ehepaares Lothar und Nelly Orbach, die sich von Januar 1943 bis zum Ende des Krieges bei Anne Dudacy und ihrer Tochter verstecken konnten. Von Sommer 1943 bis Herbst 1944 lebte Frau Orbach auch in der Wohnung von Hedwig Pauli. | 1996 |
| Olga Paulo                          | 12. Mai 1898                                    | 19. Dezember 1945       | Winniki                             | Olga Paulo und ihr Ehemann Vinzenz Paulo versteckten ab Anfang 1942 bis zum Einzug der Russen im Sommer 1944 ihre jüdische Bekannte Charlotte Eisenberg und deren beide Töchter Soniuta und Nina. Später nahmen sie auch die zehnjährige Tochter einer ermordeten polnisch-jüdischen Anwältin, Barbara Bürger (mit bürgerlichem Namen Irena Rogoza), bei sich auf. | 1994 |
| Vinzenz Paulo                       | 22. April 1883                                  | 7. Dezember 1960        | Winniki                             | Olga Paulo und ihr Ehemann Vinzenz Paulo versteckten ab Anfang 1942 bis zum Einzug der Russen im Sommer 1944 ihre jüdische Bekannte Charlotte Eisenberg und deren beide Töchter Soniuta und Nina. Später nahmen sie auch die zehnjährige Tochter einer ermordeten polnisch-jüdischen Anwältin, Barbara Bürger (mit bürgerlichem Namen Irena Rogoza), bei sich auf. | 1994 |
| Felicia Pauselius                   |                                                 |                         | Berlin                              | Felicia Pauselius versteckte Herbert Strauss im März/April 1943 in ihrer Wohnung in Berlin. | 2001 |
| Hubert Pentrop                      | 14. Januar 1895                                 |                         | Nordkirchen                         | Hubert Pentrop, ein Bauer aus Nordkirchen, versteckte seinen jüdischen Bekannten Siegmund Spiegel, dessen Frau Marga Spiegel und ihre dreijährige Tochter acht Monate lang auf seinem Bauernhof. Außerdem organisierte er weitere Verstecke für die Familie. | 1965 |
| Rolf Peschel                        |                                                 | 12. Juni 1944           | Warschau                            | Rolf Peschel, ein von 1940 bis 1944 in Warschau stationierter Polizeibeamter, nutzte seine Position und seine Verbindungen, um die Jüdin Sandra Brand, ihre Schwester und andere Juden zu schützen oder sie mit gefälschten Ausweispapieren zu versorgen. | 1997 |
| Ernst Pfau                          | 30. Dezember 1906                               | 1. März 2003            | Ludwigshafen                        | Ernst Pfau versteckte Gustel Wagner und ihre Familienangehörigen in seiner Holzhütte nahe Bad Dürkheim. | 1975 |
| Stephan Hubertus Pfürtner           | 23. November 1922                               | 2. Juli 2012            | Danzig                              | Pfürtner verhalf als Soldat im November 1944 drei Jüdinnen zur Flucht aus dem KZ Stutthof und verbarg eine von ihnen in seinem Danziger Elternhaus. | 2006 |
| Helene Pissarius                    |                                                 |                         | Berlin                              | Paul Pissarius und seine Ehefrau Helene Pissarius versteckten die jüdische Familie Leopold, Bertha und Ernst Joseph in ihrem Haus, um sie vor Deportation und Tod zu bewahren. | 2010 |
| Paul Pissarius                      |                                                 |                         | Berlin                              | Paul Pissarius und seine Ehefrau Helene Pissarius versteckten die jüdische Familie Leopold, Bertha und Ernst Joseph in ihrem Haus, um sie vor Deportation und Tod zu bewahren. | 2010 |
| Karl Plagge                         | 10. Juli 1897                                   | 19. Juni 1957           | Vilnius                             | Deutscher Offizier der Wehrmacht, zuletzt Major, der während des Zweiten Weltkrieges mindestens 250 ihm zugewiesene jüdische Zwangsarbeiter vor der Ermordung in dem Ghetto Vilnius des Nationalsozialismus bewahrte. Von 1931 bis zu seinem Austritt 1939 NSDAP-Mitglied. Als Major war Plagge ab 1941 der Leiter des Heereskraftfahrparks (HKP) 562 Ost im litauischen Wilna (Vilnius). Dank seiner stetigen Bemühungen, Juden in sein Arbeitslager zu holen und auch die Familien zusammenzuhalten, konnten ca. 250 von über 1000 inhaftierten Juden den Holocaust überleben. Diesen – die anderen wurden aufgespürt und ermordet – gelang es aufgrund von Plagges Warnung vor der Übernahme des Lagers durch die SS, bis zur endgültigen Besetzung von Vilnius durch die Rote Armee in selbst vorbereiteten Verstecken zu überleben. | 2004 |
| Dorothee Poelchau                   | 6. Juni 1902                                    | 4. November 1977        | Berlin                              | Ehefrau von Harald Poelchau. | 1971 |
| Harald Poelchau                     | 5. Oktober 1903                                 | 29. April 1972          | Berlin                              | Harald Poelchau war Gefängnispfarrer und religiöser Sozialist. Verhalf zahlreichen Juden zum Untertauchen. | 1971 |
| Agneta Pohl                         | 26. April 1884                                  | 30. Oktober 1973        | Berlin                              | Angela Manthe (geb. Pohl) und ihre Mutter Agneta Pohl versteckten vom November 1942 bis zur Befreiung 1945 die Jüdin Else Studinski und ihren Ehemann Arthur Klein in ihrem kleinen Haus in Berlin-Rahnsdorf. Außerdem beherbergten sie von November bis Ende Dezember 1942 die Schwester und den Schwager von Arthur Klein mit ihrem zweijährigen Sohn und im Sommer 1944 für vierzehn Tage das 17-jährige jüdische Mädchen Sonja Weissbrod. | 1994 |
| Angela Pohl                         | 25. April 1918                                  |                         | Berlin                              | Angela Manthe (geb. Pohl) und ihre Mutter Agneta Pohl versteckten vom November 1942 bis zur Befreiung 1945 die Jüdin Else Studinski und ihren Ehemann Arthur Klein in ihrem kleinen Haus in Berlin-Rahnsdorf. Außerdem beherbergten sie von November bis Ende Dezember 1942 die Schwester und den Schwager von Arthur Klein mit ihrem zweijährigen Sohn und im Sommer 1944 für vierzehn Tage das 17-jährige jüdische Mädchen Sonja Weissbrod. | 1994 |
| Lili Pollatz                        | 8. November 1883                                | 1. März 1946            | Haarlem                             | Ehefrau von Manfred Pollatz. | 2013 |
| Manfred Pollatz                     | 21. Oktober 1886                                | 8. September 1964       | Haarlem                             | Reformpädagoge, Quäker. Nach seiner Auswanderung in die Niederlande gründete das Ehepaar Pollatz ein Heim mit einer kleinen Schule für Flüchtlingskinder aus Deutschland. In erster Linie nahmen sie dort „Halbjuden“ auf. Nach der deutschen Besetzung wurden zehn holländische jüdische Kinder im Alter von zwei Monaten bis drei Jahren von der Familie Pollatz versteckt. Von den 28 namentlich bekannten deutsch-jüdischen Kindern, die Zuflucht in dem Pollatzschen Heim gefunden hatten, überlebten 23 die NS-Zeit. | 2013 |
| Hedwig Porschütz                    | 10. Juni 1900                                   | 26. März 1977           | Berlin                              | Tochter von Hedwig Voelker. Stenotypistin, versteckte und versorgte Juden mit gefälschten Papieren und Lebensmitteln. Ihr 1956 gestellter Antrag auf Anerkennung als politisch Verfolgte, wurde abgelehnt wegen ihres „unehrenhaften Lebenswandels“! | 2012 |
| Christian Pütz                      |                                                 |                         | Rheidt                              | Adele Köhn (geb. Pütz) und ihre Eltern Christian Pütz und Christine Pütz retteten das Leben des jüdischen Pflegekindes Karola Stern. Karola Stern wurde 1938 von Christina und Christine Pütz in ihre Familie aufgenommen. Die Familie kümmerte sich die kommenden sechs Jahre um ihre Pflegetochter. Auch nach der Verhaftung der Pflegetochter durch die Gestapo 1944 und ihrer darauffolgenden Flucht konnten sie Karola Stern unterstützen und bei einer Kusine von Adele Köhn in Schlesien ein neues Versteck für sie finden. | 1985 |
| Christine Pütz                      |                                                 |                         | Rheidt                              | Adele Köhn (geb. Pütz) und ihre Eltern Christian Pütz und Christine Pütz retteten das Leben des jüdischen Pflegekindes Karola Stern. Karola Stern wurde 1938 von Christina und Christine Pütz in ihre Familie aufgenommen. Die Familie kümmerte sich die kommenden sechs Jahre um ihre Pflegetochter. Auch nach der Verhaftung der Pflegetochter durch die Gestapo 1944 und ihrer darauffolgenden Flucht konnten sie Karola Stern unterstützen und bei einer Kusine von Adele Köhn in Schlesien ein neues Versteck für sie finden. | 1985 |
| Erna Raack                          | 1916                                            | 16. März 2003           | Görlitz                             | Tochter von Ida und Ernst Scharf. | 2012 |
| Gerhard Radke                       | 18. Februar 1914                                | 24. Juli 1999           | Belgrad                             | Radke war als Soldat in der Nähe von Belgrad stationiert. In dem Haus, in dem er untergebracht war, lebte auch eine aus Belgrad geflüchtete jüdische Familie. Radke half ihnen, ihre in Belgrad zurückgelassenen Pässe zu holen, indem er sie mit einem Militärfahrzeug zu ihrer Wohnung fuhr und die dort angebrachte Versiegelung aufbrach. Anschließend besorgte er ihnen alle für die Ausreise nach Palästina notwendigen Reisepapiere, bevor er an die russische Front versetzt wurde. | 1977 |
| Gerd Ramm                           | 14. September 1906                              | 27. April 1968          | Berlin                              | Gerd Ramm erwarb in den 1930er-Jahren mehrere Unternehmen in Berlin und Norddeutschland – z. T. von Juden, die aus Deutschland fliehen mussten – und gelangte so zu Wohlstand. In seinen Werkstätten im Prenzlauer Berg arbeiteten auch jüdische Zwangsarbeiter. Der deutschnational eingestellte Kaufmann war aber ein entschiedener Gegner des Nationalsozialismus. Er warnte seine Zwangsarbeiter vor einer drohenden Razzia und bot ihnen Verstecke an. So verbargen sich u. a. Konrad Friedländer, dessen Vater Bernhard Friedländer, der jüdische Textilkaufmann Alfred Boehm und der schon 1941 vor der Gestapo geflohene Heinz Jacobius in der Firma oder der Charlottenburger Wohnung. In letzterer lebten auch seine Ehefrau und seine kleine Tochter. Ramm verwendete einen Teil seines Vermögens dazu, falsche Papiere für seine Schützlinge zu bezahlen. Relativ einfach waren die Postausweise zu erhalten, allerdings hielten sie genaueren Überprüfungen nicht stand. Für je 6000 RM erwarb er von einem korrupten Büroangestellten im Oberkommando der Wehrmacht Ausweiskarten für Heinz Jacobius und Konrad Friedländer. Die Dokumente wiesen sie als Zivilmitarbeiter der Behörde aus. Heinz Jacobius wurde zwar Ende 1944 verhaftet und ins Ghetto Theresienstadt deportiert, überlebte aber. Die anderen erwähnten Männer blieben unentdeckt in Berlin. Gerd Ramm rettete mindestens zehn Menschen das Leben und erhielt dafür 1959 das Bundesverdienstkreuz. | 2009 |
| Erwin Ratz                          | 22. Dezember 1898                               | 12. Dezember 1973       | Wien                                | Erwin Ratz und seine Ehefrau Leonie Ratz versteckten in Wien mehrere jüdische Mitbürger und versorgten sie mit Lebensmitteln. | 2014 |
| Leonie Ratz                         | 20. August 1900                                 | 6. Januar 1981          | Wien                                | Erwin Ratz und seine Ehefrau Leonie Ratz versteckten in Wien mehrere jüdische Mitbürger und versorgten sie mit Lebensmitteln. | 2014 |
| Alois Rauch                         | 1884                                            | 21. Mai 1962            | Grucking                            | Alois Rauch und seine Ehefrau Maria Rauch nahmen die Jüdin Elfriede Seitz von Mai 1943 bis zur Befreiung in ihr Haus in Grucking auf und versorgten sie mit allem Lebensnotwendigen. | 2013 |
| Maria Rauch                         |                                                 |                         | Grucking                            | Alois Rauch und seine Ehefrau Maria Rauch nahmen die Jüdin Elfriede Seitz von Mai 1943 bis zur Befreiung in ihr Haus in Grucking auf und versorgten sie mit allem Lebensnotwendigen. | 2013 |
| Charlotte Rebhun                    |                                                 | 1945                    | Warschau                            | Charlotte Rebhun, die Frau des Juden Max Rebhun, folgte ihrem Mann, der nach der Kristallnacht festgenommen und nach Polen deportiert worden war, von Berlin nach Warschau und lebte mit ihm und ihren beiden Kindern im Warschauer Ghetto. 1942 floh Charlotte Rebhun mit ihren Kindern aus dem Ghetto und wohnte in Warschau. Ihr Ehemann wurde nach Treblinka deportiert. Charlotte Rebhuhn gewährte in ihrer Wohnung acht illegal lebenden Juden Schutz. Unter ihnen war das neun Monate alte Mädchen Barbara, das aus dem Ghetto geschmuggelt und von ihren verzweifelten jüdischen Eltern Rebhun anvertraut worden war. Die Rebhuns versorgten das jüdische Baby etwa 18 Monate lang und gaben ihr den Spitznamen „Baschka“. Nach der Niederschlagung des Warschauer Aufstands im Herbst 1944 wurde die Familie Rebhun zusammen mit dem Rest der polnischen Bevölkerung aus Warschau evakuiert. Bei einer am Bahnhof durchgeführten Selektion wurden die Mitglieder der Familie Rebhun gewaltsam voneinander getrennt. Der Sohn Wolfgang wurde als Strafe für seine Teilnahme an der Revolte ins KZ Mauthausen geschickt. Charlotte Rebhuhn und ihre Tochter wurden ins KZ Ravensbruck gebracht, wo Charlotte 1945 hingerichtet wurde. Das kleine Mädchen – damals zweieinhalb Jahre alt – wurde allein auf dem Bahnsteig zurückgelassen und von der polnischen Familie Kaczmarek aufgenommen. | 1997 |
| Eberhard Rebling                    | 4. Dezember 1911                                | 2. August 2008          | Naarden                             | Musiker, Antifaschist. Rebling kaufte sich Anfang 1943 in den Niederlanden unter falschem Namen ein Haus und bot bis zu 20 jüdischen Flüchtlingen Unterschlupf. | 2007 |
| Friedrich Reck-Malleczewen          | 11. August 1884                                 | Februar 1945            | Bayern                              | Ehemann von Irmgard Reck-Malleczewen; Mitwirkung an der Rettung von Max Bachmann, Albertine Herda (geb. Gimpel) und Richard Marx. | 2014 |
| Irmgard Reck-Malleczewen            | 1912                                            | 1999                    | Bayern                              | Ehefrau von Friedrich Reck-Malleczewen; Mitwirkung an der Rettung von Max Bachmann, Albertine Herda (geb. Gimpel) und Richard Marx. | 2014 |
| Euphrosine Recke                    | 25. April 1896                                  | 6. Oktober 1978         | Berlin                              | Euphrosine Recke rettete Ilse und Joe David. | 2021 |
| Gisela Reissenberger                | 1913                                            |                         | Berlin-Biesdorf                     | Elsa Ledetsch und ihre Tochter Gisela Reissenberger versteckten ab Februar 1943 in ihren Wohnungen in Berlin-Biesdorf zunächst die Jüdin Rachela Schipper und ihre Tochter Jenny Schipper, ab April 1943 zusätzlich noch das jüdische Ehepaar Gustav und Irma Compart und versorgten sie mit Lebensmitteln. In 1944 gelang es den beiden Frauen dann ein besseres Versteck für ihre Schützlinge zu finden und sie dort unterzubringen. | 1987 |
| Paul Rentsch                        | 29. September 1898                              | 8. Mai 1944             | Berlin                              | Zahnarzt, Widerstandskämpfer. Er gehörte zusammen mit Georg Groscurth, Robert Havemann und Herbert Richter zu den Verfassern des am 15. Juli 1943 entstandenen Manifestes „Die Zukunft von morgen wird ein geeintes sozialistisches Europa sein“. Es sollte der Vorbereitung des bewaffneten Aufstandes gegen die nationalsozialistische Diktatur dienen. Außerdem half die Gruppe im Untergrund lebenden Juden, indem sie ihnen falsche Personalpapiere besorgten. | 2005 |
| Herbert Richter                     | 5. August 1901                                  | 8. Mai 1944             | Berlin                              | Architekt. Für das Widerstandsnetz von Harro Schulze-Boysen beschaffte er Informationen aus dem Generalstab des Oberkommandos der Luftwaffe (OKL). Richter war 1939 mit dem Arzt Georg Groscurth, dem Chemiker Robert Havemann und dem Zahnarzt Paul Rentsch einer der Mitbegründer der Widerstandsgruppe Europäische Union | 2005 |
| Emma Richter                        | 20. April 1891                                  |                         | Berlin                              | Ab November 1938 wohnte die Jüdin Meta Sawady bei ihr, während diese zur Zwangsarbeit in einer Fabrik gezwungen war. Bei der Fabrikaktion wurde Sawady verhaftet, konnte aber beim Transport nach Auschwitz fliehen und sich bei Richter verstecken. Nach sechs Monaten in der Wohnung Richters brachte diese sie wegen der steigenden Gefahr von Luftangriffen in ein Sommerhaus außerhalb Berlins. Richter besuchte Sawady dort täglich und versorgte sie mit Lebensmitteln. Außerdem schickte sie Lebensmittelpakete an Verwandte Sawadys ins KZ Theresienstadt. | 1964 |
| Walter Rieck                        |                                                 |                         | Berlin                              | Grundschulleiter und aktiver Sozialdemokrat. Unterstützte die Frau und Tochter seines jüdischen Freundes Martin Deutschkron ab 1939, versorgte sie mit Nahrungsmitteln und organisierte neue Verstecke. | 1971 |
| Grete Rönnfeldt                     | 6. November 1901                                | 12. Juni 1981           | Neuenhagen bei Berlin               | Grete Rönnfeldt nahm 1943 einen jüdischen Jugendlichen, dessen Kindermädchen sie gewesen war, in ihre Familie auf, als ihm die Deportation drohte. Er blieb bei ihr bis zum Ende des Weltkrieges. | 2003 |
| Ida Röscher                         | 24. März 1896                                   |                         | Berlin                              | Ida Röscher, ihre Schwester Paula Wendt und das Ehepaar Adolf und Frieda Wiegel schützten während des Krieges in Berlin Juden, die im Untergrund lebten. Zu ihnen gehörte Alfred Gerschlowitz, der von März 1943 von Oktober 1944 in Berlin bzw. in einer Wohnung in Prieros versteckt und unterstützt wurde, sowie Gertrude und Werner Scharff, die sich von Zeit zu Zeit bei ihnen versteckten. Werner Scharff, der im Herbst 1943 eine Widerstandsgruppe namens „Gemeinschaft für Frieden und Aufbau“ gegründet hatte, die in Luckenwalde tätig war, wurde von Adolf Wiegel durch den Druck Flugblättern unterstützt. Im Herbst 1944 gelang es der Gestapo die kleine Widerstandsgruppe zu zerschlagen. Adolf Wiegel wurde zunächst in ein Zwangsarbeitslager in Wuhlheide gebracht und im April 1945 auf dem Weg ins Konzentrationslager Dachau ermordet. Werner Scharff wurde in das Konzentrationslager Sachsenhausen deportiert und am 16. März 1945 ermordet. Ida Röscher, Paula Wendt und Frieda Wiegel wurden in das Zwangsarbeitslager Fehrbellin gebracht, wo sie bis zur Befreiung blieben. Auch Alfred Gerschlowitz überlebte. | 2004 |
| Selma Rosemann                      | 1896                                            |                         | Breslau                             | Selma Rosemann versorgte in Breslau verfolgte Juden während des Krieges mit Lebensmitteln. Während der Belagerung von Breslau ab Januar 1945 versteckte sie eine Reihe von Juden in ihrem Haus, um sie vor der Deportation ins Konzentrationslager zu bewahren. | 2001 |
| Paula Rosen                         |                                                 |                         | Warschau                            | Paula Rosen, geb. Muschel versteckte in Warschau die aus dem Ghetto geflohene Jüdin Krystyna Miriam Mendelson und ihre Mutter Maria Mendelsohn. | 2012 |
| Emma Rosenthal                      | 1890                                            |                         | Berlin                              | Emma Rosenthal versteckte in Berlin den Juden Henry Atlas. | 2013 |
| Alfred Roßner                       | 17. Dezember 1906                               | 1944                    | Będzin                              | Textilkaufmann. Als Treuhänder für enteignete jüdische Firmen im annektierten Oberschlesien bewahrte er ihm untergebene jüdische Zwangsarbeiter und deren Angehörige vor Deportationen in die Vernichtungslager. | 1995 |
| Else Rouge                          |                                                 |                         | Hösel                               | Else Rouge, die Leiterin eines kleinen Restaurants in Hösel bei Düsseldorf, bot dem jüdischen Ehepaar Arthur und Hedwig Berg, die 1942 untergetaucht waren, ab September 1944 Schutz. Das Ehepaar Berg lebte bis zum Tag der Befreiung bei Else Rouge. | 1978 |
| Walter Rozenkrantz                  |                                                 |                         | Biala Bielsko                       | Walter Rozenkrantz, ein deutscher Wehrmachtsoffizier, versorgte die verwundete und gefangene jüdische Partisanin Hannah Hochberg in Biala Bielsko mit Kleidung und einer nichtjüdischen Identität. Er ließ sie frei und riet ihr, ihre Partisanengruppe zu warnen, sofort an einen anderen Ort zu ziehen, um einer Gefangennahme durch die Deutschen zu entgehen. | 1975 |
| Eduard Rügemer                      | 27. März 1883                                   | 2. November 1953        | Tarnopol                            | Rügemer half Irene Gut, zwölf Juden in Tarnopol zu verstecken, die aufgrund dieser Hilfsmaßnahme überlebten, unter ihnen Roman Haller. | 2012 |
| August Ruf                          | 5. November 1869                                | 8. April 1944           | Singen                              | Katholischer Geistlicher, „Staatsfeind im Priestergewand“, verhalf einer jüdischen Arztwitwe zur Flucht in die Schweiz. | 2004 |
| August Sapandowski                  | 17. Juni 1882                                   | 10. März 1945           | Berlin                              | August Sapandowski, ein verwitweter Kommunist aus Berlin-Wilmersdorf, lebte ab 1941 in seiner Wohnung mit Elsbeth Orgler, einer im Untergrund lebenden jüdischen Frau. Ende Oktober 1942 wurde er von Herbert Strauss und seiner Freundin Lotte Schloss um Hilfe gebeten und er versteckte die beiden jüdischen Bekannten in einem Keller unweit seiner eigenen Wohnung. Nachdem es Herbert Strauss und Lotte Schloss gelungen war, ein alternatives Versteck zu finden, versteckte Sapandowski andere Verfolgte im Keller, darunter eine Mutter und ihren Sohn. Sie erregten jedoch zu viel Aufmerksamkeit und wurden von einem Nachbarn denunziert. August Sapandowski und Elsbeth Orgler flohen daraufhin für einige Monate nach Tirol, kehrten im April 1943 aber wieder in ihre Wohnung zurück und wurden einen Monat später von der Gestapo verhaftet. Elsbeth Orgler wurde nach Auschwitz deportiert und ermordet. August Sapandowski wurde drei Monate lang eingesperrt. Nach seiner Freilassung half er weiterhin anderen Verfolgten. Er wurde am 28. Juni 1944 erneut von der Gestapo in seiner Wohnung zusammen mit einem Ehepaar namens Neumann und ihren beiden Kindern verhaftet, die sich alle bei ihm versteckt hatten. Sapandowski wurde zunächst ins KZ Sachsenhausen und dann ins KZ Bergen-Belsen deportiert, wo er verstorben ist oder ermordet wurde. Das Schicksal der Familie Neumann ist nicht bekannt. | 2001 |
| Artur Schade                        |                                                 | 1982                    | Białystok                           | Versteckte zwei Mal Juden während SS-Razzien in seiner Wohnung und half ihnen, aus dem Ghetto Bialystok zur jüdischen Untergrundbewegung zu entkommen. Schade unterstützte nicht nur die von ihm versteckten Personen, sondern auch jüdische Partisanengruppen mit Nahrungsmitteln, Medikamenten, Karten und Waffen. (Literatur siehe Artikel zu Otto Busse (Widerstandskämpfer)) | 1995 |
| Hildegard Schaeder                  | 13. April 1902                                  | 11. April 1984          | Berlin-Dahlem                       | Mitglied der Bekennenden Kirche. Sie versorgte u. a. inhaftierte und untergetauchte Juden mit Lebensmitteln. Am 14. September 1943 wurde sie verhaftet und verbrachte die Zeit bis zum Kriegsende großteils im KZ Ravensbrück. | 2000 |
| Anni Schallenberg                   | 30. Oktober 1911                                | 29. September 1999      | Köln                                | Anni Schallenberg (geb. Bongers), ihr Ehemann Bertram Schallenberg und ihre Eltern Paul Bongers und Kaethe Bongers versteckten ab Dezember 1944 die Jüdin Herta Olbertz und ihre Tochter Kaetedore Olbertz für zwei Monate in ihrem Haus. | 2007 |
| Bertram Schallenberg                | 9. Mai 1904                                     | 14. Juni 1983           | Köln                                | Anni Schallenberg (geb. Bongers), ihr Ehemann Bertram Schallenberg und ihre Eltern Paul Bongers und Kaethe Bongers versteckten ab Dezember 1944 die Jüdin Herta Olbertz und ihre Tochter Kaetedore Olbertz für zwei Monate in ihrem Haus. | 2007 |
| Johanna Schallschmidt               |                                                 |                         | Berlin                              | Johanna Schallschmidt war in der Untergrundorganisation Gemeinschaft für Frieden und Aufbau tätig, deren Leiter Hans Winkler aus Luckenwalde bei Berlin war. Schallschmidt versteckte die Jüdin Ilse Gruen und ihren Mann für einige Zeit und versuchte ein weiteres Versteck für sie zu organisieren. Der Gestapo gelang es jedoch das Ehepaar Gruen und Johanna Schallschmidt zu verhaften und ins Konzentrationslager einzuweisen. Nur Ilse Gruen überlebte. | 1982 |
| Ernst Scharf                        | 1891                                            |                         | Görlitz                             | Der Kommunist Ernst Scharf und seine Ehefrau Ida Scharf waren an der Rettung der vierköpfigen „halbjüdischen“ Familie Michalski beteiligt. Sie nahmen im Herbst 1944 die zwei Kinder des Ehepaars bei sich in ihrem kleinen Bauernhof in Thiemendorf auf und versorgten die Kinder bis Februar 1945. | 2012 |
| Ida Scharf                          | 1890                                            |                         | Görlitz                             | Der Kommunist Ernst Scharf und seine Ehefrau Ida Scharf waren an der Rettung der vierköpfigen „halbjüdischen“ Familie Michalski beteiligt. Sie nahmen im Herbst 1944 die zwei Kinder des Ehepaars bei sich in ihrem kleinen Bauernhof in Thiemendorf auf und versorgten die Kinder bis Februar 1945. | 2012 |
| Heinz Scheidling                    |                                                 |                         | Dessau                              | Heinz Scheidling, ein Architekt der in der Nähe von Dessau die 14-jährige Jüdin Judy Finkelstein kennengelernt und beschäftigt hatte, half der Jugendlichen bei ihrer Flucht über Berlin nach Posen. Scheidling kaufte ihr eine Fahrkarte und trennte sich in Berlin von ihr, nachdem er ihr Geld und Lebensmittelkarten zur Verfügung gestellt hatte. | 1990 |
| Helene von Schell                   | 20. Juli 1903                                   |                         | Berlin-Moabit                       | Helene von Schell versteckte das befreundete jüdische Ehepaar Hans und Margot Foss mit ihren Söhnen Werner und Harry von Dezember 1942 bis zur Befreiung Berlins durch die Alliierten in ihrer Wohnung. | 2000 |
| Gisela Scherer                      |                                                 |                         | München                             | Von Januar 1945 bis Kriegsende versteckten und versorgten Gisela Scherer und ihre Schwester Josy Scherer-Hoffmann ihre jüdische Freundin Rosl Vetter in ihrer Münchner Wohnung. | 1971 |
| Josy Scherer-Hoffmann               |                                                 |                         | München                             | Von Januar 1945 bis Kriegsende versteckten und versorgten Gisela Scherer und ihre Schwester Josy Scherer-Hoffmann ihre jüdische Freundin Rosl Vetter in ihrer Münchner Wohnung. | 1971 |
| Elisabeth Schiemann                 | 15. August 1881                                 | 3. Januar 1972          | Berlin                              | Biologin, kritisierte die Rassenpolitik der Nationalsozialisten, Mitglied der bekennenden Kirche. | 2014 |
| Emilie Schindler                    | 22. Oktober 1907                                | 5. Oktober 2001         | Krakau Bruennlitz                   | Ehefrau von Oskar Schindler. | 1993 |
| Emma Schindler                      |                                                 |                         | Berlin                              | Emma Schindler versteckte in Berlin den Juden Henry Atlas. | 2013 |
| Oskar Schindler                     | 28. April 1908                                  | 9. Oktober 1974         | Krakau Bruennlitz                   | Beschäftigte während des 2. Weltkrieges 1200 jüdische Zwangsarbeiter und rettete sie damit vor dem sicheren Tod. | 1993 |
| Bartholomäus Schink                 | 27. November 1927                               | 10. November 1944       | Köln                                | Bartholomäus Schink war zunächst Mitglied der Edelweißpiraten, dann der Ehrenfelder Gruppe im Kölner Stadtteil Ehrenfeld. Diese beging im zerstörten Köln zahlreiche Lebensmittel- und Waffendiebstähle, versteckte aber auch geflüchtete Zwangsarbeiter, untergetauchte Juden und Deserteure. | 1982 |
| Herman Schlatzke                    |                                                 |                         |                                     | [ 396 ] | 2021 |
| Elsa Schleiermacher                 |                                                 |                         | Berlin                              | Elsa Schleiermacher und ihr Ehemann Walter Schleiermacher beschäftigten von 1932 bis 1936 in ihrem Berliner Haus die Jüdin Gabriela Valentin als Gouvernante ihrer drei Kinder. Nach einer Inspektion durch das Reichsrassenamt wurde den Schleiermachern 1936 die Beschäftigung einer nicht-arischen Gouvernante verboten. Sie schickten Valentin daraufhin zu Familienangehörigen nach Danzig, wo sie vier Monate lang ein krankes Kind betreute. Danach kehrte sie zu den Schleiermachern nach Berlin zurück, die sie bis zu ihrem Weggang nach Bayern illegal beschäftigten. Auch während der Kriegsjahre korrespondierten die Schleiermachers mit Gabriela Valentin, die weiterhin in Berlin bei lebte, und schickten ihr Pakete mit Kleidern. | 1985 |
| Walter Schleiermacher               |                                                 |                         | Berlin                              | Elsa Schleiermacher und ihr Ehemann Walter Schleiermacher beschäftigten von 1932 bis 1936 in ihrem Berliner Haus die Jüdin Gabriela Valentin als Gouvernante ihrer drei Kinder. Nach einer Inspektion durch das Reichsrassenamt wurde den Schleiermachern 1936 die Beschäftigung einer nicht-arischen Gouvernante verboten. Sie schickten Valentin daraufhin zu Familienangehörigen nach Danzig, wo sie vier Monate lang ein krankes Kind betreute. Danach kehrte sie zu den Schleiermachern nach Berlin zurück, die sie bis zu ihrem Weggang nach Bayern illegal beschäftigten. Auch während der Kriegsjahre korrespondierten die Schleiermachers mit Gabriela Valentin, die weiterhin in Berlin bei lebte, und schickten ihr Pakete mit Kleidern. | 1985 |
| Arthur und Paula Schmidt            | 7. November 1887                                | 4. Juli 1959            | Berlin, Worin                       | Arthur Schmidt und seine zweite Ehefrau Paula, ein Kaufmannsehepaar aus Berlin, versteckten die sieben jüdischen Kinder von Alexander (konvertierte zum Judentum) und Pauline Weber geb. Banda (Jüdin; 1943 in Auschwitz ermordet) aus Berlin in einem Lagerhaus für Gemüse in Worin (hinter dem Gasthaus „Zum Grünen Wald“) zwei Jahre lang und entzogen sie so dem Zugriff der Nationalsozialisten. Der NSDAP-Bürgermeister von Worin, Rudi Fehrmann deckte die Aktion. Arthur Schmidt selbst besaß in Berlin mehrere eigene Lager- und Verkaufseinrichtungen für Obst und Gemüse. Im Umkreis von Berlin befanden sich seit Generationen im Besitz der Familie Schmidt mehrere eigene Anbaugebiete für Gemüse und dazugehörige Lagerhäuser, so unter anderem auch das als Zwischenlager für Gemüse genutzte Lagerhaus in Worin, in dem die sieben jüdischen Kinder versteckt wurden. Nachdem in Folge des Zweiten Weltkrieges die Berliner Wohnung von Arthur Schmidt selbst zerstört wurde, zogen er und seine Frau Paula zeitweilig in ein kleines hergerichtetes Haus, das sich neben der Lagerhalle in Worin befand. Auch seine zwei Söhne aus erster Ehe, Arthur und Gerhard Schmidt lebten für kurze Zeit in Worin und dessen Umfeld. Arthur Schmidt verstarb am 4. Juli 1959 in Berlin. Paula Schmidt verstarb am 23. November 1979 in Berlin. Die Ehrung von Arthur und Paula Schmidt als Gerechte unter den Völkern aus Deutschland wurde am 14. März 2018 stellvertretend für die Familie Schmidt vom Enkel Arthur Schmidt in Jerusalem in Yad Vashem entgegengenommen. | 2015 |
| Meta Schmitt                        | 2. April 1890                                   | 11. November 1951       | Köln                                | Meta Schmitt kannte die Jüdin Lilli Wolff seit 1918. Ab 1920 hatten die beiden Frauen gemeinsam in Köln ein Mode- und Kostümdesignstudio, aus dem Wolff im November 1938 ausscheiden musste. Sie zog nach Wien in der Hoffnung den weiteren Verfolgungen zu entgehen. Meta Schmitt und Martha-Maria Driessen übernahmen die Kosten für Miete und Einrichtung einer Wohnung. Die beiden Frauen aus Köln waren gelegentlich zu Besuch und brachten Lebensmittelkarten, Kleidung und andere Dinge mit. | 1979 |
| Änne Schmitz                        | 13. Dezember 1911                               | 11. Dezember 1999       | Essen                               | Änne Schmitz, gelernte Buchbinderin, war Mitglied der SPD und beim „Bund – Gemeinschaft für sozialistisches Leben“. Sie und ihre Freunde aus dem „Bund“ halfen von der NS-Diktatur Verfolgten. Die Jüdin Marianne Strauß-Ellenbogen wurde vom „Bund“ im Untergrund versteckt und so deren Leben gerettet. | 2004 |
| Elisabeth Schmitz                   | 23. August 1892                                 | 10. September 1977      | Berlin                              | Verfasste 1935 eine Denkschrift Zur Lage der deutschen Nichtarier, in der sie völlig zutreffend prognostizierte, was mit dem Nationalsozialismus auf die jüdischen Mitbürger zukommen würde. Ihre Warnungen – vor allem in Richtung der Evangelischen und hier besonders der Bekennenden Kirche – blieben aber wirkungslos. Sie quittierte den Schuldienst nach den Novemberpogromen 1938. Unterstützte jüdische Verfolgte aktiv. | 2011 |
| Christa Schneider                   | 5. Oktober 1920                                 | 21. Juni 2015           | Berlin                              | Dorothea Schneider und ihre Tochter Christa Schneider nahmen im Juli 1943 die Jüdin Margarete Latte in ihre Wohnung auf und versteckten sie bis Oktober 1943. Von Juli bis August 1944 gewährten die Schneiders auch Charlotte Holzer, die Pastor Harald Poelchau vom Gefängnis Berlin-Tegel zu ihnen geschickt hatte, fünf Wochen lang Schutz. Nachdem es Pastor Poelchau gelungen war, falsche Papiere für Charlotte Holzer zu beschaffen, begleitete Dorothea Schneider sie zu einem sichereren Versteck in Anklam. | 2002 |
| Dorothea Schneider                  | 18. November 1889                               | 16. August 1946         | Berlin                              | Dorothea Schneider und ihre Tochter Christa Schneider nahmen im Juli 1943 die Jüdin Margarete Latte in ihre Wohnung auf und versteckten sie bis Oktober 1943. Von Juli bis August 1944 gewährten die Schneiders auch Charlotte Holzer, die Pastor Harald Poelchau vom Gefängnis Berlin-Tegel zu ihnen geschickt hatte, fünf Wochen lang Schutz. Nachdem es Pastor Poelchau gelungen war, falsche Papiere für Charlotte Holzer zu beschaffen, begleitete Dorothea Schneider sie zu einem sichereren Versteck in Anklam. | 2002 |
| Ella Schock                         | 1884                                            |                         | Berlin                              | Das Ehepaar Ella und Emil Schock versteckte Adolph Cohn und Edith Cohn, geb. Rödelsheiner ab März 1943 zunächst für kurze Zeit in der Wohnung eines verreisten Nachbarn und dann in ihrer Gartenhütte in Birkenwald in der Nähe von Berlin. Bis zur Befreiung Berlins blieben Edith und Adolph Cohn die nächsten 16 Monate in dieser Hütte und wurden von Ella und Emil Schock mit Nahrungsmitteln versorgt. | 2013 |
| Emil Schock                         | 1903                                            |                         | Berlin                              | Das Ehepaar Ella und Emil Schock versteckte Adolph Cohn und Edith Cohn, geb. Rödelsheiner ab März 1943 zunächst für kurze Zeit in der Wohnung eines verreisten Nachbarn und dann in ihrer Gartenhütte in Birkenwald in der Nähe von Berlin. Bis zur Befreiung Berlins blieben Edith und Adolph Cohn die nächsten 16 Monate in dieser Hütte und wurden von Ella und Emil Schock mit Nahrungsmitteln versorgt. | 2013 |
| Anna Schönberner                    | 1894                                            |                         | Berlin                              | Gertrud Schönberger und ihre Adoptivtochter Anna Schönberner nahmen ab Herbst 1942 die Jüdin Alice Schneider-Didam für ein ganzes Jahr in ihre Wohnung in Berlin-Charlottenburg auf. Sie teilten ihre Essensrationen mit ihr, bis sie das Haus räumen mussten, nachdem es im November 1943 vollständig zerstört wurde. Ihre neue Unterkunft in Berlin-Zehlendorf teilten die Schönberners dann mit Rosa Jaerschky-Zacharias und ihrer Tochter Lola, die vom 13. September 1944 bis zur Befreiung bei ihnen lebten. | 1997 |
| Gertrud Schönberner                 | 1877                                            |                         | Berlin                              | Gertrud Schönberger und ihre Adoptivtochter Anna Schönberner nahmen ab Herbst 1942 die Jüdin Alice Schneider-Didam für ein ganzes Jahr in ihre Wohnung in Berlin-Charlottenburg auf. Sie teilten ihre Essensrationen mit ihr, bis sie das Haus räumen mussten, nachdem es im November 1943 vollständig zerstört wurde. Ihre neue Unterkunft in Berlin-Zehlendorf teilten die Schönberners dann mit Rosa Jaerschky-Zacharias und ihrer Tochter Lola, die vom 13. September 1944 bis zur Befreiung bei ihnen lebten. | 1997 |
| Oskar Schönbrunner                  | 15. September 1908                              | 18. November 2004       | Wilna                               | Schönbrunner war zwischen 1941 und 1943 als Zahlmeister der deutschen Militärverwaltung tätig, und erwirkte durch Täuschung die Freilassung jüdischer Gefängnisinsassen. | 1977 |
| Maria Schönebeck                    | 1901                                            | 1950                    | Berlin                              | Maria Schönebeck versteckte von 1943 bis Kriegsende zusammen mit Emma Harndt und Ida Jauch den jungen Juden und späteren Showmaster und Regisseur Hans Rosenthal in einer Berliner Kleingartenanlage. | 2011 |
| Karl Schörghofer Junior             |                                                 |                         | München                             | War gemeinsam mit seinen Eltern Karl und Katharina daran beteiligt, sieben Juden vor der Gestapo zu verstecken und sie zu versorgen. | 1968 |
| Karl Schörghofer Senior             | 9. November 1879                                | 14. Mai 1962            | München                             | Schörghofer Senior war Friedhofsverwalter des neuen jüdischen Friedhofs. Während des Holocausts verteidigte er nicht nur die Grabsteine des Friedhofs gegen die Zerstörungswut der Nationalsozialisten, sondern versteckte gemeinsam mit seiner Familie auch sieben Juden vor der Gestapo und versorgte sie mit dem Lebensnotwendigen. Als nach 14 Monaten die versteckten Männer und Frauen von einem Spitzel verraten wurden, konnten die meisten von ihnen fliehen, zwei wurden in Konzentrationslager gebracht. Obwohl die Gestapo der Familie für den Fall eines erneuten Versteckens von Juden mit Deportation in das KZ Dachau drohte, versteckten die Schörghofers einen der Geflohenen erneut. Gemeinsam mit Joseph Sebastian Cammerer rettete Karl Schörghofer senior 1944 zudem eine Frau und brachte sie bei seiner Tochter Martha in Miesbach unter. | 1968 |
| Katharina Schörghofer               |                                                 |                         | München                             | Gemeinsam mit ihrem Mann Karl und ihren Kindern versteckte sie sieben Juden vor der Gestapo. Als nach 14 Monaten die versteckten Männer und Frauen von einem Spitzel verraten wurden, konnten die meisten von ihnen fliehen, zwei wurden in Konzentrationslager gebracht. Obwohl die Gestapo der Familie für den Fall eines erneuten Versteckens von Juden mit Deportation in das KZ Dachau drohte, versteckten die Schörghofers erneut einen der Geflohenen. | 1968 |
| Martha Schörghofer-Schleipfer       |                                                 |                         | Miesbach                            | Martha Schörghofer-Schleipfer versteckte über ein Jahr lang bis zum Kriegsende 1945 eine Jüdin, die von ihrem Vater Karl Schörghofer Senior zu ihr gebracht worden war. | 1968 |
| Sonja Schreiber                     | 17. November 1893                               |                         | Essen                               | Marianne Ellenbogen, die letzte Überlebende der jüdischen Familie Ellenbogen, wurde seit August 1943 von mehreren Mitgliedern der Widerstandsgruppe Bund um Artur Jacobs versteckt. Eine dieser Mitglieder war Sonja Schreiber aus Essen. Sonja Schreiber nahm Ellenbogen ab Ende August für einige Wochen auf, versteckte sie und versorgte sie mit Lebensmitteln. 1946 konnte Marianne Ellenbogen nach Großbritannien auswandern. Alle ihre Angehörigen starben im KZ Auschwitz. | 2004 |
| Hedwig Schrödter                    | 27. August 1896                                 | 11. Januar 1978         | Berlin                              | Hedwig Schrödter und ihr Ehemann Otto Schrödter, beides Sozialdemokraten, versteckten in ihrem Haus in Berlin-Hohenschönhausen von September 1943 bis Ende April 1945 das jüdische Ehepaar Kurt und Ursula Reich und ihre kleine Tochter Monica sowie ab Dezember 1943 zusätzlich die jüdische Familie Robert und Eva Sachs und deren 63-jährige Mutter Johanna Hirsch. Johanna Hirsch starb im März 1944 in ihrem Versteck an den Folgen eines Schlaganfalls. Die anderen Fünf überlebten die Schoah. | 1993 |
| Otto Schrödter                      | 27. November 1898                               | 8. April 1971           | Berlin                              | Hedwig Schrödter und ihr Ehemann Otto Schrödter, beides Sozialdemokraten, versteckten in ihrem Haus in Berlin-Hohenschönhausen von September 1943 bis Ende April 1945 das jüdische Ehepaar Kurt und Ursula Reich und ihre kleine Tochter Monica sowie ab Dezember 1943 zusätzlich die jüdische Familie Robert und Eva Sachs und deren 63-jährige Mutter Johanna Hirsch. Johanna Hirsch starb im März 1944 in ihrem Versteck an den Folgen eines Schlaganfalls. Die anderen Fünf überlebten die Schoah. | 1993 |
| Gustav Schröder                     | 27. September 1885                              | 10. Januar 1959         | Atlantik                            | Schröder war Kapitän des Hapag-Passagierschiffs St. Louis. Das Schiff war 1939 mit über 900 jüdischen Flüchtlingen an Bord von Hamburg nach Amerika gefahren, dort wurden sie aber sowohl von Kuba wie auch von den USA abgewiesen. Zurück in Europa unternahm Schröder alles, um nicht nach Deutschland zurückkehren zu müssen; er erwog sogar, das Schiff vor Großbritannien auf Grund zu setzen. Schließlich erklärten sich verschiedene Länder bereit, die an Bord befindlichen Juden aufzunehmen. | 1993 |
| Hanning Schröder                    | 4. Juli 1896                                    | 16. Oktober 1987        | Berlin                              | Anfang 1944 bis März 1945 verbargen Hanning Schröder und Cornelia Schröder-Auerbach in ihrer Berliner Wohnung am Quermatenweg 148 in Steglitz-Zehlendorf ein jüdisches Paar (Werner und Ilse Rewald) und retteten dieses vor dem sicheren Tod. | 1978 |
| Franziska Schröter                  |                                                 |                         |                                     | [ 414 ] | 2021 |
| Franz Schürholz                     | 27. Juli 1894                                   | 1987                    | Berlin                              | Franz Schürholz versteckte in seinem Büro in Berlin-Charlottenburg ab Februar 1943 für zweieinhalb Monate seinen jüdischen Bekannten Ludwig Ehrlich. Ehrlich musste das Versteck wechseln, nachdem ein Luftschutzwart bemerkt hatte, dass sich jemand im Büro aufhielt. Schürholz verschaffte ihm deshalb ein neues Versteck bei seinem Freund Fütterer, bei dem Ehrlich bis zu seiner Flucht in die Schweiz am 13. Juni 1943 Zuflucht fand. | 1973 |
| Eduard Schulte                      | 4. Januar 1891                                  | 6. Januar 1966          | Breslau                             | Nach Auffassung Bernward Dörners war der Industrielle Schulte „die wohl wichtigste Einzelperson, von der die internationale Öffentlichkeit erfuhr, dass Hitler tatsächlich alle europäischen Juden in seinem Herrschaftsbereich physisch vernichten wollte“. | 1988 |
| Anni Schulz                         |                                                 |                         | Neu Zittau                          | Anni Schulz und ihr Ehemann Gustav Schulz versteckten Arthur Arndt, den früheren Arbeitgeber von Anni Schulz. Außerdem unterstützten sie dessen Frau zwischen Sommer 1943 und Anfang 1945 mit Nahrungsmitteln. | 1988 |
| Gustav Schulz                       |                                                 |                         | Neu Zittau                          | Anni Schulz und ihr Ehemann Gustav Schulz versteckten Arthur Arndt, den früheren Arbeitgeber von Anni Schulz. Außerdem unterstützten sie dessen Frau zwischen Sommer 1943 und Anfang 1945 mit Nahrungsmitteln. | 1988 |
| Frieda Schulze                      |                                                 |                         | Berlin-Hermsdorf                    | Frieda Schulze bot der Jüdin Gertrude Sachs ab Anfang 1943 Zuflucht in ihrer Einzimmerwohnung in Berlin-Hermsdorf. Der Ehemann von Gertrude Sachs und ihre Tochter folgten nach kurzer Zeit. Sie alle drängten sich in der winzigen Wohnung und lebten dort fast zwei Jahre. | 1978 |
| Anna Schwartze                      |                                                 |                         | Berlin                              | Anna Schwartze und Bruno Schwartze versteckten ab 1942 in Berlin Moritz Mandelkern auf ihrem Dachboden. Nachdem das Haus ausgebombt wurde, schlug er sich nach Groß Schönebeck durch, wo seine Frau Henriette vom Ehepaar Friedrich und Helene Hübner (s. d.) ebenfalls ab 1942 versteckt wurde. | 2018 |
| Bruno Schwartze                     |                                                 |                         | Berlin                              | Anna Schwartze und Bruno Schwartze versteckten ab 1942 in Berlin Moritz Mandelkern auf ihrem Dachboden. Nachdem das Haus ausgebombt wurde, schlug er sich nach Groß Schönebeck durch, wo seine Frau Henriette vom Ehepaar Friedrich und Helene Hübner (s. d.) ebenfalls ab 1942 versteckt wurde. | 2018 |
| Käthe Schwarz                       |                                                 |                         | Berlin-Halensee                     | Käthe Schwarz, die Frau eines Berliner Universitätsprofessors, lebte in Berlin-Halensee. Während des Krieges beherbergte sie in ihrem Haus bis November 1943 die Jüdin Lotte Eifert. Nach ihrem Umzug nach Ingolstadt versorgte sie außerdem die in Berlin in Illegalität lebende Inge Deutschkron regelmäßig mit Lebensmittelkarten. | 1971 |
| Wolfgang Schwarz                    | 25. August 1926                                 |                         | Köln                                | Wolfgang Schwarz war als Jugendlicher mit der Ehrenfelder Gruppe innerhalb der Kölner Edelweißpiraten am Widerstand gegen den Nationalsozialismus beteiligt. Die Gruppe versteckte in den Trümmern Ehrenfelds Juden und versorgte sie mit (oft gestohlenen) Lebensmitteln. | 1984 |
| Maria Schwelien                     |                                                 |                         | Berlin-Spandau                      | Maria Schwelien versteckte gemeinsam mit ihrer Schwester ihre Freundin Ilse Baumgart ab Juli 1944 neun Monate lang in ihrer Wohnung. | 1985 |
| Gerhard Schwersensky                | 28. Juli 1909                                   | 1995                    | Berlin                              | Gerhard Schwersensky und seine Frau Ilse Schwersensky gehörten einer kleinen Gruppe von Berliner Quäkern an, die in der Illegalität lebende Juden unterstützten und versteckten. Ab August 1942 beherbergten sie Lottie Katz und ab Ende 1942 Hannelore Jacoby. | 1985 |
| Ilse Schwersensky                   | 11. April 1904                                  | 1989                    | Berlin                              | Gerhard Schwersensky und seine Frau Ilse Schwersensky gehörten einer kleinen Gruppe von Berliner Quäkern an, die in der Illegalität lebende Juden unterstützten und versteckten. Ab August 1942 beherbergten sie Lottie Katz und ab Ende 1942 Hannelore Jacoby. | 1985 |
| Konrad Schweser                     | 16. November 1899                               | 28. Februar 1975        | Teplyk                              | Schweser war ein deutscher Baumeister, der von Juni 1940 bis Oktober 1941 in Polen als Stadtbaumeister diente, wobei er Juden durch die Beschaffung zusätzlicher Lebensmittel unterstützte. Anschließend war er bis Kriegsende bei der Organisation Todt in der Ukraine beschäftigt. Dort rettete er mindestens 44 Juden das Leben, indem er sie vor Mitgliedern der SS versteckte. Ihm wurde 1971 das Bundesverdienstkreuz verliehen. | 1968 |
| Herta Seebaß                        | 12. Oktober 1899                                | 2. Dezember 1978        | Börnecke                            | Anfang April 1945 wurde das Konzentrationslager Langenstein-Zwieberge bei Halberstadt, ein Außenlager des KZ Buchenwald, geschlossen und die Insassen wurden auf einen Todesmarsch geschickt. Zwei jüdische Insassen – Adolf Weissmark und Rudolf Klepfisz – versteckten sich während der Evakuierung des Lagers und konnten fliehen. Die beiden waren abgemagert, vom Durchfall geschwächt und dem Tod nahe. Mit letzter Kraft schafften sie es, in das nahe gelegene Dorf Börnecke zu gelangen, wo sie an die Haustür der Familie Seebaß klopften. Julius Seebass, seine Frau Hertha Seebaß und ihre beiden Töchter Ricarda und Renata kümmerten sich bis zum Sommer 1945 um die halbtoten Flüchtlinge. | 2004 |
| Julius Seebaß                       | 19. Juni 1889                                   | 13. Oktober 1963        | Boernecke                           | Anfang April 1945 wurde das Konzentrationslager Langenstein-Zwieberge bei Halberstadt, ein Außenlager des KZ Buchenwald, geschlossen und die Insassen wurden auf einen Todesmarsch geschickt. Zwei jüdische Insassen – Adolf Weissmark und Rudolf Klepfisz – versteckten sich während der Evakuierung des Lagers und konnten fliehen. Die beiden waren abgemagert, vom Durchfall geschwächt und dem Tod nahe. Mit letzter Kraft schafften sie es, in das nahe gelegene Dorf Börnecke zu gelangen, wo sie an die Haustür der Familie Seebaß klopften. Julius Seebass, seine Frau Hertha Seebaß und ihre beiden Töchter Ricarda und Renata kümmerten sich bis zum Sommer 1945 um die halbtoten Flüchtlinge. | 2004 |
| Renata Seebaß                       |                                                 |                         | Boernecke                           | Anfang April 1945 wurde das Konzentrationslager Langenstein-Zwieberge bei Halberstadt, ein Außenlager des KZ Buchenwald, geschlossen und die Insassen wurden auf einen Todesmarsch geschickt. Zwei jüdische Insassen – Adolf Weissmark und Rudolf Klepfisz – versteckten sich während der Evakuierung des Lagers und konnten fliehen. Die beiden waren abgemagert, vom Durchfall geschwächt und dem Tod nahe. Mit letzter Kraft schafften sie es, in das nahe gelegene Dorf Börnecke zu gelangen, wo sie an die Haustür der Familie Seebaß klopften. Julius Seebass, seine Frau Hertha Seebaß und ihre beiden Töchter Ricarda und Renata kümmerten sich bis zum Sommer 1945 um die halbtoten Flüchtlinge. | 2004 |
| Ricarda Seebaß                      |                                                 | 19. Januar 1946         | Boernecke                           | Anfang April 1945 wurde das Konzentrationslager Langenstein-Zwieberge bei Halberstadt, ein Außenlager des KZ Buchenwald, geschlossen und die Insassen wurden auf einen Todesmarsch geschickt. Zwei jüdische Insassen – Adolf Weissmark und Rudolf Klepfisz – versteckten sich während der Evakuierung des Lagers und konnten fliehen. Die beiden waren abgemagert, vom Durchfall geschwächt und dem Tod nahe. Mit letzter Kraft schafften sie es, in das nahe gelegene Dorf Börnecke zu gelangen, wo sie an die Haustür der Familie Seebaß klopften. Julius Seebass, seine Frau Hertha Seebaß und ihre beiden Töchter Ricarda und Renata kümmerten sich bis zum Sommer 1945 um die halbtoten Flüchtlinge. | 2004 |
| Esther-Maria Seidel                 |                                                 |                         | München                             | Esther-Maria Seidel und die Jüdin Valerie Wolffenstein, beide aus Berlin, waren Freundinnen. Ab Januar 1943 lebten Valerie Wolkenstein und ihre Schwester Andrea im Untergrund, um den Deportationen zu entgehen. Esther-Maria Seidel unterstützte ihre Freundin ab diesem Zeitpunkt und organisierte bis zum Kriegsende mehrere Verstecke für die beiden Schwestern. Ab Anfang September 1944 beherbergte das Ehepaar Seidel Valerie Wolffenstein außerdem in ihrem Einzimmerhaus an einem See in Oberbayern. | 1982 |
| Hans Seidel                         |                                                 |                         | München                             | Esther-Maria Seidel und die Jüdin Valerie Wolffenstein, beide aus Berlin, waren Freundinnen. Ab Januar 1943 lebten Valerie Wolkenstein und ihre Schwester Andrea im Untergrund, um den Deportationen zu entgehen. Esther-Maria Seidel unterstützte ihre Freundin ab diesem Zeitpunkt und organisierte bis zum Kriegsende mehrere Verstecke für die beiden Schwestern. Ab Anfang September 1944 beherbergte das Ehepaar Seidel Valerie Wolffenstein außerdem in ihrem Einzimmerhaus an einem See in Oberbayern. | 1982 |
| Maria Seitz                         |                                                 |                         | Türkheim                            | Wilhelm Seitz und seine Ehefrau Maria Seitz versteckten in ihrem Haus in Türkheim in Bayern 1945 für fünf Wochen drei jüdische Frauen, die aus dem nahe gelegenen Konzentrationslager geflohen waren. | 1987 |
| Wilhelm Seitz                       |                                                 |                         | Türkheim                            | Wilhelm Seitz und seine Ehefrau Maria Seitz versteckten in ihrem Haus in Türkheim in Bayern 1945 für fünf Wochen drei jüdische Frauen, die aus dem nahe gelegenen Konzentrationslager geflohen waren. | 1987 |
| Kurt Seligmann                      | 12. Juni 1896                                   | 23. März 1967           | Berlin                              | Versteckte eine Jüdin und deren Tochter, versorgte sie immer wieder mit Geld und Lebensmitteln. | 2006 |
| Annemarie Sell                      |                                                 |                         | Berlin-Dahlem                       | Helmuth Sell besaß eine kleine Fabrik für feinmechanische Teile in Berlin-Dahlem. Im März 1943 stellte er als Boten den jüdischen Jugendlichen Ben Gershom ein, der seit Mai 1942 illegal auf den Straßen Berlins lebte. Sell besorgte gefälschte Reisedokumente für den Jungen, mit denen dieser nach Wien gehen konnte. In den Nächten vor der Reise versteckte er den Jungen mit seiner Ehefrau Annemarie Sell im eigenen Haus. | 1981 |
| Helmuth Sell                        |                                                 |                         | Berlin-Dahlem                       | Helmuth Sell besaß eine kleine Fabrik für feinmechanische Teile in Berlin-Dahlem. Im März 1943 stellte er als Boten den jüdischen Jugendlichen Ben Gershom ein, der seit Mai 1942 illegal auf den Straßen Berlins lebte. Sell besorgte gefälschte Reisedokumente für den Jungen, mit denen dieser nach Wien gehen konnte. In den Nächten vor der Reise versteckte er den Jungen mit seiner Ehefrau Annemarie Sell im eigenen Haus. | 1981 |
| Bernhard Sickmann                   |                                                 |                         | Werne                               | | 1965 |
| Gertie Siemsen                      |                                                 |                         | Berlin                              | Gertie Siemsen, eine enge Mitarbeiterin von Harald Poelchau, dem Pastor des Gefängnisses in Berlin-Tegel, half sowohl dem jüdischen Musiker Konrad Latte als auch seinen Eltern, um in Berlin zu überleben. Siemsen stellte Lebensmittelkarten, Geld, Verstecke und Jobs zur Verfügung, ließ Konrad Latte in ihrer Wohnung übernachten und versorgte ihn mit gefälschten Dokumenten. | 2002 |
| Heinrich Silkenböhmer               |                                                 |                         | Lüdinghausen                        | Heinrich Silkenböhmer und seine Familie versteckten den Juden Siegmund Spiegel. | 1965 |
| Ellen Christel Simons               | 25. Dezember 1912                               |                         | Berlin                              | Erna Simons und ihre in Berlin-Wilmersdorf lebende Tochter Ellen Christel Simons versteckten ab 1941 in ihrem Haus die jüdische Ärztin Margarete Goldstein. Sie teilten ihre Lebensmitteln mit der Ärztin und fanden eine sicherere Unterkunft für sie in einem abgelegenen Bauernhaus in der Nähe von Reit im Winkl in Oberbayern, wo sie bis Kriegsende leben konnte. | 1988 |
| Erna Simons                         |                                                 |                         | Berlin                              | Erna Simons und ihre in Berlin-Wilmersdorf lebende Tochter Ellen Christel Simons versteckten ab 1941 in ihrem Haus die jüdische Ärztin Margarete Goldstein. Sie teilten ihre Lebensmitteln mit der Ärztin und fanden eine sicherere Unterkunft für sie in einem abgelegenen Bauernhaus in der Nähe von Reit im Winkl in Oberbayern, wo sie bis Kriegsende leben konnte. | 1988 |
| Hans Söhnker                        | 11. Oktober 1903                                | 20. April 1981          | Wünsdorf                            | Söhnker versteckte Verfolgte (Ludwig Lichtwitz, Werner Scharff, Kurt Hirschfeldt) im Wochenendhaus am Wünsdorfer See in der Nähe von Zossen in Brandenburg | 2017 |
| Dr. Artur Sommer                    | 1889                                            | 1965                    |                                     | Dr. Artur Sommer informierte seinen Schweizer Freund Professor Edgar Salin von der Universität Basel über den Massenmord an Juden und sowjetischen Kriegsgefangenen durch die Deutschen und bat ihn, diese Informationen an die britische und die amerikanische Regierung weiterzugeben. Er versteckte mehrere Juden in seiner Wohnung und half Ihnen bei der Flucht in die Schweiz bzw. bei ihrer Flucht aus Europa über Portugal. Außerdem schickte er Pakete an jüdische Bekannte, die im Lager Theresienstadt festgehalten wurden. | 2020 |
| Margarete Sommer                    | 21. Juli 1893                                   | 30. Juni 1965           | Kleinmachnow, Berlin                | Sommer versteckte Sonja Schönerstedt 1944 zunächst in ihrer Kleinmachnower Wohnung und später bei Ordensschwestern. Ein zwölfjähriges Mädchen wurde unter ihrer Protektion bis 1945 in verschiedenen Kinderheimen verborgen. | 2003 |
| Walter Sonntag                      | 4. Februar 1902                                 |                         | KZ Buchenwald                       | Der Straßenbauarbeiter und Sozialist Walter Sonntag war insgesamt zehn Jahre in Nazideutschland inhaftiert, sieben davon verbrachte er im Konzentrationslager Buchenwald. Im Winter 1944–1945 wurde er im KZ Buchenwald Kapo (Aufseher) von Block 49. Sonntag tat alles, um die Bedingungen der Gefangenen in seinem Block so menschlich wie möglich zu gestalten. Er bemühte sich insbesondere, die 365 Juden im Block vor der SS zu schützen. Einer seiner Schützlinge war Yochanan Glodkranz, den Sonntag in seinen Block brachte, ihn hier versteckte, mit Essen versorgte und damit sein Leben rettete. Als in den letzten Kriegstagen das Lager geräumt wurde, versuchte die SS, die Juden von den anderen Insassen zu trennen, vermutlich um sie auf einen Todesmarsch zu schicken. Als Blockältester konnte Walter Sonntag die Separierung der Juden aus seinem Block verhindern. Die Amerikaner befreiten Buchenwald am 11. April 1945. | 2003 |
| Hannah Sotschek                     |                                                 |                         | Berlin                              | Eva Cassirer und ihre Mutter Hannah Sotschek versteckten die Jüdin Elisabeth Jacoby. | 2011 |
| Senta Specht                        |                                                 |                         | Berlin                              | Senta Specht, Gina Tietjens und ihr Mann Edwin Tietjens versteckten die Jüdin Ruth Heynemann und ihre Mutter ab 1943 in Berlin in ihren Wohnungen oder organisierten andere Verstecke für die beiden Frauen. | 1997 |
| Herbert Sperling                    |                                                 |                         | Berlin                              | Herbert Sperling organisierte in Berlin für Auguste Meder und Robert Meder ein Versteck. | 2016 |
| Else Spisky                         |                                                 |                         | Czernowitz                          | Else Spisky und Wilhelm Spisky versteckten in Czernowitz für sechs Wochen Anna Cogan, ihren Ehemann Vladimir, seinen Bruder Ilya, den Onkel ihres Mannes, Monia Cogan und seine Frau Adina. | 1990 |
| Wilhelm Spisky                      | 6. Juni 1911                                    | 26. Dezember 1990       | Czernowitz                          | Else Spisky und Wilhelm Spisky versteckten in Czernowitz für sechs Wochen Anna Cogan, ihren Ehemann Vladimir, seinen Bruder Ilya, den Onkel ihres Mannes, Monia Cogan und seine Frau Adina. | 1990 |
| Eva Sprengel                        |                                                 |                         |                                     | [ 440 ] | 2021 |
| Walther Sprengel                    |                                                 |                         |                                     | [ 440 ] | 2021 |
| Otto M. Springer                    | 30. Dezember 1907                               |                         | Klettendorf                         | Otto M. Springer, ein in Prag geborener und in der Tschechoslowakei lebender deutscher Staatsbürger, heiratete im Juli 1938 die Jüdin Hanna Adler. Da er sich nach der Besetzung der Tschechoslowakei weigerte, sich von seiner jüdischen Frau scheiden zu lassen, wurde er zunächst in das Zwangsarbeitslager in Klettendorf bei Breslau in Schlesien eingewiesen, anschließend durchlief er zwei andere Lager. Danach ging er mit seiner Frau in den Untergrund und war an den Aktivitäten einer kleinen Widerstandsgruppe gegen die Nazis beteiligt, die – durch Warnung vor bevorstehenden Deportationen – fünf weitere Juden retten konnten. | 1986 |
| Mathilde Staberock                  | 21. Dezember 1887                               | 3. Oktober 1968         | Berlin-Charlottenburg               | Mathilde Staberock versteckte in Berlin mehrere jüdische Mitbürger. | 2016 |
| Blanka Stecher                      | 1909                                            | 3. März 1975            | Köln                                | Blanka Stecher und Hans Stecher versteckten in Köln Helene Krompers. | 2016 |
| Hans Stecher                        | 11. September 1894                              | 20. Oktober 1971        | Köln                                | Blanka Stecher und Hans Stecher versteckten in Köln Helene Krompers. | 2016 |
| Vojislav Stefanovic                 |                                                 |                         | Berlin-Spandau                      | Vojislav Stefanovic unterstützte versteckte Juden mit Essen und Kleidung, darunter die Brüder Lax, sowie Gisela Jacobius und ihre Eltern. | 1979 |
| Stefan Steinbacher                  | 1865                                            | 29. Januar 1971         | Unterwössen                         | Therese Steinbacher und ihr Sohn Stefan Steinbacher versteckten die Jüdin Ilse Gerweck. | 2013 |
| Therese Steinbacher                 | 1862                                            | 20. Dezember 1951       | Unterwössen                         | Therese Steinbacher und ihr Sohn Stefan Steinbacher versteckten die Jüdin Ilse Gerweck. | 2013 |
| Karl Steineke                       |                                                 |                         | Rheydt                              | Karl Steineke versteckte ab September 1944 in seinem Haus und seiner Garage in Rheydt Jenny Bosch (geborene Süsskind), Emma Sandner und ihren nichtjüdischen Ehemann sowie Henny Allerz und ihre Eltern. | 2014 |
| Gertrud Steinl                      | 17. März 1922                                   | 16. März 2020           | Graslitz/Kraslice                   | Steinl versteckte die Jüdin Sarah Shlomi (geborene Fröhlich) im Haus ihrer Eltern, wo sie unerkannt von 1943 bis zum Kriegsende überleben konnte. | 1979 |
| Elfriede Stichnoth                  |                                                 |                         | Leverkusen                          | Elfriede Stichnoth versteckte in Leverkusen bei ihren Eltern für mehrere Wochen ihre jüdische Schulfreundin Carola Stern. | 1985 |
| Elisabeth Stippler                  |                                                 |                         | Hadamar                             | Karl Stippler und seine Ehefrau Elisabeth Stippler aus Hadamar waren mit der jüdischen Familie Schönberg befreundet. In den Jahren 1941–1942 versorgten und pflegten sie Frau Franciska Schönberg und ihren kranken Sohn Otto Schönberg, was gegen das nationalsozialistische Kontaktverbot mit Juden verstieß. | 1984 |
| Karl Stippler                       |                                                 |                         | Hadamar                             | Karl Stippler und seine Ehefrau Elisabeth Stippler aus Hadamar waren mit der jüdischen Familie Schönberg befreundet. In den Jahren 1941–1942 versorgten und pflegten sie Frau Franciska Schönberg und ihren kranken Sohn Otto Schönberg, was gegen das nationalsozialistische Kontaktverbot mit Juden verstieß. | 1984 |
| Annemarie Stockmann                 | 1892                                            | 15. Juli 1981           | Aerdenhout                          | Das Ehepaar Annemarie und Karl Stockmann und ihre Tochter Margret Verhaak, die in Aerdenhout in den Niederlanden lebten, nahmen im September 1942 für zwei Jahre den Sohn einer befreundeten jüdischen Familie – Ernst Krakenberger – bei sich auf. Auch als Karl Stockmann im September 1944 vom Volkssturm desertierte und sich selbst mit seiner Familie verstecken musste, nahmen sie Ernst Krakenberger mit und kümmerten sich um ihn. | 2010 |
| Karl Stockmann                      | 14. September 1891                              | 24. Februar 1957        | Aerdenhout                          | Das Ehepaar Annemarie und Karl Stockmann und ihre Tochter Margret Verhaak, die in Aerdenhout in den Niederlanden lebten, nahmen im September 1942 für zwei Jahre den Sohn einer befreundeten jüdischen Familie – Ernst Krakenberger – bei sich auf. Auch als Karl Stockmann im September 1944 vom Volkssturm desertierte und sich selbst mit seiner Familie verstecken musste, nahmen sie Ernst Krakenberger mit und kümmerten sich um ihn. | 2010 |
| Hans Stockmar                       | 17. März 1890                                   | 16. Januar 1961         | Warschau                            | Während des nationalsozialistischen Regimes unterhielt Hans Stockmar einen intensiven Kontakt zu seinem ehemaligen jüdischen Mitarbeiter Joseph Gelbart († 1942), der ins Warschauer Ghetto deportiert war. | 2001 |
| Eugen Stöffler                      |                                                 |                         | Esslingen                           | Eugen Stöffler, seine Ehefrau Johanna Stöffler und ihre gemeinsame Tochter Ruth Stöffler waren Mitglieder der Bekennenden Kirche, die während der Kriegsjahre zahlreiche untergetauchte Juden unterstützten und beherbergten. | 1998 |
| Johanna Stöffler                    | 1895                                            | 1981                    | Esslingen                           | Eugen Stöffler, seine Ehefrau Johanna Stöffler und ihre gemeinsame Tochter Ruth Stöffler waren Mitglieder der Bekennenden Kirche, die während der Kriegsjahre zahlreiche untergetauchte Juden unterstützten und beherbergten. | 1998 |
| Ruth Stöffler                       |                                                 |                         | Esslingen                           | Eugen Stöffler, seine Ehefrau Johanna Stöffler und ihre gemeinsame Tochter Ruth Stöffler waren Mitglieder der Bekennenden Kirche, die während der Kriegsjahre zahlreiche untergetauchte Juden unterstützten und beherbergten. | 1998 |
| Eva Stoll                           |                                                 |                         | Berlin                              | Eva Gaebler, die Tochter von Gaby Gaebler und spätere Ehefrau von Walter Stoll, arbeitete als Kostümbildnerin am Lubliner Theater im besetzten Polen und war befreundet mit der jüdischen Schullehrerin Irena Szpiaski. Als die Deportationen der Lubliner Juden begannen, konnte sich Irena Szpiaski bei Eva Stoll verstecken, die inzwischen in Warschau arbeitete. Stoll besorgte ihr einen polnischen Personalausweis und schickte sie – als polnische Arbeiterin getarnt – nach Deutschland, wo sie jedoch in ein Zwangsarbeitslager für ausländische Arbeitnehmer eingewiesen wurde. Eva Stolls Familie in Berlin, ihre Mutter Gaby Gaebler, ihr Bruder Wolfgang Gaebler und ihr zukünftiger Ehemann Walter Stoll waren sich der wahren Identität von Irena Szpiaski bewusst, besuchten sie im Lager und versorgten sie regelmäßig mit Essen und Zigaretten. Die Gaeblers schützten außerdem mehrere Monate lang den deutsch-jüdischen Schauspieler Martin Rosen in ihrem Haus. | 1980 |
| Walter Stoll                        |                                                 |                         | Berlin                              | Eva Gaebler, die Tochter von Gaby Gaebler und spätere Ehefrau von Walter Stoll, arbeitete als Kostümbildnerin am Lubliner Theater im besetzten Polen und war befreundet mit der jüdischen Schullehrerin Irena Szpiaski. Als die Deportationen der Lubliner Juden begannen, konnte sich Irena Szpiaski bei Eva Stoll verstecken, die inzwischen in Warschau arbeitete. Stoll besorgte ihr einen polnischen Personalausweis und schickte sie – als polnische Arbeiterin getarnt – nach Deutschland, wo sie jedoch in ein Zwangsarbeitslager für ausländische Arbeitnehmer eingewiesen wurde. Eva Stolls Familie in Berlin, ihre Mutter Gaby Gaebler, ihr Bruder Wolfgang Gaebler und ihr zukünftiger Ehemann Walter Stoll waren sich der wahren Identität von Irena Szpiaski bewusst, besuchten sie im Lager und versorgten sie regelmäßig mit Essen und Zigaretten. Die Gaeblers schützten außerdem mehrere Monate lang den deutsch-jüdischen Schauspieler Martin Rosen in ihrem Haus. | 1980 |
| Fritz Strassmann                    | 22. Februar 1902                                | 22. April 1980          | Berlin                              | Fritz Straßmann und seine Frau hielten im Frühjahr 1943 in ihrer Wohnung in Berlin eine Jüdin zwei Monate verborgen; sie überlebte den Krieg. | 1985 |
| Friedrich Strindberg                | 21. August 1897                                 | 30. März 1978           | Berlin                              | Versteckte gemeinsam mit seiner Ehefrau Juden in seiner Wohnung. | 2001 |
| Utje Strindberg                     |                                                 |                         | Berlin                              | Ehefrau von Friedrich Strindberg. | 2001 |
| Grete Ströter                       | 1905                                            |                         | Essen                               | Grete Ströter gehörte zu einer kleinen Widerstandsgruppe, die Juden und anderen vom Naziregime Verfolgten half. So besuchte sie die jüdische Familie von Marianne Ellenbogen, die vor ihrer Deportation im Essener Gefängnis eingesperrt war und ermöglichte ihr den Informationsaustausch mit ihrer im Untergrund lebenden Tochter. | 2004 |
| Hermann Südfeld                     | 3. April 1879                                   | 6. Juni 1950            | Südkirchen                          | Hermann Südfeld und seine Frau versteckten 1944 auf ihrem Hof die Jüdin Marga Spiegel und deren Tochter Karin (* 1938), wobei diese des Öfteren das Versteck wechseln mussten und auch bei anderen Bauernfamilien im Münsterland unterkamen. Bei Yad Vashem wird Hermann Südfeld (wohl versehentlich) als Bernhard Südfeld geführt. | 1965 |
| Hans Sürkel                         |                                                 |                         | Talalayevka                         | Hans Sürkel, ein Mitglied der Organisation Todt, der als Ingenieur am Bau einer Autobahn in der Ukraine arbeitete, hob sich von anderen Todt-Ingenieuren durch seine humane Behandlung der jüdischen Arbeiter aus dem Konzentrationslager Talalayevka ab, die beim Bau der Autobahn eingesetzt wurden. Drei aus dem KZ geflohenen Jüdinnen half er zu entkommen. | 1980 |
| Werner Sylten                       | 9. August 1893                                  | 26. August 1942         | Berlin                              | Sylten war ein evangelischer Pfarrer von jüdischer Abstammung. Er half mit, das Leben von mehr als tausend „nichtarischen“ Christen durch Ermöglichung der Auswanderung zu retten. | 1979 |
| Horst Symanowski                    | 8. September 1911                               | 13. März 2009           | Königsberg                          | Er schleuste etliche ausgebombte Juden aus Berlin nach Ostpreußen, um sie dort heimlich unterzubringen. Die Familie Symanowski brachte eine jüdische Familie unter Lebensgefahr in der eigenen Wohnung unter. | 2002 |
| Isolde Symanowski                   |                                                 |                         | Königsberg                          | Ehefrau von Horst Symanowski. | 2002 |
| Hannelore Szamatolski               | 1922                                            |                         | Berlin-Charlottenburg               | Hannelore Szamatolski versorgte in Berlin Kurt Lindenberg mit Lebensmitteln. | 2019 |
| Frieda Szturmann                    | 12. Juni 1897                                   | 16. September 1963      | Berlin                              | Sie versteckte als „Heimarbeiterin“ in Staaken bei Spandau die Jüdin Cecilie Rudnik und deren Tochter vor der Gestapo. | 2013 |
| Anna Tervoort                       | 1909                                            | 2003                    | Krefeld                             | Anna Tervoort (geb. Brücker) wurde Ende 1944 oder Anfang 1945 von ihrem Schwager Herman Tervoort gebeten, Johanna Werner, die jüdische Frau eines protestantischen Mannes, aufzunehmen, die von Deportation bedroht war. Anna Tervoort erklärte sich bereit, sie aufzunehmen und sie in einem der Gästezimmer des Bauernhauses unterzubringen. Neugierigen Nachbarn, die von Zeit zu Zeit die Farm besuchten, wurde gesagt, Johanna Werner sei eine Freundin aus der Stadt, die Zuflucht vor den Bombenangriffen suche. Nach Gerüchten, dass eine jüdische Frau auf der Farm lebe, machte sich Anna Tervoort auf die Suche nach einem neuen Unterschlupf für Werner und konnte diesen im Keller eines teilweise beschädigten Gebäudes finden. Während Werners Aufenthalt in diesem Keller versorgte Anna Tervoort sie weiterhin mit Essen. | 1997 |
| Luise Teske                         | 1894                                            | 18. März 1967           | Berlin                              | Luise Jeske und ihr Ehemann Wilhelm Teske hatten einen kleinen Schuhmacherladen im Berliner Stadtteil Schöneberg. Die Teskes waren in der Brüderbewegung aktiv, einer protestantischen Bewegung, zu deren Grundüberzeugung der christlich-jüdische Dialog gehörte. Während der Kriegsjahre kümmerten sie sich um das jüdische Ehepaar Margarethe und Louis Wilhelm, das in ihrem Haus wohnte. Als Louis Wilhelm 1941 starb, betete Wilhelm Teske mit ihm auf seinem Sterbebett. Seiner Witwe Margarethe boten die Teskes weiterhin Hilfe an und unterstützten sie finanziell. Als sie deportiert werden sollte, beschloss Margarethe, sich zusammen mit ihrer Schwester Elisabeth Schwarz, und unterstützt von den Teskes, zu verstecken. Leider war es Margarethe unmöglich, dem Druck einer illegalen Existenz standzuhalten. Die Teskes versteckten auch Lilli Katzenellenbogen, die 1943 mehrmals in ihrem Haus Schutz suchte. | 2009 |
| Wilhelm Teske                       | 1896                                            | 2. April 1962           | Berlin                              | Luise Jeske und ihr Ehemann Wilhelm Teske hatten einen kleinen Schuhmacherladen im Berliner Stadtteil Schöneberg. Die Teskes waren in der Brüderbewegung aktiv, einer protestantischen Bewegung, zu deren Grundüberzeugung der christlich-jüdische Dialog gehörte. Während der Kriegsjahre kümmerten sie sich um das jüdische Ehepaar Margarethe und Louis Wilhelm, das in ihrem Haus wohnte. Als Louis Wilhelm 1941 starb, betete Wilhelm Teske mit ihm auf seinem Sterbebett. Seiner Witwe Margarethe boten die Teskes weiterhin Hilfe an und unterstützten sie finanziell. Als sie deportiert werden sollte, beschloss Margarethe, sich zusammen mit ihrer Schwester Elisabeth Schwarz, und unterstützt von den Teskes, zu verstecken. Leider war es Margarethe unmöglich, dem Druck einer illegalen Existenz standzuhalten. Die Teskes versteckten auch Lilli Katzenellenbogen, die 1943 mehrmals in ihrem Haus Schutz suchte. | 2009 |
| Edwin Tietjens                      | 20. März 1894                                   | 22. Mai 1944            | Berlin                              | Vom Jahr 1943 an versteckten Tietjens und seine Ehefrau Luigina von Fabrice die jüdische Fabrikarbeiterin Ruth Heynemann und deren Mutter in ihrem Haus und besorgten ihnen gefälschte Papiere. | 1997 |
| Gina Tietjens                       |                                                 |                         | Berlin                              | Vom Jahr 1943 an versteckten Tietjens und seine Ehefrau Luigina von Fabrice die jüdische Fabrikarbeiterin Ruth Heynemann und deren Mutter in ihrem Haus und besorgten ihnen gefälschte Papiere. | 1997 |
| Albrecht Tietze                     |                                                 |                         | Berlin                              | Albrecht Tietze, der Sohn eines bekannten Chirurgen aus Breslau, arbeitete als Internist in einem städtischen Krankenhaus in Berlin. Er war nicht nur für sein – öffentlich gezeigtes – Mitgefühl für verfolgte Juden bekannt, sondern engagierte sich auch während des Krieges in einer deutschen Widerstandsgruppe in Berlin. | 1970 |
| Ilse Totzke                         | 4. August 1913                                  | 23. März 1987           | Würzburg                            | Sie machte keinen Hehl aus ihrer Gegnerschaft zum NS-Regime. 1942 und 1943 versuchte sie – leider vergeblich – Jüdinnen über die Grenze in die Schweiz zu schleusen. | 1995 |
| Ernst Treptow                       | 11. Januar 1887                                 | 11. Februar 1960        | Berlin                              | Ernst Treptow und seine Ehefrau Maria Treptow schützten 1943 in Berlin im Keller ihrer Wohnung die jüdischen Jugendlichen Joachim Sieburth und Bruno Gumpel. | 1988 |
| Maria Treptow                       | 9. Juli 1892                                    | 27. Januar 1973         | Berlin                              | Ernst Treptow und seine Ehefrau Maria Treptow schützten 1943 in Berlin im Keller ihrer Wohnung die jüdischen Jugendlichen Joachim Sieburth und Bruno Gumpel. | 1988 |
| Joseph Tudyka                       | 21. Juli 1908                                   | 10. Oktober 1976        | Weißwasser                          | Joseph Tudyka versteckte in Weißwasser Edith Sonnenberg und eine weitere Frau und brachte ihnen Essen und Wasser. Die beiden jüdischen Frauen hatten mit hunderten anderer Frauen in Schlesiersee, einem Außenlager von Gross Rosen Zwangsarbeit geleistet und hatten zwei Todesmärsche hinter sich. Trotz Tudykas guter Fürsorge starb eine der Frauen, aber Edith Sonnenberg überlebte den Krieg. | 2006 |
| Georg Ufer                          |                                                 |                         | Skopje                              | Georg Ufer, ein Bergbauingenieur aus der westfälischen Stadt Siegen, hatte im Winter 1940/41 in Belgrad Joseph Pozwolski kennengelernt. Bei seiner Rückkehr nach Belgrad; Ufer war mittlerweile Major der Wehrmacht; ließ Ufer seinen jüdischen Bekannten als unverzichtbaren technischen Arbeiter seiner eigenen Einheit in Skopje zuweisen. Dies schützte Pozwolski für eine Weile. Als die Deportationen begannen, transportierte er ihn – mit großem Risiko für sich selbst – über die Grenze nach Mazedonien. | 1980 |
| Margaret Verhaak                    | 1924                                            |                         | Aerdenhout                          | Margret Verhaak und ihre Eltern Annemarie und Karl Stockmann, die in Aerdenhout in den Niederlanden lebten, nahmen im September 1942 für zwei Jahre den Sohn einer befreundeten jüdischen Familie – Ernst Krakenberger – bei sich auf. Auch als Karl Stockmann im September 1944 vom Volkssturm desertierte und sich selbst mit seiner Familie verstecken musste, nahmen sie Ernst Krakenberger mit und kümmerten sich um ihn. | 2010 |
| Carl Verhey                         | 8. November 1892                                | 12. September 1982      | Köln                                | Hedwig Verhey und Carl Verhey versteckten in Köln Sybille Körfer. | 2017 |
| Hedwig Verhey                       | 6. Oktober 1896                                 | 12. November 1983       | Köln                                | Hedwig Verhey und Carl Verhey versteckten in Köln Sybille Körfer. | 2017 |
| Hedwig Voelker                      |                                                 |                         | Berlin                              | Hedwig Voelker war zusammen mit ihrer Tochter Hedwig Porschütz an der Rettung von neun jüdischen Mitbürgern beteiligt. | 2012 |
| Herbert Vogt                        | 1909                                            |                         | Wien                                | Herbert Vogt half vielen Juden und versorgte sie mit gefälschten Ausweispapieren. | 1979 |
| Karl Vollrodt                       |                                                 |                         |                                     | [ 473 ] | 2021 |
| Elfriede Wagenknecht                | 1909                                            | 1990                    | Breslau                             | Elfriede Wagenknecht half Dorothea, Lothar und Michael Fauth. | 2021 |
| Emma Waldhelm                       | 1896                                            |                         | Magdeburg                           | Die Eheleute Emma und Fritz Waldhelm und ihre fünf Kinder, darunter die Tochter Ilse, waren in Magdeburg Nachbarn der jüdischen Familie Klara und Helmut Klemm und ihrer beiden Söhne Manfred-Moshe und Wolfgang-Zeev. Die Waldhelms versteckten ab 1943 die Söhne des Ehepaars Klemm, nachdem Klara Klemm nach Auschwitz deportiert worden war und Helmut Klemm im Untergrund leben musste. | 2002 |
| Fritz Waldhelm                      | 1898                                            |                         | Magdeburg                           | Die Eheleute Emma und Fritz Waldhelm und ihre fünf Kinder, darunter die Tochter Ilse, waren in Magdeburg Nachbarn der jüdischen Familie Klara und Helmut Klemm und ihrer beiden Söhne Manfred-Moshe und Wolfgang-Zeev. Die Waldhelms versteckten ab 1943 die Söhne des Ehepaars Klemm, nachdem Klara Klemm nach Auschwitz deportiert worden war und Helmut Klemm im Untergrund leben musste. | 2002 |
| Ilse Waldhelm                       |                                                 |                         | Magdeburg                           | Die Eheleute Emma und Fritz Waldhelm und ihre fünf Kinder, darunter die Tochter Ilse, waren in Magdeburg Nachbarn der jüdischen Familie Klara und Helmut Klemm und ihrer beiden Söhne Manfred-Moshe und Wolfgang-Zeev. Die Waldhelms versteckten ab 1943 die Söhne des Ehepaars Klemm, nachdem Klara Klemm nach Auschwitz deportiert worden war und Helmut Klemm im Untergrund leben musste. | 2002 |
| Hans Walz                           | 21. März 1883                                   | 23. April 1974          | Stuttgart                           | 1938 bis 1940 finanzierte Walz für die Auswanderung von Juden. | 2002 |
| Ludwig Walz                         | 7. Februar 1898                                 | 24. Juli 1989           | Buttenhausen                        | Ab 1934 fuhr er bis 1942 einmal wöchentlich bei Nacht in das 35 Kilometer entfernte Buttenhausen zur dortigen jüdischen Gemeinde, um diese mit Nahrungsmitteln zu versorgen. Auch bei der Deportation nach Riga und Theresienstadt unterstützte er sie noch mit Lebensmitteln. | 1974 |
| Gerhard Wander                      | 16. Juli 1903                                   | 22. Januar 1945         | Den Haag                            | Gerhard Wander, ein Offizier der Wehrmacht, war ab dem Jahr 1941 in Den Haag Mitglied der deutschen Verwaltung in den Niederlanden. Zu seinen Aufgaben in der Abteilung „Innere Verwaltung“, das auch das „Judenreferat“ beinhaltete, gehörte die „Klärung rassischer Zweifelsfälle“. In dieser Funktion gelang es Wander – gemeinsam mit seinem Abteilungsleiter Hans Georg Calmeyer – viele Juden vor der Deportation zu retten. | 1975 |
| Herta Weber                         |                                                 |                         | Zloczow                             | Josef Meyer, seine Ehefrau Elfriede Meyer und die beiden Töchter Hanne Meyer und Herta Weber-Meyer lebten ab dem Jahr 1942 in Zloczow. Josef Meyer gelang es in seiner Funktion als Versorgungsoffizier innerhalb der deutschen Verwaltung zahlreiche jüdische Bürger von Zloczow mit Lebensmitteln zu versorgen und sie so vor dem Hungertod zu bewahren. Die Familie rettete außerdem das Leben des jüdischen Ehepaars Altmann sowie des jüdischen Buchhalters Josef Batisc. | 1965 |
| Elisabeth Weeg                      |                                                 |                         | Scheiderhöhe                        | Elisabeth Weg und ihr Ehemann Ludwig Weeg versteckten ab Ende 1944 bis Kriegsende bei sich in Scheiderhöhe das jüdische Ehepaar Nanny und Erwin Bernauer und ihre beiden Töchter Karola und Erna. | 1990 |
| Ludwig Weeg                         |                                                 |                         | Scheiderhöhe                        | Elisabeth Weg und ihr Ehemann Ludwig Weeg versteckten ab Ende 1944 bis Kriegsende bei sich in Scheiderhöhe das jüdische Ehepaar Nanny und Erwin Bernauer und ihre beiden Töchter Karola und Erna. | 1990 |
| Armin T. Wegner                     | 16. Oktober 1886                                | 17. Mai 1978            | Berlin                              | Armin T. Wegner protestierte im April 1933 in einem offenen Brief an Adolf Hitler gegen die Judenverfolgung. Der Brief wurde von keiner Zeitung veröffentlicht, woraufhin Wegner ihn direkt an das Braune Haus schickte. Kurz darauf wurde er deswegen verhaftet, gefoltert und mehrere Monate lang interniert. | 1967 |
| Otto Weidt                          | 2. Mai 1883                                     | 22. Dezember 1947       | Berlin                              | Besitzer einer als „wehrwichtiger Betrieb“ eingestuften Besen- und Bürstenbinderei. Durch Bestechung und Passfälschung konnte er seine größtenteils jüdischen Mitarbeiter vor der Deportation schützen und versorgen, u. a. Inge Deutschkron, Hans Israelowicz und Alice Licht. Er versteckte die Familie Horn neun Monate in einem Hinterraum seiner Werkstatt. Kurz vor Kriegsende fuhr er nach Auschwitz, half seiner Freundin Alice Licht bei der Flucht während des Todesmarsches aus einem der Außenlager des KZ Groß-Rosen und verbarg sie in einem von ihm angemieteten Zimmer. | 1971 |
| Eugen Weiler                        | 1900                                            |                         | Wiechs                              | Eugen Weiler, ein Pfarrer aus Wiechs, half der Jüdin Katherina Lasker-Meyer bei der Flucht in die Schweiz. Lasker-Meyer, die Witwe eines Berliner Arztes, war Anfang Januar der Deportation nach Polen entkommen und hatte bereits mehrere erfolglose Versuche unternommen, um die Schweizer Grenze alleine zu überqueren. Eugen Weiler begleitete die gejagte Jüdin zu Fuß nach Wiechs und brachte sie am nächsten Tag, dem 21. Mai 1942, direkt an die Grenze, wodurch er Lasker-Meyers Leben rettete. | 2004 |
| Charlotte Weiler                    |                                                 |                         | Berlin                              | Charlotte Weiler versteckte in Berlin Hedwig Senger und Erich Senger. | 2016 |
| Anna Weissová                       | 20. Juli 1879                                   | 30. März 1966           | Bratislava                          | Anna Weissová und ihre Schwester Františka Jachanová versteckten in Bratislava Anna Eisler und Kurt Eisler. | 2015 |
| Agnes Wendland                      | 18. März 1891                                   | 31. August 1946         | Berlin                              | Unter Einsatz ihres Lebens versteckte und schützte sie während des Zweiten Weltkrieges, gemeinsam mit ihrer Tochter Ruth, verfolgte Juden im Pfarrhaus der Gemeinde. | 1975 |
| Ruth Wendland                       | 10. September 1913                              | 13. Juni 1977           | Berlin                              | Tochter von Agnes Wendland. | 1975 |
| Paula Wendt                         | 25. August 1897                                 | 1972                    | Berlin                              | Paula Wendt, ihre Schwester Ida Röscher und das Ehepaar Adolf und Frieda Wiegel schützten während des Krieges in Berlin Juden, die im Untergrund lebten. Zu ihnen gehörte Alfred Gerschlowitz, der von März 1943 von Oktober 1944 in Berlin bzw. in einer Wohnung in Prieros versteckt und unterstützt wurde, sowie Gertrude und Werner Scharff, die sich von Zeit zu Zeit bei ihnen versteckten. Werner Scharff, der im Herbst 1943 eine Widerstandsgruppe namens „Gemeinschaft für Frieden und Aufbau“ gegründet hatte, die in Luckenwalde tätig war, wurde von Adolf Wiegel durch den Druck Flugblättern unterstützt. Im Herbst 1944 gelang es der Gestapo die kleine Widerstandsgruppe zu zerschlagen. Adolf Wiegel wurde zunächst in ein Zwangsarbeitslager in Wuhlheide gebracht und im April 1945 auf dem Weg ins Konzentrationslager Dachau ermordet. Werner Scharff wurde in das Konzentrationslager Sachsenhausen deportiert und am 16. März 1945 ermordet. Ida Röscher, Paula Wendt und Frieda Wiegel wurden in das Zwangsarbeitslager Fehrbellin gebracht, wo sie bis zur Befreiung blieben. Auch Alfred Gerschlowitz überlebte. | 2004 |
| Franz Weschenfelder                 |                                                 |                         | Stanislawow                         | Franz Weschenfelder, der als Unteroffizier in einer medizinischen Abteilung der Schutzpolizei in der polnischen Stadt Stanislawow in Ostgalizien diente und seine Frau Helen Weschenfelder waren maßgeblich an der Rettung einer Reihe jüdischer Familien vor der SS und ihre ukrainischen Handlanger beteiligt. | 1976 |
| Helen Weschenfelder                 |                                                 |                         | Stanislawow                         | Franz Weschenfelder, der als Unteroffizier in einer medizinischen Abteilung der Schutzpolizei in der polnischen Stadt Stanislawow in Ostgalizien diente und seine Frau Helen Weschenfelder waren maßgeblich an der Rettung einer Reihe jüdischer Familien vor der SS und ihre ukrainischen Handlanger beteiligt. | 1976 |
| Adolf Wiegel                        | 25. Juni 1882                                   | 8. April 1945           | Berlin                              | Paula Wendt, ihre Schwester Ida Röscher und das Ehepaar Adolf und Frieda Wiegel schützten während des Krieges in Berlin Juden, die im Untergrund lebten. Zu ihnen gehörte Alfred Gerschlowitz, der von März 1943 von Oktober 1944 in Berlin bzw. in einer Wohnung in Prieros versteckt und unterstützt wurde, sowie Gertrude und Werner Scharff, die sich von Zeit zu Zeit bei ihnen versteckten. Werner Scharff, der im Herbst 1943 eine Widerstandsgruppe namens „Gemeinschaft für Frieden und Aufbau“ gegründet hatte, die in Luckenwalde tätig war, wurde von Adolf Wiegel durch den Druck Flugblättern unterstützt. Im Herbst 1944 gelang es der Gestapo die kleine Widerstandsgruppe zu zerschlagen. Adolf Wiegel wurde zunächst in ein Zwangsarbeitslager in Wuhlheide gebracht und im April 1945 auf dem Weg ins Konzentrationslager Dachau ermordet. Werner Scharff wurde in das Konzentrationslager Sachsenhausen deportiert und am 16. März 1945 ermordet. Ida Röscher, Paula Wendt und Frieda Wiegel wurden in das Zwangsarbeitslager Fehrbellin gebracht, wo sie bis zur Befreiung blieben. Auch Alfred Gerschlowitz überlebte. | 2005 |
| Frida Wiegel                        | 15. März 1891                                   |                         | Berlin                              | Paula Wendt, ihre Schwester Ida Röscher und das Ehepaar Adolf und Frieda Wiegel schützten während des Krieges in Berlin Juden, die im Untergrund lebten. Zu ihnen gehörte Alfred Gerschlowitz, der von März 1943 von Oktober 1944 in Berlin bzw. in einer Wohnung in Prieros versteckt und unterstützt wurde, sowie Gertrude und Werner Scharff, die sich von Zeit zu Zeit bei ihnen versteckten. Werner Scharff, der im Herbst 1943 eine Widerstandsgruppe namens „Gemeinschaft für Frieden und Aufbau“ gegründet hatte, die in Luckenwalde tätig war, wurde von Adolf Wiegel durch den Druck Flugblättern unterstützt. Im Herbst 1944 gelang es der Gestapo die kleine Widerstandsgruppe zu zerschlagen. Adolf Wiegel wurde zunächst in ein Zwangsarbeitslager in Wuhlheide gebracht und im April 1945 auf dem Weg ins Konzentrationslager Dachau ermordet. Werner Scharff wurde in das Konzentrationslager Sachsenhausen deportiert und am 16. März 1945 ermordet. Ida Röscher, Paula Wendt und Frieda Wiegel wurden in das Zwangsarbeitslager Fehrbellin gebracht, wo sie bis zur Befreiung blieben. Auch Alfred Gerschlowitz überlebte. | 2005 |
| Irmgard Wieth                       |                                                 |                         | Lwiw                                | Irmgard Wieth versteckte vier Juden aus dem Lemberger Ghetto in ihrer Wohnung. | 1968 |
| Eduard Winkler                      | 13. Januar 1884                                 |                         | München                             | Eduard Winkler unterstütze Franz Herda bei der Rettung seiner jüdischen Bekannten Albertine Gimpel. Franz Herda konnte Albertine Gimpel im Mai 1943, als ihre Deportation unmittelbar bevorstand, zunächst bei Eduard Winkler unterbringen und später bis Mai 1944 in seinem Atelier verstecken. Anschließend brachte er sie bis September 1944 bei Vera Manthey in Umrathshausen und danach bei dem Schriftsteller Friedrich Reck-Malleczewen und seiner Frau Irmgard in Poing bei Traunstein unter. | 2014 |
| Frieda Winkler                      | 1909                                            | 1988                    | Luckenwalde                         | Hans Winkler und seine Ehefrau Frieda Winkler leiteten in Luckenwalde die Untergrundorganisation „Gemeinschaft für Frieden und Aufbau“, die mehreren jüdischen Familien Schutz gewährte. | 1982 |
| Hans Winkler                        | 18. April 1906                                  | 18. November 1987       | Luckenwalde                         | Hans Winkler und seine Ehefrau Frieda Winkler leiteten in Luckenwalde die Untergrundorganisation „Gemeinschaft für Frieden und Aufbau“, die mehreren jüdischen Familien Schutz gewährte. | 1982 |
| Trude Wisten                        | 1902                                            |                         | Berlin-Schlachtensee                | Trude Wisten und ihr Ehemann hielten den jungen jüdischen Schauspieler Alfred Balthoff-Berliner vom Sommer 1943 bis Kriegsende in ihrem Haus versteckt und retteten ihm so das Leben. | 1994 |
| P. Witkowski                        |                                                 |                         | Krakau und Bautzen                  | P. Witkowski, der Geschäftsführer einer Fabrik in Lemberg, beschaffte für die Jüdin Helena Hauser, sowie deren Tochter und Schwiegermutter Verstecke bei seiner Schwester Hedwig Kretchmar in Krakau, später bei anderen Verwandten in Bautzen. | 1979 |
| Susanne Witte                       | 3. April 1905                                   | 27. Januar 2005         | Berlin-Moabit                       | Susanne Witte, eine aktiv praktizierende Katholikin, versteckte während des Zweiten Weltkriegs jahrelang die Jüdin Regina Kirschbaum, die Mutter ihrer nach Auschwitz deportierten Freundin Ruth Casper, bei sich in der Wohnung in Berlin-Moabit. | 1998 |
| Alfred Wohlgemuth                   | 30. Juli 1919                                   | 26. Februar 1950        | Berlin                              | Alfred Wohlgemuth, ein bei der Berliner Bank beschäftigter Buchhalter, gab Anfang 1943 Wohlgemuth Bernhard Tawrigowski seine Ausweispapiere, damit dieser mit seiner Frau Erika Berlin verlassen und versuchen konnte, in die Schweiz zu gelangen. Leider wurde das Paar in Lörrach nahe der Schweizer Grenze gefasst und Alfred Wohlgemuth wurde verhaftet, brutal verhört, vor Gericht gestellt und zu sechs Monaten Gefängnis verurteilt. | 2013 |
| Ludwig Wörl                         | 28. Februar 1906                                | 27. August 1967         | KZ Auschwitz                        | Als Lagerältester in den Konzentrationslagern Dachau und Auschwitz versorgte er Häftlinge medizinisch und rettete einigen das Leben. | 1963 |
| Aleksandr Wolf                      |                                                 |                         | Odessa                              | Yelena Wolf und ihr deutschen Ehemann Aleksandr Wolf, die mit zwei kleinen Kindern in Odessa wohnten, versteckten von Dezember 1943 bis April 1944 die Schwestern Olga und Menya Khariton sowie Riva Sheyner. | 1996 |
| Yelena Wolf                         |                                                 |                         | Odessa                              | Yelena Wolf und ihr deutschen Ehemann Aleksandr Wolf, die mit zwei kleinen Kindern in Odessa wohnten, versteckten von Dezember 1943 bis April 1944 die Schwestern Olga und Menya Khariton sowie Riva Sheyner. | 1996 |
| Otto Worms                          | 15. Januar 1913                                 | 12. März 1943           | Hermsdorf                           | Otto Worms war Mitglied einer kommunistischen Widerstandsgruppe innerhalb der Belegschaft des Rüstungsbetriebes „Hescho“, die die dort eingesetzten sowjetischen und polnischen Zwangsarbeiter unterstützte. Unter den Zwangsarbeitern befand sich der Jude Naum Spektor unter dem Decknamen Nikolai Nitschemenko. Nach der Enttarnung Spektors verhalf Worms ihm Anfang März 1943 zur Flucht. Am 11. März 1943 wurde Worms verhaftet und kam am folgenden Tag unter ungeklärten Umständen ums Leben. | 2017 |
| Ludwig Wrudnitski                   |                                                 |                         | Berlin                              | Ludwig Wrudnitski und seine Tochter Christa Wrudnitski versteckten und versorgten in Berlin Kurt Lindenberg. | 2019 |
| Christa Wrudnitski                  | 1925                                            |                         | Berlin                              | Ludwig Wrudnitski und seine Tochter Christa Wrudnitski versteckten und versorgten in Berlin Kurt Lindenberg. | 2019 |
| Elisabeth Wust                      | 24. November 1913                               | 31. März 2006           | Berlin                              | Elisabeth „Lilly“ Wust versteckte in ihrer Wohnung außer ihrer Geliebten noch drei weitere Jüdinnen. | 1995 |
| Heinz Wuttig                        | 19. Juli 1907                                   | 12. März 1984           | Berlin                              | Marlise Wuttig und Heinz Wuttig versteckten in Berlin Kurt Hirschfeld. | 2017 |
| Marlise Wuttig                      |                                                 |                         | Berlin                              | Marlise Wuttig und Heinz Wuttig versteckten in Berlin Kurt Hirschfeld. | 2017 |
| Karl Zabel                          |                                                 |                         | Berlin                              | Lotte Zabel und ihr Ehemann Karl Zabel sowie Edith Zabel und Kurt Zabel versteckten und versorgten in Berlin Kurt Lindenberg. | 2019 |
| Lotte Zabel                         | 1902                                            |                         | Berlin                              | Lotte Zabel und ihr Ehemann Karl Zabel sowie Edith Zabel und Kurt Zabel versteckten und versorgten in Berlin Kurt Lindenberg. | 2019 |
| Edith Zabel                         | 1913                                            |                         | Berlin                              | Lotte Zabel und ihr Ehemann Karl Zabel sowie Edith Zabel und Kurt Zabel versteckten und versorgten in Berlin Kurt Lindenberg. | 2019 |
| Kurt Zabel                          | 1909                                            |                         | Berlin                              | Lotte Zabel und ihr Ehemann Karl Zabel sowie Edith Zabel und Kurt Zabel versteckten und versorgten in Berlin Kurt Lindenberg. | 2019 |
| Karl Zacherl                        |                                                 |                         | Dünzelbach                          | Karl Zacherl und seine Ehefrau Walburga Zacherl retteten das Leben der 16-jährigen Jüdin Elisabeth Fischer aus Ungarn. Das an Typhus erkrankte Mädchen befand sich auf einem Todesmarsch nach der Auflösung eines Konzentrationslagers. Ihre SS-Wachen erlaubten dem Ehepaar Zacherl das völlig erschöpfte Mädchen in ihrem Auto mitzunehmen. Die Zacherls brachten das Mädchen in ihr Haus in Dünzelbach, pflegten es und brachten es nach Kriegsende ins Krankenhaus. | 1980 |
| Walburga Zacherl                    |                                                 |                         | Dünzelbach                          | Karl Zacherl und seine Ehefrau Walburga Zacherl retteten das Leben der 16-jährigen Jüdin Elisabeth Fischer aus Ungarn. Das an Typhus erkrankte Mädchen befand sich auf einem Todesmarsch nach der Auflösung eines Konzentrationslagers. Ihre SS-Wachen erlaubten dem Ehepaar Zacherl das völlig erschöpfte Mädchen in ihrem Auto mitzunehmen. Die Zacherls brachten das Mädchen in ihr Haus in Dünzelbach, pflegten es und brachten es nach Kriegsende ins Krankenhaus. | 1980 |
| Joachim von Zedtwitz                | 11. Juni 1910                                   | 10. Oktober 2001        | Prag und Ostrava                    | Zedtwitz brachte in seinem Wagen wiederholt Juden über Mährisch-Ostrau an die Grenze nach Polen, von wo aus sie durch örtliche Schleuser in vorläufige Sicherheit gebracht wurden. | 1994 |
| Erika Zeise                         | 1914                                            | 9. Dezember 2005        | Berlin                              | Erika Zeise und ihr Ehemann Ludwig Zeise versteckten in ihrer Wohnung in Berlin ab September 1943 eine Zeit lang die 22-jährige Jüdin Ruth Lilienthal. Lilienthal, die schwer an Diphtherie erkrankt war, wurde vom Ehepaar Zeise in dieser Zeit gepflegt und versorgt. | 2006 |
| Ludwig Zeise                        |                                                 |                         | Berlin                              | Erika Zeise und ihr Ehemann Ludwig Zeise versteckten in ihrer Wohnung in Berlin ab September 1943 eine Zeit lang die 22-jährige Jüdin Ruth Lilienthal. Lilienthal, die schwer an Diphtherie erkrankt war, wurde vom Ehepaar Zeise in dieser Zeit gepflegt und versorgt. | 2006 |
| Anna Zeitler                        | 1896                                            | 24. November 1977       | Wiesau                              | Anna Zeitler, eine Bauersfrau, versteckte auf ihrem Bauernhof in Wiesau von März 1945 bis zum Eintreffen der Amerikaner die jüdischen Brüder Josef und Slomo Szlamkiewicz, die zwei Todesmärsche überstanden hatten. | 2016 |
| Elsbeth Zeller                      | 13. September 1890                              | 8. Dezember 1968        | Waiblingen                          | Der Pfarrer Hermann Konrad Zeller und seine Ehefrau Elsbeth Zeller gehörten zu einem Netzwerk protestantischer Pastoren der Bekennenden Kirche in Baden-Württemberg. Sie nahmen zwei Mal das jüdische Ehepaar Ines und Max Krakauer bei sich in Waiblingen auf. | 2007 |
| Hermann Konrad Zeller               | 17. Mai 1883                                    | 22. Juli 1953           | Waiblingen                          | Der Pfarrer Hermann Konrad Zeller und seine Ehefrau Elsbeth Zeller gehörten zu einem Netzwerk protestantischer Pastoren der Bekennenden Kirche in Baden-Württemberg. Sie nahmen zwei Mal das jüdische Ehepaar Ines und Max Krakauer bei sich in Waiblingen auf. | 2007 |
| Gustav Zenker                       | 5. Mai 1905                                     | 1998                    | Mülheim an der Ruhr                 | Im Winter 1943 versteckten Mathilde und Gustav Zenker über Nacht die Jüdin Marianne Strauss geb. Ellenbogen vor der Gestapo. | 2004 |
| Mathilde Zenker                     | 23. Januar 1906                                 | 22. Juli 1986           | Mülheim an der Ruhr                 | geb. Schäfer, Ehefrau von Gustav Zenker. | 2004 |
| Konrat Ziegler                      | 12. Januar 1884                                 | 8. Januar 1974          | Berlin, Osterode am Harz            | Ziegler verhalf 1938 einem jüdischen Freund zur Emigration und wurde daraufhin zu einer Gefängnisstrafe verurteilt. Wieder in Freiheit und ausgebombt, versteckte er seinen ehemaligen jüdischen Kollegen Kurt Latte in Osterode. | 2000 |
| Ruth Zielinski                      |                                                 |                         | Krakau                              | Ruth Zielinski gehörte einer deutschstämmigen Familie an, die aus dem Sudetenland nach Krakau gekommen war. Im Juli 1942 kamen Bernard Dov Kimel und seine Frau in Krakau an. Sie reisten mit falschen „arischen“ Papieren. Das Ehepaar Kimel baten Ruth Zielinski, die in der Vergangenheit als Haushälterin von Frau Kimels Schwester gearbeitet hatte, um Hilfe. Ruth Zielinski nahm sie, ohne zu zögern, auf und beherbergte sie trotz der Einwände anderer Familienmitglieder drei Monate lang in ihrer Wohnung in Krakau. | 1991 |
| Berta Zimmermann                    | 27. Juni 1896                                   |                         | Berlin                              | Berta Zimmermann versteckte im November 1942, vom Dezember 1942 bis April 1943 und ab Oktober 1943 die 57-jährige Jüdin Margaret Rund bei sich in ihrer Berliner Wohnung. Außerdem fand die Jüdin Lilly Kauffmann ab und zu bei Berta Zimmermann Schutz und Nahrung. | 2013 |
| Dorothea Zimmermann                 | 1890                                            |                         | Berlin                              | Dorothea Zimmermann und ihr Ehemann Georg Moehring, die mit zwei Töchtern in einer kleinen Zweizimmerwohnung in Berlin-Pankow lebten, nahmen Ende 1943 das befreundete jüdische Ehepaar Siegmund und Margarethe Weltlinger in ihre Wohnung auf und versorgten sie mit Lebensmitteln. | 2011 |
| Rudolf Zogelman                     |                                                 |                         | Mannheim                            | Rudolf Zogelman versteckte die Jüdin Fanny Schauder von Januar 1943 bis April 1945 in seiner Wohnung in Mannheim. | 2002 |
| Agnes Zubeil                        |                                                 |                         | Berlin                              | Gustav Zubeil und seine Frau Agnes versteckten das jüdische Ehepaar Witkowski in ihrem Boot auf der Spree in Berlin-Treptow, nachdem das Ehepaar nach dem 27. Februar 1943 in die Illegalität gehen musste. Die Witkowskis hielten sie mehrere Monate im Flussboot der Zubeils auf, bis sie bei Herta Müller in Berlin-Weißensee ein alternatives Versteck finden konnten. | 1976 |
| Gustav Zubeil                       |                                                 |                         | Berlin                              | Gustav Zubeil und seine Frau Agnes versteckten das jüdische Ehepaar Witkowski in ihrem Boot auf der Spree in Berlin-Treptow, nachdem das Ehepaar nach dem 27. Februar 1943 in die Illegalität gehen musste. Die Witkowskis hielten sie mehrere Monate im Flussboot der Zubeils auf, bis sie bei Herta Müller in Berlin-Weißensee ein alternatives Versteck finden konnten. | 1976 |

## Einige Porträts

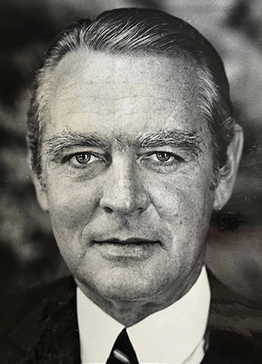
Berthold Beitz
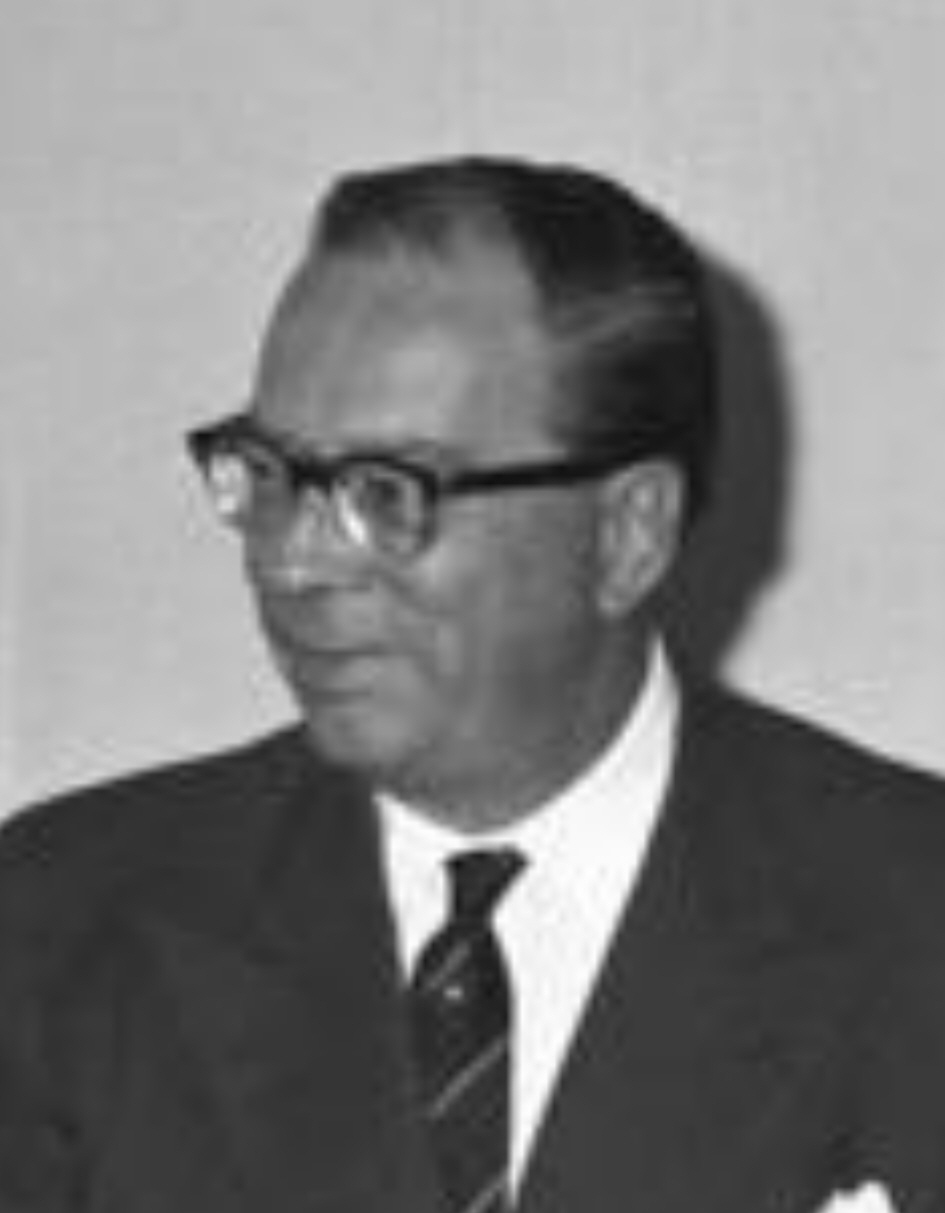
Georg Ferdinand Duckwitz
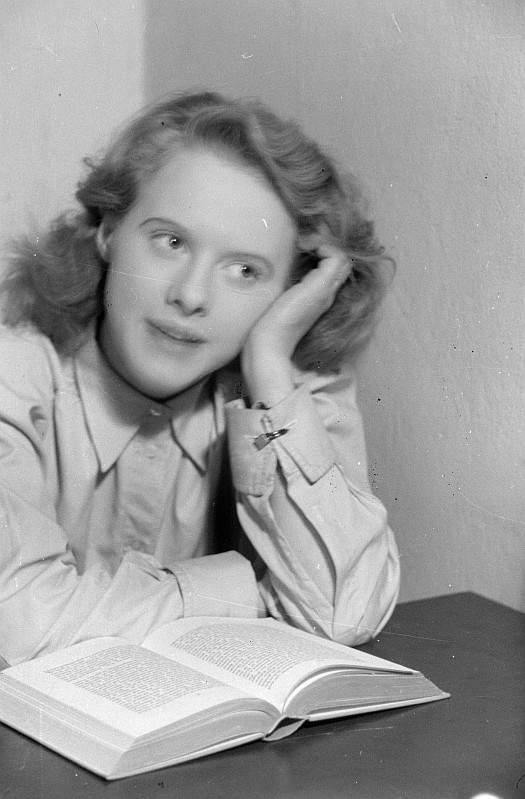
Karin Friedrich
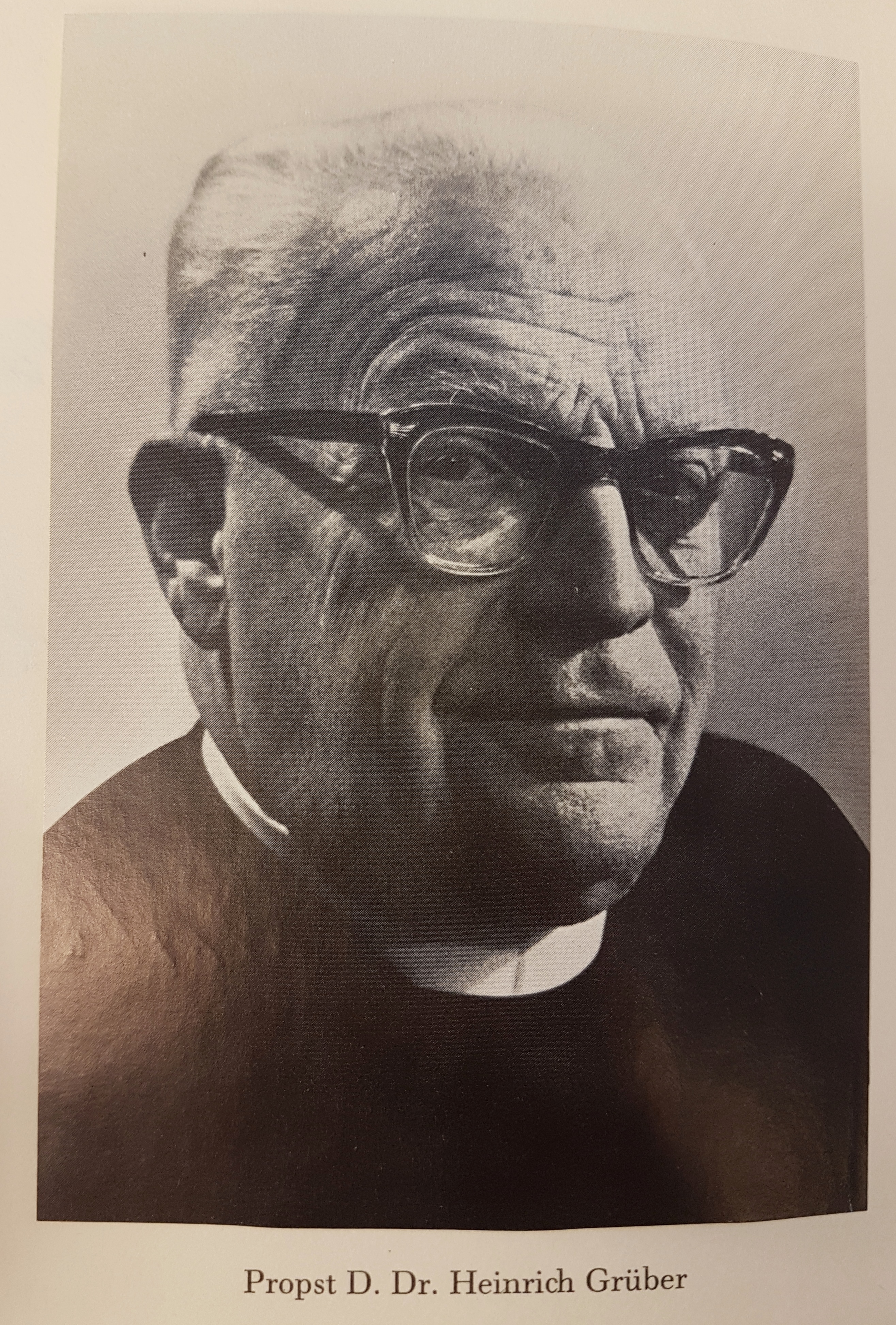
Heinrich Grüber
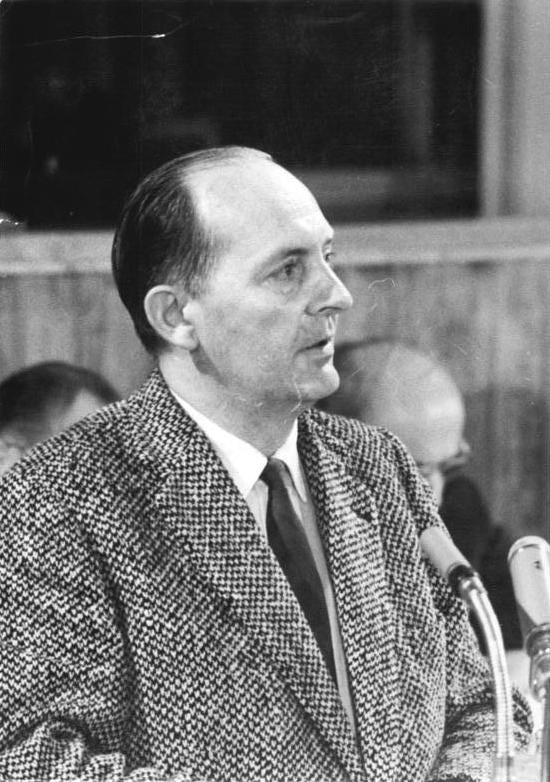
Robert Havemann
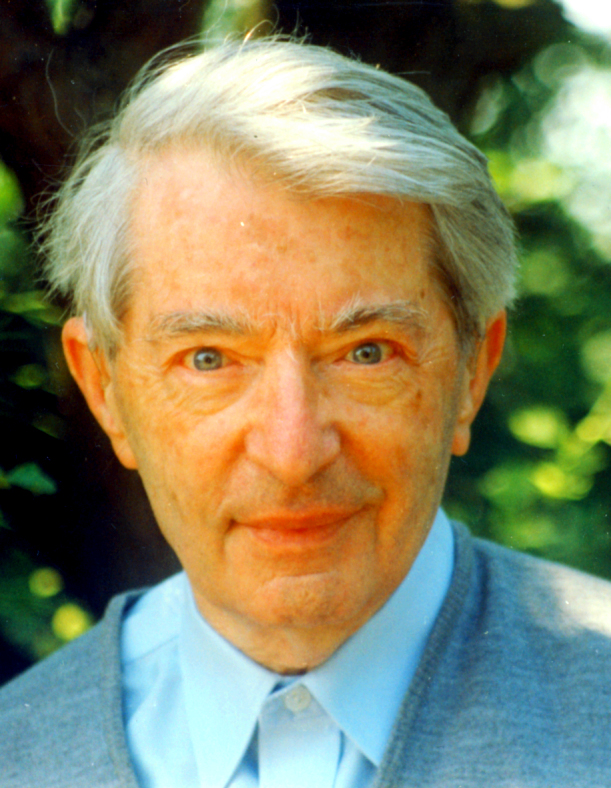
Fritz Heine
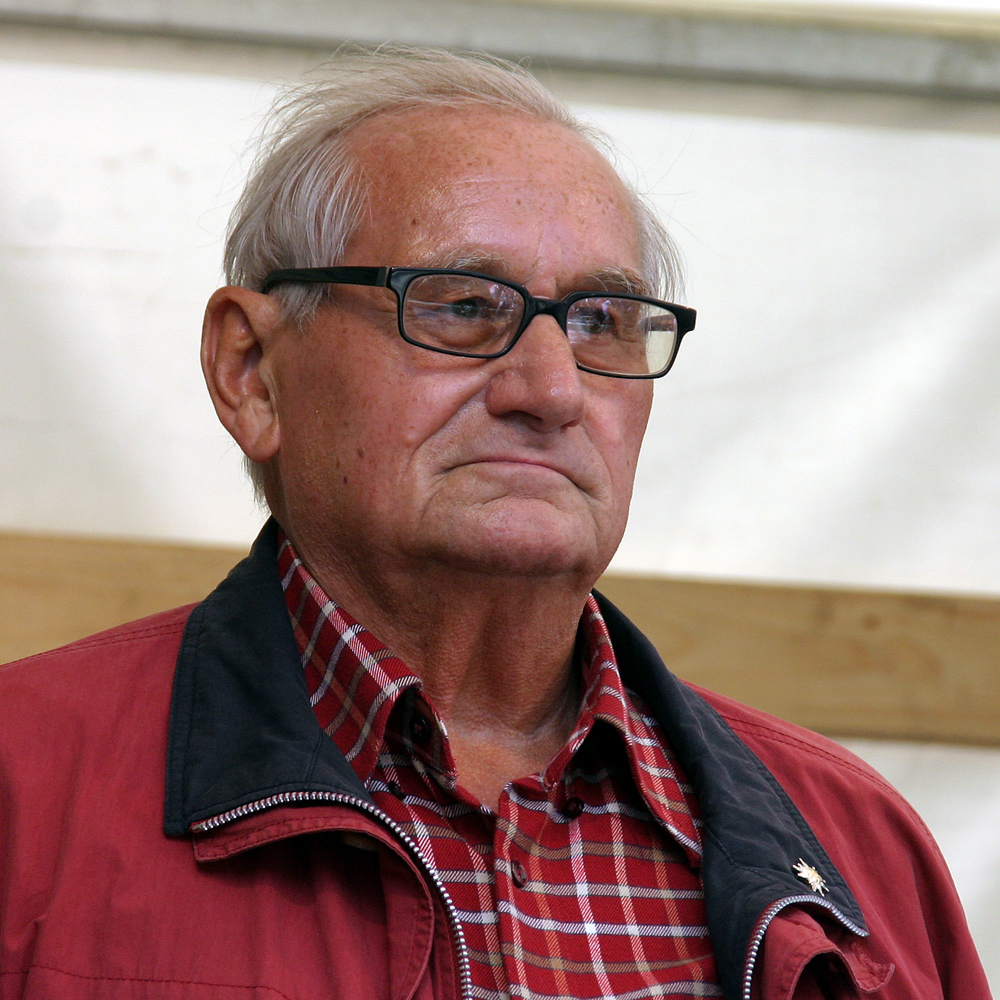
Jean Jülich
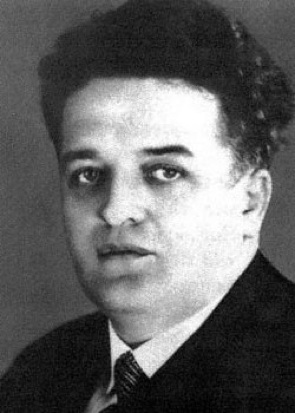
Walter Krämer
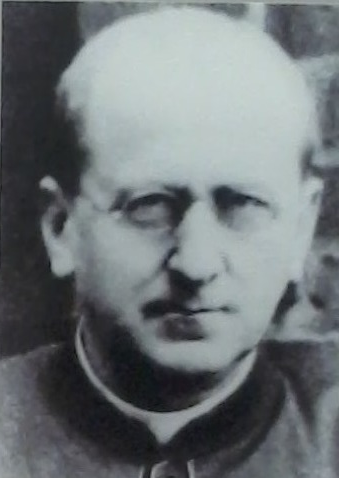
Bernhard Lichtenberg
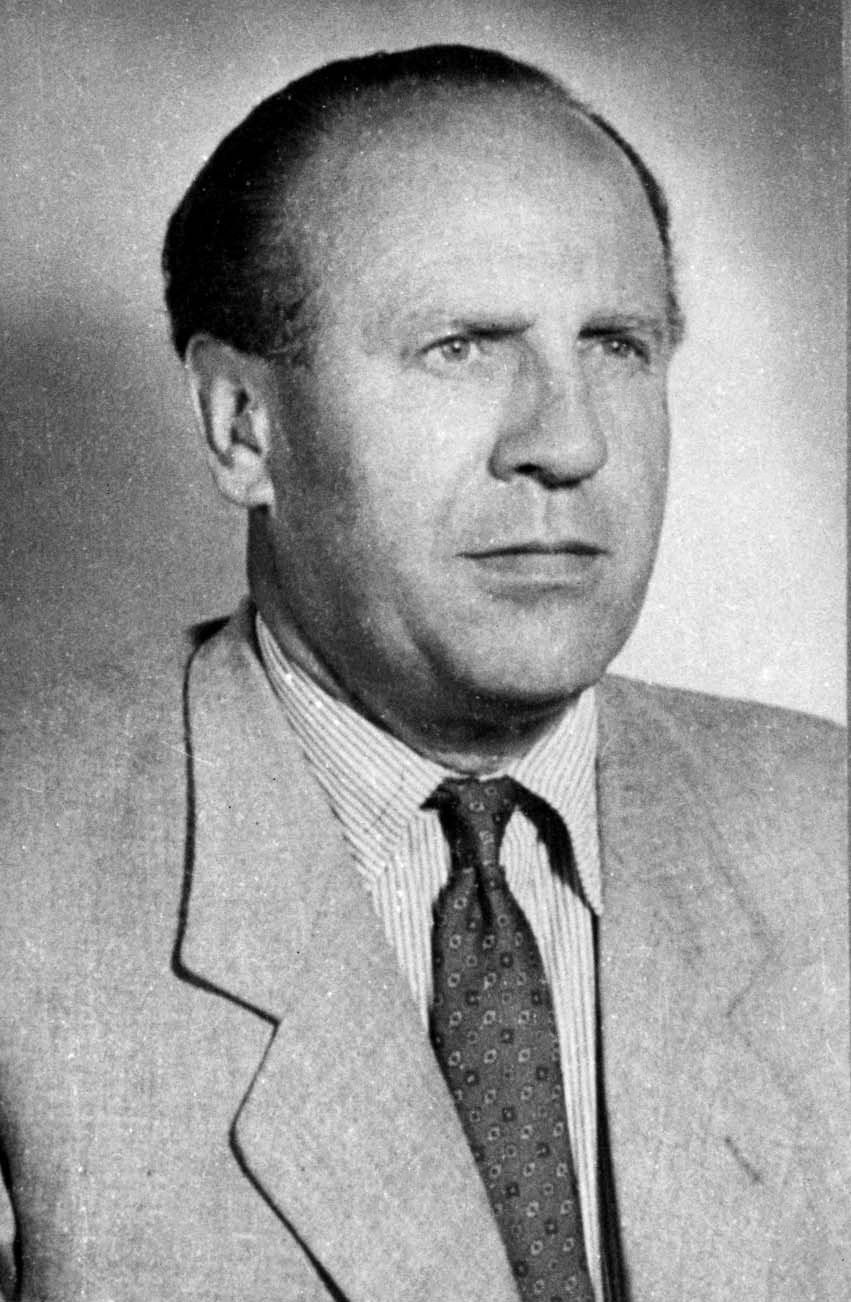
Oskar Schindler